# Tro Bro Kemperle
Le réseau de bus TBK, acronyme de Tro Bro Kemperle (en français : Tour du Pays de Quimperlé) couvre le territoire de la ville de Quimperlé et des quinze autres communes de la communauté d'agglomération Quimperlé Communauté (anciennement communauté de communes du Pays de Quimperlé), établissement public de coopération intercommunale assurant la gestion et le financement de ce réseau dans le cadre d'une compétence obligatoire — dans le cas d'une communauté d'agglomération mais ne l'est pas pour une communauté de communes — ainsi que des dessertes vers quatre communes du Morbihan (Le Faouët, Guidel, Guiscriff et Lanvénégen). À sa création et dans les mois qui suivirent, le réseau a intégré les quelques services scolaires, estivaux et sur réservation préexistants pour les intégrer à une offre unique.
L'ensemble du réseau est exploité par délégation de service public : par Buspaq de sa création en 2011 jusqu'au 3 juillet 2020, et par RATP Dev du 4 juillet 2020 à 2028. Les lignes intercommunales et locales ainsi que le TAD PMR sont sous-traités à des transporteurs locaux.
En 2019, le réseau TBK est constitué d'une quinzaine lignes régulières et sur réservation et de divers services complémentaires ayant assuré plus de 830 000 voyages.

## Histoire

### Avant TBK
En avril 2009, la communauté de communes du Pays de Quimperlé (Cocopaq) mit en place un service de transport à la demande destiné aux personnes âgées de plus de 80 ans et les personnes en situation de handicap permanent ou temporaire, en raison de la difficulté de mettre en place un réseau de transport en commun sur le territoire intercommunal. Un trajet interne à la communauté de communes coûtait 2 € et 4 € si le trajet était à destination de Lorient ou Ploemeur, communes faisant partie de Lorient Agglomération. La réservation devait se faire au plus tard la veille jusqu'à 16 heures.
Un mois après le lancement du service, 59 personnes s'étaient inscrites et 28 personnes avaient déjà réalisés au moins un déplacement avec le service. Le service était effectué à l'aide de trois minibus parcourant près de 200 km par jour.
Durant l'été 2009, le service estival desservant la Cocopaq, effectué jusqu'alors par le réseau départemental Penn-ar-Bed et qui avait pour défaut de ne pas desservir toutes les communes, fut complété par deux lignes supplémentaires, A et B, complétant l'offre départementale des lignes 22, 23 et 25 adaptées pour cette période et permettant ainsi à l'ensemble des communes de disposer d'une desserte estivale.
Les lignes composant le réseau estival « La plage à portée de bus » en 2009 :
- Ligne A : Scaër ↔ Bannalec ↔ Riec-sur-Bélon ↔ Moëlan-sur-Mer ↔ Clohars-Carnoët (Transporteur : BSA) ;
- Ligne B : Saint-Thurien ↔ Mellac ↔ Le Trévoux ↔ Baye ↔ Clohars-Carnoët (Transporteur : Voyages Ricouard) ;
- Ligne 22 : Querrien ↔ Locunolé ↔ Tréméven ↔ Quimperlé ↔ Clohars-Carnoët ;
- Ligne 23 : Quimperlé ↔ Bannalec ↔ Riec-sur-Bélon ↔ Moëlan-sur-Mer ↔ Clohars-Carnoët ;
- Ligne 25 : Guilligomarc'h ↔ Arzano ↔ Rédené ↔ Quimperlé ↔ Clohars-Carnoët.

### Vers un réseau intercommunal
En septembre 2010, le conseil communautaire vota la création d'un périmètre de transport urbain, ouvrant la voie à la mise en place du réseau de transport intercommunal, étudié depuis 1993 et dont une étude réalisée en septembre 2009 avait permis de dégager son organisation, au 1er septembre 2011 coïncidant avec l'échéance des contrats des lignes départementales,. Des réunions d'information aux habitants ont eu lieu fin-2010.
Cette étude de 2009 permit de dégager le schéma suivant, basé sur un réseau unique à l'échelle du territoire et découpé en trois niveaux :
- Un niveau intercommunal basé sur les lignes de transport des lycéens existantes et rendues accessibles à tous les voyageurs toute l'année ;
- Un niveau urbain sur Quimperlé composé de lignes régulières desservant les équipements publics, les commerces... ;
- Un niveau local à l'échelle des quinze autres communes, composé de lignes scolaires pour les écoles et collèges hors Quimperlé.

Le mode d'exploitation du réseau fut choisi en décembre 2010 : Il s'agit de la délégation de service public, via un contrat d'une durée de neuf ans à compter de la mise en place du réseau avec une clause permettant de le revoir en 2015. Ce mode a été préféré à la régie et au marché public par les élus communautaires. Le choix du nom du réseau fut soumis aux propositions des habitants, avec un an de transport offert au gagnant.
Le nom définitif du réseau, ainsi que son identité visuelle, furent dévoilés en juin 2011. Parmi les propositions envoyées par les habitants, deux ont été soumises au vote,, : Ilae (pour Isole, Laïta, Ellé) et TBK (Tro Bro Kemperle, Tour du Pays de Quimperlé en breton). 395 personnes ont participé au vote et TBK a été choisi par 208 voix contre 157 face à Ilae.
La convention officialisant la mise en place du réseau a été signée début juillet 2011.

### Naissance de TBK et premiers mois de service
Le réseau, lancé le 1er septembre 2011, fut exploité par Buspaq, choisi face à CAT-Veolia Transport qui s'était désisté, employant 16 salariés, délégataire du réseau regroupant quatre transporteurs locaux,, : Bretagne Sud Autocars (BSA), Christien Voyages, Été Évasion et Voyages Ricouard. Le transport à la demande existant depuis 2009 est intégré au réseau TBK. L'inauguration eut lieu le 24 septembre, à la fin d'une semaine de festivités organisées autour du nouveau réseau.
Le réseau en chiffres en 2011 :
- 600 points d'arrêts dont 70 sur Quimperlé ;
- 50 véhicules ;
- 35 lignes locales ;
- 11 lignes intercommunales ;
- 4 lignes urbaines.

Les premiers comptages entre le lancement du réseau et janvier 2012 mirent en évidence certains chiffres :
- Une hausse de 6 % des abonnés scolaires, pour un total de 2122 abonnés fin 2011 ;
- Entre novembre 2011 et janvier 2012, le nombre d'utilisateurs du réseau urbain a augmenté de 11 %, la ligne la plus fréquentée est la ligne C ;
- Du lancement du réseau au 31 décembre 2011, 121 253 montées furent recensées, hors réseau local, dont 22 % sur le réseau urbain de Quimperlé.

À l'été 2012, le réseau estival est intégré à son tour au réseau TBK, avec la desserte de nouveaux lieux par rapport aux années précédentes, comme le centre aquatique Aquapaq ou la forêt de Toulfouën.

### Évolutions du réseau

#### Avec BusPaq (2011-2020)
En 2012, les horaires du réseau sont intégrés au calculateur d'itinéraires régional BreizhGo — renommé MobiBreizh en 2018 — et le réseau subit ses premières adaptations, votées à l'unanimité au conseil communautaire au mois de juin et réalisés après concertations avec les habitants, les syndicats, les associations,, modifications effectués sauf mentions contraires le 4 septembre 2012 :
- Prolongement de la ligne A au quartier de Loge Daniel le 26 novembre 2012 ;
- Prolongement de la ligne B à la commune de Tréméven ;
- Refonte du trajet de la navette de centre-ville pour desservir des quartiers non desservis jusqu'à présent : Kerglanchard, Beaubois et Kernegant ;
- Refonte des horaires des lignes scolaires pour les adapter aux évolutions des rythmes scolaires et intégrations de lignes préexistantes au réseau, ainsi que de la navette du marché de Moëlan-sur-Mer en mai 2012;
- Améliorations des correspondances avec les trains ;
- Ajouts de départs en transport à la demande sur les lignes intercommunales le vendredi vers 13 h 30 ;
- Extension du transport à la demande pour les personnes à mobilité réduite à la commune de Pont-Aven pour les rendez-vous médicaux et optimisations des groupages de déplacements ;
- Les lignes 1 et 2 desservent l'Aquapaq de Scaër les mercredis, samedis après-midi et durant les vacances ;
- Modifications divers sur les lignes 2, 3, 4, 6 et 7 : modifications de courses scolaires, suppressions et créations d'arrêts...

Par rapport à la période de septembre à décembre 2011, le réseau enregistra en 2012 sur cette même période :
- Une hausse de 40 % de la fréquentation sur le réseau urbain, soit 30 835 montées en 2012 contre 21 960 en 2011 sur cette même période ;
- Une hausse de 76 % sur l'ensemble du territoire intercommunal, soit 164 950 montées en 2012, due à la hausse du nombre d'abonnés non-scolaire : 2 231 abonnés en 2012 contre 2122 en 2011 sur cette même période ;
- Une hausse de 18 % sur le transport à la demande destiné aux personnes à mobilité réduite.

Sur l'année 2012, 624 897 montées furent comptabilisés dont 403 009 sur les lignes intercommunales.
En janvier et mai 2013 ont été installés respectivement les premiers poteaux et abribus aux couleurs du réseau. Le 3 septembre 2013, un abonnement combinant les réseaux TBK et TER Bretagne est mise en place sous le nom « Uzuel+ ». Le réseau fut modifié :
- Le trajet de la navette est modifié, avec abandon du trajet vers Barzaz Breizh au profit de Jules Ferry ;
- Création d'arrêt sur la ligne B ;
- Ajout de deux départs sur la ligne C vers 18 heures en renfort ;
- Desserte du quartier de Loge Daniel par la ligne A en heures de pointe ;
- Transformation de certains départs sur les lignes intercommunales en transport à la demande ;
- Optimisations sur le TAD destiné aux personnes à mobilité réduite ;
- Adaptations sur les services estivaux ;
- Renommage des lignes scolaires de Moëlan-sur-Mer ;
- Les services vers les communes du Morbihan situées hors-périmètre que sont Guiscriff (ligne 1), Lanvénégen et Le Faouët (ligne 8) sont fortement réduits sur demande du conseil départemental du Finistère.

En septembre 2014, le réseau fut à nouveau modifié :
- La ligne A était modifiée afin de desservir les quartiers de Croaz Chuz et Kerrez ;
- La desserte de Tréméven par la ligne B est cadencé à un bus par heure ;
- La navette de Centre-ville est ré-indicée et devient la ligne D ;
- Suppression de la desserte qu'Aquapaq par les lignes 1 et 2 ;
- Les lignes 6 et 9 furent prolongées vers le Morbihan et Lorient Agglomération : la 6 jusqu'à Pont-Scorff en période scolaire (desserte supprimée en novembre faute de fréquentation) et la 9 jusqu'à Guidel [20];
- La ligne 8 dessert plus rapidement Tréméven ;
- Adaptation des lignes scolaires aux nouveaux rythmes scolaires et optimisation des services à Moëlan-sur-Mer ;
- Installation de girouettes latérales et arrières sur les véhicules des lignes intercommunales et de plan-thermomètre de ligne à l'intérieur ;

La fréquentation en 2014 s'éleva de 741 727 voyages contre 678 100 l'année précédente, soit une hausse de 9,4 % et de 29 % pour le réseau urbain.
À l’été 2015, les autocars de la ligne estivale 5bis sont équipés de porte-vélos. En septembre 2015, le réseau est à nouveau adapté :
- Prolongement de la ligne A jusqu'à la commune de Mellac ;
- Prolongement de la ligne B jusqu'à Kerhor et les nouveaux locaux de la communauté de communes ;
- Création de la ligne 2bis reliant Bannalec à Saint-Thurien ;
- Prolongement de la ligne 6 depuis Rédené jusqu'à Guidel, commune de Lorient Agglomération, à l'instar de la ligne 9, qui voit ses horaires renforcés ;
- Création d'un ticket journée coûtant 3 € ;
- Les transports de scolaires dans le cadre d'activités ou de sorties scolaires à l'intérieur de la Cocopaq sont désormais du ressort du réseau TBK.

1 an après, à l'été 2016, la ligne Noz fut créée, reliant Bois Joly et Baye le vendredi et samedi en soirée (de 19h à 1h).
En septembre 2016, de nouvelles modifications sont apportées :
- La ligne 10 fut créée. Elle effectuait le trajet de Quimperlé vers Guidel.
- Le service HAD fut renommé AlloBus (transport en bus sur demande à des horaires définis au préalable).
- Le service TAD PMR fut renommé Mobibus (transport en bus sur demande pour personnes vulnérables).

La ligne estivale (ligne 5 bis) fut fermé et intégré à la ligne 5 en juillet 2017.
À partir de septembre 2017, la ligne D (anciennement ligne navette) ne circula plus le samedi et pendant les vacances scolaires.
Des ajustements furent de nouveau apportés au réseau en septembre 2018 :
- La ligne A change de tracé et passe sur une desserte de Loge Daniel à Kerhor.
- La ligne B change aussi de tracé et relie désormais Mellac à Tréméven.

L'agence TBK a déménagé dans le bâtiment même de la Gare SNCF de Quimperlé, le 18 septembre 2018.
À l'occasion de la semaine européenne de la mobilité, l'ensemble du réseau est gratuit pendant une semaine de septembre 2019.
Durant le confinement lié à la pandémie de Covid-19 en France, le service est d'abord allégé dans un premier temps dès le 13 mars avec la fin de circulation des dessertes locales. L’ensemble des lignes intercommunales, ainsi que les lignes D et NOZ, sont arrêtés à compter du 16, suivi de la A le lendemain. Finalement, le 23 mars, la décision est prise d'arrêter le réseau encore en circulation. Ce n'est que le 11 mai 2020 qu'une reprise intervint sur le réseau sauf sur la ligne NOZ, et le 12 mai pour certaines dessertes locales en fonction de la réouverture de l’établissement scolaire desservi. La ligne NOZ ne rouvrit que quelques semaines plus tard.

#### Avec RATP Dev (2020-2028)
Le 20 décembre 2019, la Quimperlé Communauté a choisi RATP Dev comme nouveau délégataire du réseau à partir du 4 juillet 2020, face au délégataire sortant Buspaq, pour les années 2020-2028.
Depuis le 22 juin 2020, la billetterie Korrigo, qui équipe de nombreux réseaux de transports bretons, est mise en service. Cette nouvelle billetterie a coûté 850 000 €. Elle a comme conséquence la disparition des tickets papiers au profit de tickets dématérialisés, et le changement de carte d'abonnement au mois ou à l'année pour tous les abonnés du réseau.
RATP Dev a créé le 4 juillet 2020 une société nommée RD Quimperlé Communauté dédiée à TBK.
Au premier jour de service par RATP Dev (le 4 juillet 2020) des changements sont intervenues :
- Le remplacement des bus du réseau urbains de modèle Vectio C, par des Heuliez GX 127 L[28] : bus roulant au diesel, plus large et avec un nouveau design reprenant en partie celui des anciens bus. Les Heuliez GX 127 L ont été mis sur le réseau en attendant l'arrivée d'un parc de 8 bus roulant au gaz naturel[28].;
- La mise à jour de la disposition du site internet passant à un thème rougeâtre, avec un changement de domaine pour "tbk.bzh" (auparavant t-b-k.fr) ;
- La suppression de la ligne 10 vers Guidel ;
- La reprise de la ligne 43/47 du réseau BreizhGo par RATP Dev sur le territoire intercommunal, soit le trajet Quimperlé-Pont-Aven qui devient la ligne TBK no 10, le tronçon Pont-Aven-Quimper est maintenu en tant que ligne finistérienne no 43, l'indice 47 est supprimé. Cette modification implique de fait une rupture de charge ;
- Le nouveau dépôt de la Villeneuve Braouic à l'Est de Quimperlé a été mis en fonction. Il peut accueillir jusqu'à 20 véhicules[29].

En septembre 2020, le réseau a subi de nouvelles modifications,, :
- La gratuité du réseau le vendredi à partir de 19h et le samedi ;
- Le cadencement des bus pour les lignes A et C à toutes les 30 minutes en heure de pointe et 1 heure sur le reste des trajets de ces 2 lignes ;
- La fusion de la ligne NOZ dans la ligne C, et la fusion de la ligne 10 dans la ligne 6 ;
- La circulation sur demande AlloBus de la ligne 2 toutes les heures entre 9h et 15h ;
- La fin de la desserte de Mellac par la ligne 2, et du secteur du Pouldu par la ligne 9 ;
- La fin du passage toutes les heures des bus de la ligne B à Mellac ainsi qu'à Tréméven, avec la mise en place d'un transport à la demande plusieurs fois par jour depuis le Zabrenn (à l'extrême Nord-Ouest de Quimperlé) pour la desserte de Mellac, et depuis Guthiern (au croisement de la D 790 et C 609) pour Tréméven ;
- L'ajout de Baye au trajet de la ligne A, qui est desservi que par quelques passages dans la journée et en AlloBus sinon.
- L’intégration à la ligne 8 pour les scolaires des communes de Meslan et Berné auparavant non desservi par le réseau TBK.

Après de multiples polémiques et une pétition qui a recueilli plus de 500 signatures, le 28 septembre de nouveaux horaires sont mis en place sur toutes les lignes du réseau urbain, intercommunal et local (voir partie "critique" en fin de page).

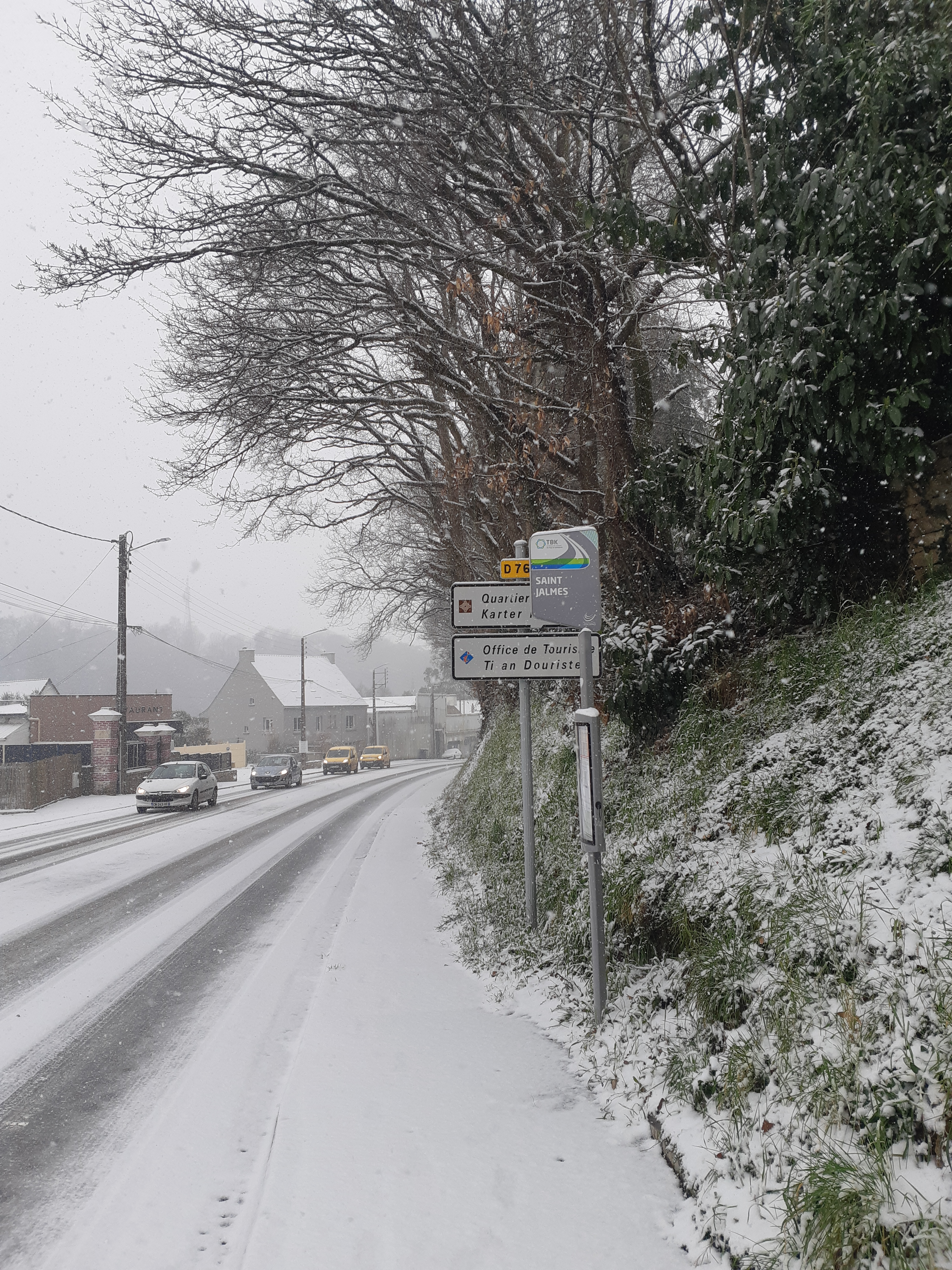
Un arrêt de bus TBK sous la neige

Après la rentrée, le nouveau délégataire a continué sa première année mouvementée, mais cette fois-ci notamment à cause des restrictions sanitaires :
- Du 28 octobre 2020 au 9 juin 2021, la ligne C ne circule plus en soirée en raison du reconfinement d'abord, puis du couvre-feu, ainsi que la fermeture des bars, restaurants, cinémas et bowling[33].
- Le 4 novembre est ajoutée une course à 13h25 à partir de Kerbertrand à destination de Pont-Aven[33].
- Dès le 9 novembre, la ligne B ne circule plus aux arrêts Halles, Brémond d'Ars et Ancienne Fonderies en raison de travaux du 9 au 27 novembre, puis d'une interdiction de circulation des poids-lourds qui maintient donc la déviation de la ligne sur les arrêts Tour d'Auvergne et Guthiern[33].
- La décision est prise le 26 janvier 2021 de suspendre certains services après 18h30, en raison du couvre-feu de 18h00 à 6h00 en vigueur[34].
- Au mois de février 2021, pour la première fois depuis la création du réseau de bus, il a neigé suffisamment pour perturber la circulation, ce qui a mené a un arrêt de toutes les lignes intercommunales et locales le mardi 9[35], mercredi 10 février[36], puis un arrêt totale de toutes les lignes confondues le vendredi 12[37] et samedi 13 février[38], car les prévisions météorologiques avaient prévu un épisode neigeux, qui n'a pas eu lieu pour les 2 premiers jours de suspension du service. De plus, le jeudi 11 avril vers 11h, après qu'il a commencé à neiger vers 10h, et alors que tous les transports scolaires avaient déjà amené les écoliers et étudiants en cours, l'ensemble des véhicules sont rentrés aux dépôts pour éviter les accidents liés aux conditions météorologiques, par conséquent les parents ont dû aller chercher leurs enfants sous la neige, après que les établissements scolaires aient fermé à leur tour à l'heure du déjeuner[37].
- Le terminus de la Ligne A est déplacé de Loge Daniel à Quinquis le 17 mars 2021.
- Durant les 3 premières semaine du 3e confinement en France, seules les lignes A, B et C circulaient normalement sur les horaires des vacances. Les lignes intercommunales étaient aussi disponibles mais seulement en Allobus quel que soit l'horaire sachant que celle des vacances étaient appliquées. Quant au réseau local, il était à l'arrêt complet en raison de la fermeture des établissements scolaires[39].

Pour la période estivale 2021, le nouveau délégataire a retardé de 20 minutes le deuxième bus en direction des plages, et a avancé le premier bus de retour des plages. Donc, à l'aller, les lignes 1, 6, 7 et 8 font la correspondance pour les plages avec le premier bus de la ligne 5 à 14h15, alors que les lignes 2, 3, 4, et 10 la font avec le deuxième bus à 14h45. Côté AlloBus, les lignes 1 et 2 mutualisent leur voyage en direction de Quimperlé à 9h (le service effectuait le trajet classique de la ligne 2 de Scaër à Bannalec, puis prenait la direction de Saint-Thurien, pour finir sur le trajet de la ligne 1 jusqu'au terminus). Enfin, les bus propriétés de RATP Dev sont équipés de boutons d'arrêt sans contact Holostop, développé par l'entreprise française MZ Technologie pour la RATP.
En septembre 2021, quelques ajustements sont apportés au réseau par rapport aux horaires scolaires de l'année précédente, comme :
- La suppression de l'arrêt 19 mars 1962 sur la ligne 3 à 17h
- L'avancement de 20 minutes du passage de la ligne 6 à Kerbertrand à 16h.
- La pérennisation du trajet entre Quimperlé et Clohars-Carnoët sur la ligne 5 à 14h le week-end et pendant les vacances.

Durant toute la période scolaire de 2021-2022, à de plusieurs reprises, des lignes sont mutualisés comme la ligne M4 et M6, et des services supprimés comme la ligne C en soirée pendant plusieurs week-ends et la ligne 6 le 7 juillet 2022. Cela est dû aux arrêts maladies liés à la pandémie de Covid-19 et au manque de postulants au poste de chauffeur de bus et de cars, mais aussi à la grève d'une partie du personnel d'un sous-traitant le vendredi 4 février.
L'été 2022 est marqué par le développement de l'offre de transport en soirée avec, en complément de la ligne C, la ligne 5 qui effectue désormais un trajet retour vers Quimperlé à 21h30 du mercredi au samedi. Ce développement était plébiscité par les usagers, notamment les lycéens de la communauté de commune à la suite d'une demande de la Maison des Lycéens de Kerneuzec.

## Le réseau

### Présentation
Créé le 1er septembre 2011, le réseau TBK, abréviation de « Tro Bro Kemperle » en breton qui signifie « Tour du Pays de Quimperlé », dessert les 16 communes de Quimperlé Communauté, communauté d'agglomération crée le 1er janvier 2016 par transformation de l'ancienne communauté de communes du Pays de Quimperlé (Cocopaq), à travers un réseau constitué de trois lignes urbaines desservant Quimperlé, Baye, Mellac et Tréméven, 10 lignes desservant les autres communes de l'agglomération et leurs alentours, un réseau local à vocation scolaire de 35 lignes environ, et un service de transport à la demande destiné aux personnes à mobilité réduite. Les lignes intercommunales 6 et 9 permettent en outre la correspondance à certaines heures à Guidel Place Jaffré avec le réseau CTRL de Lorient, et la ligne 10 permet une correspondance avec le réseau Coralie de Concarneau.
Les 16 communes desservies par le réseau et membres de Quimperlé Communauté sont : Arzano, Bannalec, Baye, Clohars-Carnoët, Guilligomarc'h, Mellac, Moëlan-sur-Mer, Le Trévoux, Locunolé, Querrien, Quimperlé, Rédené, Riec-sur-Bélon, Saint-Thurien, Scaër et Tréméven, soit presque 55 000 habitants. Il faut ajouter à cela les sept communes du Morbihan disposant de dessertes par le réseau TBK : Le Faouët, Guidel, Guiscriff et Lanvénégen, ainsi que Plouay, Meslan, et Berné en période scolaire. Mais aussi des communes de l'Est de la communauté d'agglomération comme Pont-Aven ou Rosporden, desservie uniquement en période scolaire pour cette-dernière.

### Le réseau urbain
| Ligne | Caractéristiques | Caractéristiques                                                                             | Caractéristiques                                                                             | Caractéristiques                                                                             | Caractéristiques                                                                             | Caractéristiques                                                                             | Caractéristiques                                                                             | Caractéristiques                                                                             | Caractéristiques                                                                             |
| A     | Baye — Saint Jean / Quimperlé — Coat Dero ⥋ Quimperlé — Villeneuve-Braouic / Quinquis | Baye — Saint Jean / Quimperlé — Coat Dero ⥋ Quimperlé — Villeneuve-Braouic / Quinquis        | Baye — Saint Jean / Quimperlé — Coat Dero ⥋ Quimperlé — Villeneuve-Braouic / Quinquis        | Baye — Saint Jean / Quimperlé — Coat Dero ⥋ Quimperlé — Villeneuve-Braouic / Quinquis        | Baye — Saint Jean / Quimperlé — Coat Dero ⥋ Quimperlé — Villeneuve-Braouic / Quinquis        | Baye — Saint Jean / Quimperlé — Coat Dero ⥋ Quimperlé — Villeneuve-Braouic / Quinquis        | Baye — Saint Jean / Quimperlé — Coat Dero ⥋ Quimperlé — Villeneuve-Braouic / Quinquis        | Baye — Saint Jean / Quimperlé — Coat Dero ⥋ Quimperlé — Villeneuve-Braouic / Quinquis        | Baye — Saint Jean / Quimperlé — Coat Dero ⥋ Quimperlé — Villeneuve-Braouic / Quinquis        |
| ----- | --- | -------------------------------------------------------------------------------------------- | -------------------------------------------------------------------------------------------- | -------------------------------------------------------------------------------------------- | -------------------------------------------------------------------------------------------- | -------------------------------------------------------------------------------------------- | -------------------------------------------------------------------------------------------- | -------------------------------------------------------------------------------------------- | -------------------------------------------------------------------------------------------- |
| A     | Ouverture / Fermeture 1er septembre 2011 / — | Longueur 17 km                                                                               | Durée 40 min                                                                                 | Nb. d’arrêts 30                                                                              | Matériel Heuliez GX 127 L                                                                    | Jours de fonctionnement L, Ma, Me, J, V, S                                                   | Jour / Soir / Nuit / Fêtes O / N / N / N                                                     | Voy. / an 25 373 (2 021)                                                                     | Exploitant RDQC                                                                              |
| A     | Desserte : Baye et Quimperlé - Principaux arrêts desservis : Baye Centre • Coat Dero • Quimperlé Communauté • Kerbertrand • Kerjouanneau • Hôpital • Gare SNCF • Bourgneuf • Villeneuve Braouic • Loge Daniel |                                                                                              |                                                                                              |                                                                                              |                                                                                              |                                                                                              |                                                                                              |                                                                                              |                                                                                              |
| A     | Autre : |                                                                                              |                                                                                              |                                                                                              |                                                                                              |                                                                                              |                                                                                              |                                                                                              |                                                                                              |
| A     | Dernière actualisation : — |                                                                                              |                                                                                              |                                                                                              |                                                                                              |                                                                                              |                                                                                              |                                                                                              |                                                                                              |
| B     | Mellac — Ty Bodel / Quimperlé — Zabrenn ⥋ Quimperlé — Guthiern / Tréméven — Loc Yvi / Mimosa | Mellac — Ty Bodel / Quimperlé — Zabrenn ⥋ Quimperlé — Guthiern / Tréméven — Loc Yvi / Mimosa | Mellac — Ty Bodel / Quimperlé — Zabrenn ⥋ Quimperlé — Guthiern / Tréméven — Loc Yvi / Mimosa | Mellac — Ty Bodel / Quimperlé — Zabrenn ⥋ Quimperlé — Guthiern / Tréméven — Loc Yvi / Mimosa | Mellac — Ty Bodel / Quimperlé — Zabrenn ⥋ Quimperlé — Guthiern / Tréméven — Loc Yvi / Mimosa | Mellac — Ty Bodel / Quimperlé — Zabrenn ⥋ Quimperlé — Guthiern / Tréméven — Loc Yvi / Mimosa | Mellac — Ty Bodel / Quimperlé — Zabrenn ⥋ Quimperlé — Guthiern / Tréméven — Loc Yvi / Mimosa | Mellac — Ty Bodel / Quimperlé — Zabrenn ⥋ Quimperlé — Guthiern / Tréméven — Loc Yvi / Mimosa | Mellac — Ty Bodel / Quimperlé — Zabrenn ⥋ Quimperlé — Guthiern / Tréméven — Loc Yvi / Mimosa |
| B     | Ouverture / Fermeture 1er septembre 2011 / — | Longueur 17 km                                                                               | Durée 39 min                                                                                 | Nb. d’arrêts 31                                                                              | Matériel Heuliez GX 127 L                                                                    | Jours de fonctionnement L, Ma, Me, J, V, S                                                   | Jour / Soir / Nuit / Fêtes O / N / N / N                                                     | Voy. / an 56 969 (2 021)                                                                     | Exploitant RDQC                                                                              |
| B     | Desserte : Mellac, Quimperlé et Tréméven - Principaux arrêts desservis : Ty Bodel • Mellac Centre • Kerneuzec • Gare Quimperlé • Bremond d'Ars • Kermec • Tréméven Centre • Mimosas                           |                                                                                              |                                                                                              |                                                                                              |                                                                                              |                                                                                              |                                                                                              |                                                                                              |                                                                                              |
| B     | Autre : |                                                                                              |                                                                                              |                                                                                              |                                                                                              |                                                                                              |                                                                                              |                                                                                              |                                                                                              |
| B     | Dernière actualisation : — |                                                                                              |                                                                                              |                                                                                              |                                                                                              |                                                                                              |                                                                                              |                                                                                              |                                                                                              |
| C     | Quimperlé — Bois Joly ⥋ Mellac — Bowling | Quimperlé — Bois Joly ⥋ Mellac — Bowling                                                     | Quimperlé — Bois Joly ⥋ Mellac — Bowling                                                     | Quimperlé — Bois Joly ⥋ Mellac — Bowling                                                     | Quimperlé — Bois Joly ⥋ Mellac — Bowling                                                     | Quimperlé — Bois Joly ⥋ Mellac — Bowling                                                     | Quimperlé — Bois Joly ⥋ Mellac — Bowling                                                     | Quimperlé — Bois Joly ⥋ Mellac — Bowling                                                     | Quimperlé — Bois Joly ⥋ Mellac — Bowling                                                     |
| C     | Ouverture / Fermeture 1er septembre 2011 / — | Longueur 8,5 km                                                                              | Durée 27 min                                                                                 | Nb. d’arrêts 20                                                                              | Matériel Heuliez GX 127 L                                                                    | Jours de fonctionnement L, Ma, Me, J, V, S                                                   | Jour / Soir / Nuit / Fêtes O / O / N / N                                                     | Voy. / an 58 922 (2 021)                                                                     | Exploitant RDQC                                                                              |
| C     | Desserte : Quimperlé et Mellac - Principaux arrêts desservis : Bois Joly • Roalis • Gare • Kerbertrand • Aquapaq • Kervidanou 3 • Bowling                                                                     |                                                                                              |                                                                                              |                                                                                              |                                                                                              |                                                                                              |                                                                                              |                                                                                              |                                                                                              |
| C     | Autre : |                                                                                              |                                                                                              |                                                                                              |                                                                                              |                                                                                              |                                                                                              |                                                                                              |                                                                                              |
| C     | Dernière actualisation : — |                                                                                              |                                                                                              |                                                                                              |                                                                                              |                                                                                              |                                                                                              |                                                                                              |                                                                                              |

### Le réseau intercommunal
| Ligne | Caractéristiques | Caractéristiques                                                                 | Caractéristiques                                                                 | Caractéristiques                                                                 | Caractéristiques                                                                 | Caractéristiques                                                                 | Caractéristiques                                                                 | Caractéristiques                                                                 | Caractéristiques                                                                 |
| 1     | Quimperlé — Gare SNCF ⥋ Saint-Thurien — Centre / Guiscriff — Place de l'église | Quimperlé — Gare SNCF ⥋ Saint-Thurien — Centre / Guiscriff — Place de l'église   | Quimperlé — Gare SNCF ⥋ Saint-Thurien — Centre / Guiscriff — Place de l'église   | Quimperlé — Gare SNCF ⥋ Saint-Thurien — Centre / Guiscriff — Place de l'église   | Quimperlé — Gare SNCF ⥋ Saint-Thurien — Centre / Guiscriff — Place de l'église   | Quimperlé — Gare SNCF ⥋ Saint-Thurien — Centre / Guiscriff — Place de l'église   | Quimperlé — Gare SNCF ⥋ Saint-Thurien — Centre / Guiscriff — Place de l'église   | Quimperlé — Gare SNCF ⥋ Saint-Thurien — Centre / Guiscriff — Place de l'église   | Quimperlé — Gare SNCF ⥋ Saint-Thurien — Centre / Guiscriff — Place de l'église   |
| ----- | --- | -------------------------------------------------------------------------------- | -------------------------------------------------------------------------------- | -------------------------------------------------------------------------------- | -------------------------------------------------------------------------------- | -------------------------------------------------------------------------------- | -------------------------------------------------------------------------------- | -------------------------------------------------------------------------------- | -------------------------------------------------------------------------------- |
| 1     | Ouverture / Fermeture 1er septembre 2011 / — | Longueur 33 km                                                                   | Durée 50 min                                                                     | Nb. d’arrêts 20                                                                  | Matériel Autocars                                                                | Jours de fonctionnement L, Ma, Me, J, V, S                                       | Jour / Soir / Nuit / Fêtes O / N / N / N                                         | Voy. / an 36 960 (2 021)                                                         | Exploitant affrété                                                               |
| 1     | Desserte : Quimperlé, Mellac, Saint-Thurien, Scaër et Guiscriff - Principaux arrêts desservis : Quimperlé Gare SNCF • Mellac Centre • Saint-Thurien Centre • Scaër centre Poste • Guiscriff Place de l'église |                                                                                  |                                                                                  |                                                                                  |                                                                                  |                                                                                  |                                                                                  |                                                                                  |                                                                                  |
| 1     | Autre : |                                                                                  |                                                                                  |                                                                                  |                                                                                  |                                                                                  |                                                                                  |                                                                                  |                                                                                  |
| 1     | Dernière actualisation : — |                                                                                  |                                                                                  |                                                                                  |                                                                                  |                                                                                  |                                                                                  |                                                                                  |                                                                                  |
| 2     | Quimperlé — Gare SNCF ⥋ Scaër — Centre Poste | Quimperlé — Gare SNCF ⥋ Scaër — Centre Poste                                     | Quimperlé — Gare SNCF ⥋ Scaër — Centre Poste                                     | Quimperlé — Gare SNCF ⥋ Scaër — Centre Poste                                     | Quimperlé — Gare SNCF ⥋ Scaër — Centre Poste                                     | Quimperlé — Gare SNCF ⥋ Scaër — Centre Poste                                     | Quimperlé — Gare SNCF ⥋ Scaër — Centre Poste                                     | Quimperlé — Gare SNCF ⥋ Scaër — Centre Poste                                     | Quimperlé — Gare SNCF ⥋ Scaër — Centre Poste                                     |
| 2     | Ouverture / Fermeture 1er septembre 2011 / — | Longueur 28,4 km                                                                 | Durée 40 min                                                                     | Nb. d’arrêts 21                                                                  | Matériel Autocars                                                                | Jours de fonctionnement L, Ma, Me, J, V, S                                       | Jour / Soir / Nuit / Fêtes O / N / N / N                                         | Voy. / an 61 711 (2 021)                                                         | Exploitant BSA                                                                   |
| 2     | Desserte : Quimperlé, Mellac, Bannalec et Scaër - Principaux arrêts desservis : Quimperlé Gare SNCF • Bannalec Centre • Bannalec Gare SNCF • Scaër centre laposte |                                                                                  |                                                                                  |                                                                                  |                                                                                  |                                                                                  |                                                                                  |                                                                                  |                                                                                  |
| 2     | Autre : |                                                                                  |                                                                                  |                                                                                  |                                                                                  |                                                                                  |                                                                                  |                                                                                  |                                                                                  |
| 2     | Dernière actualisation : — |                                                                                  |                                                                                  |                                                                                  |                                                                                  |                                                                                  |                                                                                  |                                                                                  |                                                                                  |
| 2 bis | Bannalec — Centre ⥋ Saint-Thurien — Centre | Bannalec — Centre ⥋ Saint-Thurien — Centre                                       | Bannalec — Centre ⥋ Saint-Thurien — Centre                                       | Bannalec — Centre ⥋ Saint-Thurien — Centre                                       | Bannalec — Centre ⥋ Saint-Thurien — Centre                                       | Bannalec — Centre ⥋ Saint-Thurien — Centre                                       | Bannalec — Centre ⥋ Saint-Thurien — Centre                                       | Bannalec — Centre ⥋ Saint-Thurien — Centre                                       | Bannalec — Centre ⥋ Saint-Thurien — Centre                                       |
| 2 bis | Ouverture / Fermeture septembre 2015 / — | Longueur 8,1 km                                                                  | Durée 15 min                                                                     | Nb. d’arrêts 3                                                                   | Matériel Autocars                                                                | Jours de fonctionnement L, Ma, Me, J, V                                          | Jour / Soir / Nuit / Fêtes O / N / N / N                                         | Voy. / an 5 412 (2 021)                                                          | Exploitant affrété                                                               |
| 2 bis | Desserte : Bannalec et Saint-Thurien - Principaux arrêts desservis : Bannalec Centre • Bannalec Collège Jean Jaurès • Saint-Thurien Centre |                                                                                  |                                                                                  |                                                                                  |                                                                                  |                                                                                  |                                                                                  |                                                                                  |                                                                                  |
| 2 bis | Autre : |                                                                                  |                                                                                  |                                                                                  |                                                                                  |                                                                                  |                                                                                  |                                                                                  |                                                                                  |
| 2 bis | Dernière actualisation : — |                                                                                  |                                                                                  |                                                                                  |                                                                                  |                                                                                  |                                                                                  |                                                                                  |                                                                                  |
| 3     | Quimperlé — Gare SNCF ⥋ Le Trévoux — Centre Poste | Quimperlé — Gare SNCF ⥋ Le Trévoux — Centre Poste                                | Quimperlé — Gare SNCF ⥋ Le Trévoux — Centre Poste                                | Quimperlé — Gare SNCF ⥋ Le Trévoux — Centre Poste                                | Quimperlé — Gare SNCF ⥋ Le Trévoux — Centre Poste                                | Quimperlé — Gare SNCF ⥋ Le Trévoux — Centre Poste                                | Quimperlé — Gare SNCF ⥋ Le Trévoux — Centre Poste                                | Quimperlé — Gare SNCF ⥋ Le Trévoux — Centre Poste                                | Quimperlé — Gare SNCF ⥋ Le Trévoux — Centre Poste                                |
| 3     | Ouverture / Fermeture 1er septembre 2011 / — | Longueur 9,1 km                                                                  | Durée 25 min                                                                     | Nb. d’arrêts 9                                                                   | Matériel Autocars                                                                | Jours de fonctionnement L, Ma, Me, J, V, S                                       | Jour / Soir / Nuit / Fêtes O / N / N / N                                         | Voy. / an 30 775 (2 021)                                                         | Exploitant RDQC                                                                  |
| 3     | Desserte : Quimperlé, Mellac et Le Trévoux - Principaux arrêts desservis : Quimperlé Gare SNCF • Quimperlé Kerbertrand •Mellac Kervidanou 3 • Le Trévoux centre laposte |                                                                                  |                                                                                  |                                                                                  |                                                                                  |                                                                                  |                                                                                  |                                                                                  |                                                                                  |
| 3     | Autre : |                                                                                  |                                                                                  |                                                                                  |                                                                                  |                                                                                  |                                                                                  |                                                                                  |                                                                                  |
| 3     | Dernière actualisation : — |                                                                                  |                                                                                  |                                                                                  |                                                                                  |                                                                                  |                                                                                  |                                                                                  |                                                                                  |
| 4     | Quimperlé — Gare SNCF ⥋ Moëlan-sur-Mer — Kerduel | Quimperlé — Gare SNCF ⥋ Moëlan-sur-Mer — Kerduel                                 | Quimperlé — Gare SNCF ⥋ Moëlan-sur-Mer — Kerduel                                 | Quimperlé — Gare SNCF ⥋ Moëlan-sur-Mer — Kerduel                                 | Quimperlé — Gare SNCF ⥋ Moëlan-sur-Mer — Kerduel                                 | Quimperlé — Gare SNCF ⥋ Moëlan-sur-Mer — Kerduel                                 | Quimperlé — Gare SNCF ⥋ Moëlan-sur-Mer — Kerduel                                 | Quimperlé — Gare SNCF ⥋ Moëlan-sur-Mer — Kerduel                                 | Quimperlé — Gare SNCF ⥋ Moëlan-sur-Mer — Kerduel                                 |
| 4     | Ouverture / Fermeture 1er septembre 2011 / — | Longueur 20,7 km                                                                 | Durée 35 min                                                                     | Nb. d’arrêts 22                                                                  | Matériel Autocars                                                                | Jours de fonctionnement L, Ma, Me, J, V, S                                       | Jour / Soir / Nuit / Fêtes O / N / N / N                                         | Voy. / an 49 114 (2 021)                                                         | Exploitant affrété                                                               |
| 4     | Desserte : Quimperlé et Moëlan-sur-Mer - Principaux arrêts desservis : Quimperlé Gare SNCF • Quimperlé Kerbertrand • Moëlan-sur-mer Centre • Moëlan-sur-mer Kerfany Les Pins |                                                                                  |                                                                                  |                                                                                  |                                                                                  |                                                                                  |                                                                                  |                                                                                  |                                                                                  |
| 4     | Autre : |                                                                                  |                                                                                  |                                                                                  |                                                                                  |                                                                                  |                                                                                  |                                                                                  |                                                                                  |
| 4     | Dernière actualisation : — |                                                                                  |                                                                                  |                                                                                  |                                                                                  |                                                                                  |                                                                                  |                                                                                  |                                                                                  |
| 5     | Quimperlé — Gare SNCF ⥋ Clohars-Carnoët — Le Pouldu Kerou / Kervennou | Quimperlé — Gare SNCF ⥋ Clohars-Carnoët — Le Pouldu Kerou / Kervennou            | Quimperlé — Gare SNCF ⥋ Clohars-Carnoët — Le Pouldu Kerou / Kervennou            | Quimperlé — Gare SNCF ⥋ Clohars-Carnoët — Le Pouldu Kerou / Kervennou            | Quimperlé — Gare SNCF ⥋ Clohars-Carnoët — Le Pouldu Kerou / Kervennou            | Quimperlé — Gare SNCF ⥋ Clohars-Carnoët — Le Pouldu Kerou / Kervennou            | Quimperlé — Gare SNCF ⥋ Clohars-Carnoët — Le Pouldu Kerou / Kervennou            | Quimperlé — Gare SNCF ⥋ Clohars-Carnoët — Le Pouldu Kerou / Kervennou            | Quimperlé — Gare SNCF ⥋ Clohars-Carnoët — Le Pouldu Kerou / Kervennou            |
| 5     | Ouverture / Fermeture 1er septembre 2011 / — | Longueur 26 km                                                                   | Durée 45 min                                                                     | Nb. d’arrêts 23                                                                  | Matériel Autocars                                                                | Jours de fonctionnement L, Ma, Me, J, V, S                                       | Jour / Soir / Nuit / Fêtes O / O / N / N                                         | Voy. / an 40 025 (2 021)                                                         | Exploitant Christien                                                             |
| 5     | Desserte : Quimperlé et Clohars-Carnoët - Principaux arrêts desservis : Quimperlé Gare SNCF • Quimperlé Kerbertrand • Clohars-Carnoët Plcae Nava Centre • Clohars-Carnoët Le Pouldu Office de tourisme • Clohars-Carnoët Doëlan Rive gauche • Doëlan Rive Droite |                                                                                  |                                                                                  |                                                                                  |                                                                                  |                                                                                  |                                                                                  |                                                                                  |                                                                                  |
| 5     | Autre : |                                                                                  |                                                                                  |                                                                                  |                                                                                  |                                                                                  |                                                                                  |                                                                                  |                                                                                  |
| 5     | Dernière actualisation : — |                                                                                  |                                                                                  |                                                                                  |                                                                                  |                                                                                  |                                                                                  |                                                                                  |                                                                                  |
| 6     | Quimperlé — Gare SNCF ⥋ Guidel — Place Jaffré | Quimperlé — Gare SNCF ⥋ Guidel — Place Jaffré                                    | Quimperlé — Gare SNCF ⥋ Guidel — Place Jaffré                                    | Quimperlé — Gare SNCF ⥋ Guidel — Place Jaffré                                    | Quimperlé — Gare SNCF ⥋ Guidel — Place Jaffré                                    | Quimperlé — Gare SNCF ⥋ Guidel — Place Jaffré                                    | Quimperlé — Gare SNCF ⥋ Guidel — Place Jaffré                                    | Quimperlé — Gare SNCF ⥋ Guidel — Place Jaffré                                    | Quimperlé — Gare SNCF ⥋ Guidel — Place Jaffré                                    |
| 6     | Ouverture / Fermeture 1er septembre 2011 / — | Longueur 18,5 km                                                                 | Durée 50 min                                                                     | Nb. d’arrêts 12                                                                  | Matériel Autocars                                                                | Jours de fonctionnement L, Ma, Me, J, V, S                                       | Jour / Soir / Nuit / Fêtes O / N / N / N                                         | Voy. / an 56 470 (2 021)                                                         | Exploitant RDQC                                                                  |
| 6     | Desserte : Quimperlé, Rédené et Guidel - Principaux arrêts desservis : Quimperlé Gare SNCF • Quimperlé Bourgneuf • Rédéné Centre • Guidel Centre • Guidel Place Jaffré |                                                                                  |                                                                                  |                                                                                  |                                                                                  |                                                                                  |                                                                                  |                                                                                  |                                                                                  |
| 6     | Autre : |                                                                                  |                                                                                  |                                                                                  |                                                                                  |                                                                                  |                                                                                  |                                                                                  |                                                                                  |
| 6     | Dernière actualisation : — |                                                                                  |                                                                                  |                                                                                  |                                                                                  |                                                                                  |                                                                                  |                                                                                  |                                                                                  |
| 7     | Quimperlé — Gare SNCF ⥋ Guilligomarc'h — Guiscaer | Quimperlé — Gare SNCF ⥋ Guilligomarc'h — Guiscaer                                | Quimperlé — Gare SNCF ⥋ Guilligomarc'h — Guiscaer                                | Quimperlé — Gare SNCF ⥋ Guilligomarc'h — Guiscaer                                | Quimperlé — Gare SNCF ⥋ Guilligomarc'h — Guiscaer                                | Quimperlé — Gare SNCF ⥋ Guilligomarc'h — Guiscaer                                | Quimperlé — Gare SNCF ⥋ Guilligomarc'h — Guiscaer                                | Quimperlé — Gare SNCF ⥋ Guilligomarc'h — Guiscaer                                | Quimperlé — Gare SNCF ⥋ Guilligomarc'h — Guiscaer                                |
| 7     | Ouverture / Fermeture 1er septembre 2011 / — | Longueur 17,8 km                                                                 | Durée 50 min                                                                     | Nb. d’arrêts 10                                                                  | Matériel Autocars                                                                | Jours de fonctionnement L, Ma, Me, J, V, S                                       | Jour / Soir / Nuit / Fêtes O / N / N / N                                         | Voy. / an 31 354 (2 021)                                                         | Exploitant RDQC Christien                                                        |
| 7     | Desserte : Quimperlé, Arzano et Guilligomarc'h - Principaux arrêts desservis : Quimperlé Gare SNCF • Quimperlé Bourgneuf • Arzano Centre • Guilligomarc'h Centre |                                                                                  |                                                                                  |                                                                                  |                                                                                  |                                                                                  |                                                                                  |                                                                                  |                                                                                  |
| 7     | Autre : |                                                                                  |                                                                                  |                                                                                  |                                                                                  |                                                                                  |                                                                                  |                                                                                  |                                                                                  |
| 7     | Dernière actualisation : — |                                                                                  |                                                                                  |                                                                                  |                                                                                  |                                                                                  |                                                                                  |                                                                                  |                                                                                  |
| 8     | Quimperlé — Gare SNCF ⥋ Le Faouët — Collège Jean Corentin Carré / Berné — Centre | Quimperlé — Gare SNCF ⥋ Le Faouët — Collège Jean Corentin Carré / Berné — Centre | Quimperlé — Gare SNCF ⥋ Le Faouët — Collège Jean Corentin Carré / Berné — Centre | Quimperlé — Gare SNCF ⥋ Le Faouët — Collège Jean Corentin Carré / Berné — Centre | Quimperlé — Gare SNCF ⥋ Le Faouët — Collège Jean Corentin Carré / Berné — Centre | Quimperlé — Gare SNCF ⥋ Le Faouët — Collège Jean Corentin Carré / Berné — Centre | Quimperlé — Gare SNCF ⥋ Le Faouët — Collège Jean Corentin Carré / Berné — Centre | Quimperlé — Gare SNCF ⥋ Le Faouët — Collège Jean Corentin Carré / Berné — Centre | Quimperlé — Gare SNCF ⥋ Le Faouët — Collège Jean Corentin Carré / Berné — Centre |
| 8     | Ouverture / Fermeture 1er septembre 2011 / — | Longueur 40 km                                                                   | Durée 40 min                                                                     | Nb. d’arrêts 21                                                                  | Matériel Autocars                                                                | Jours de fonctionnement L, Ma, Me, J, V, S                                       | Jour / Soir / Nuit / Fêtes O / N / N / N                                         | Voy. / an 69 670 (2 021)                                                         | Exploitant Christien                                                             |
| 8     | Desserte : Quimperlé, Tréméven, Locunolé, Querrien, Lanvénégen, Le Faouët, Meslan, Berné - Villes/communes desservies : Quimperlé (Gare SNCF), Quimperlé (Combout), Tréméven (Le Moulin d'Or), Tréméven (Lande Chataigniers), Tréméven (Le Moulin d'Argent), Tréméven (Kergroes), Locunolé (Lann Vraz), Locunolé (Kemon), Locunolé (Judicarré), Locunolé (Pont Ar Lann), Locunolé (Centre), Locunolé (Rosgodec), Querrien (Le Moustoir), Querrien (Vilin Avel), Querrien (Centre) , Lanvénégen (Centre) , Lanvénégen (Saint Georges), Le Faouët (Le Goelen), Le Faouët (Place des Halles), Le Faouët (Collège Sainte-Barbe), Le Faouët (Collège Jean Corentin Carré) - Gares desservies : Gare de Quimperlé |                                                                                  |                                                                                  |                                                                                  |                                                                                  |                                                                                  |                                                                                  |                                                                                  |                                                                                  |
| 8     | Autre : - Arrêts accessibles aux UFR (Fauteuil roulant) : AUCUN - Amplitudes horaires : - Particularités : L'arrêt Quimperlé (Places Anciennes Fonderies) est desservi dans le sens Quimperlé vers Le Faouet et l'arrêt Quimperlé (Combout) dans le sens Le Faouet vers Quimperlé. - Intermodalité : - Date de dernière mise à jour : août 2018. |                                                                                  |                                                                                  |                                                                                  |                                                                                  |                                                                                  |                                                                                  |                                                                                  |                                                                                  |
| 8     | Dernière actualisation : — |                                                                                  |                                                                                  |                                                                                  |                                                                                  |                                                                                  |                                                                                  |                                                                                  |                                                                                  |
| 9     | Riec-sur-Bélon — Place Dr Y. Loudoux ⥋ Guidel — Place Jaffré | Riec-sur-Bélon — Place Dr Y. Loudoux ⥋ Guidel — Place Jaffré                     | Riec-sur-Bélon — Place Dr Y. Loudoux ⥋ Guidel — Place Jaffré                     | Riec-sur-Bélon — Place Dr Y. Loudoux ⥋ Guidel — Place Jaffré                     | Riec-sur-Bélon — Place Dr Y. Loudoux ⥋ Guidel — Place Jaffré                     | Riec-sur-Bélon — Place Dr Y. Loudoux ⥋ Guidel — Place Jaffré                     | Riec-sur-Bélon — Place Dr Y. Loudoux ⥋ Guidel — Place Jaffré                     | Riec-sur-Bélon — Place Dr Y. Loudoux ⥋ Guidel — Place Jaffré                     | Riec-sur-Bélon — Place Dr Y. Loudoux ⥋ Guidel — Place Jaffré                     |
| 9     | Ouverture / Fermeture 1er septembre 2011 / — | Longueur 20,6 km                                                                 | Durée 30 min                                                                     | Nb. d’arrêts 8                                                                   | Matériel Autocars                                                                | Jours de fonctionnement L, Ma, Me, J, V, S                                       | Jour / Soir / Nuit / Fêtes O / N / N / N                                         | Voy. / an 2 873 (2 021)                                                          | Exploitant affrété                                                               |
| 9     | Desserte : Riec-sur-Bélon, Moëlan-sur-Mer, Clohars-Carnoët et Guidel - Principaux arrêts desservis : Riec-Sur-Belon Place Dr Y. Loudoux • Moëlan-sur-mer Centre • Clohars-Carnoët Place Nava • Guidel Places Jaffré |                                                                                  |                                                                                  |                                                                                  |                                                                                  |                                                                                  |                                                                                  |                                                                                  |                                                                                  |
| 9     | Autre : |                                                                                  |                                                                                  |                                                                                  |                                                                                  |                                                                                  |                                                                                  |                                                                                  |                                                                                  |
| 9     | Dernière actualisation : — |                                                                                  |                                                                                  |                                                                                  |                                                                                  |                                                                                  |                                                                                  |                                                                                  |                                                                                  |
| 10    | Quimperlé — Gare SNCF ⥋ Pont-Aven — Ville | Quimperlé — Gare SNCF ⥋ Pont-Aven — Ville                                        | Quimperlé — Gare SNCF ⥋ Pont-Aven — Ville                                        | Quimperlé — Gare SNCF ⥋ Pont-Aven — Ville                                        | Quimperlé — Gare SNCF ⥋ Pont-Aven — Ville                                        | Quimperlé — Gare SNCF ⥋ Pont-Aven — Ville                                        | Quimperlé — Gare SNCF ⥋ Pont-Aven — Ville                                        | Quimperlé — Gare SNCF ⥋ Pont-Aven — Ville                                        | Quimperlé — Gare SNCF ⥋ Pont-Aven — Ville                                        |
| 10    | Ouverture / Fermeture 4 juillet 2020 / — | Longueur 19,4 km                                                                 | Durée 45 min                                                                     | Nb. d’arrêts 8                                                                   | Matériel Autocars                                                                | Jours de fonctionnement L, Ma, Me, J, V, S                                       | Jour / Soir / Nuit / Fêtes O / N / N / N                                         | Voy. / an 34 083 (2 021)                                                         | Exploitant l'été bus et cars                                                     |
| 10    | Desserte : Quimperlé, Baye, Riec-sur-Bélon, et Pont-Aven - Principaux arrêts desservis : Quimperlé Gare SNCF • Baye Bourg • Riec-sur-Bélon Place Loudoux • Pont-Aven Ville |                                                                                  |                                                                                  |                                                                                  |                                                                                  |                                                                                  |                                                                                  |                                                                                  |                                                                                  |
| 10    | Autre : Ancienne ligne du réseau BreizhGo |                                                                                  |                                                                                  |                                                                                  |                                                                                  |                                                                                  |                                                                                  |                                                                                  |                                                                                  |
| 10    | Dernière actualisation : — |                                                                                  |                                                                                  |                                                                                  |                                                                                  |                                                                                  |                                                                                  |                                                                                  |                                                                                  |

### Le réseau local et scolaire
| Ligne  | Caractéristiques | Caractéristiques                                                                           | Caractéristiques                                                                           | Caractéristiques                                                                           | Caractéristiques                                                                           | Caractéristiques                                                                           | Caractéristiques                                                                           | Caractéristiques                                                                           | Caractéristiques                                                                           |
| B5     | Mellac — Kergariou ⥋ Mellac — École Primaire | Mellac — Kergariou ⥋ Mellac — École Primaire                                               | Mellac — Kergariou ⥋ Mellac — École Primaire                                               | Mellac — Kergariou ⥋ Mellac — École Primaire                                               | Mellac — Kergariou ⥋ Mellac — École Primaire                                               | Mellac — Kergariou ⥋ Mellac — École Primaire                                               | Mellac — Kergariou ⥋ Mellac — École Primaire                                               | Mellac — Kergariou ⥋ Mellac — École Primaire                                               | Mellac — Kergariou ⥋ Mellac — École Primaire                                               |
| ------ | --- | ------------------------------------------------------------------------------------------ | ------------------------------------------------------------------------------------------ | ------------------------------------------------------------------------------------------ | ------------------------------------------------------------------------------------------ | ------------------------------------------------------------------------------------------ | ------------------------------------------------------------------------------------------ | ------------------------------------------------------------------------------------------ | ------------------------------------------------------------------------------------------ |
| B5     | Ouverture / Fermeture — / — | Longueur —                                                                                 | Durée 18 min                                                                               | Nb. d’arrêts 5                                                                             | Matériel —                                                                                 | Jours de fonctionnement L, Ma, J, V                                                        | Jour / Soir / Nuit / Fêtes O / N / N / N                                                   | Voy. / an 424 (2 021)                                                                      | Exploitant —                                                                               |
| B5     | Desserte : Mellac - Principaux arrêts desservis : Kergariou Mellac • Le Cosquer • Ty Bodel • Feunteun Don • Mellac École Primaire |                                                                                            |                                                                                            |                                                                                            |                                                                                            |                                                                                            |                                                                                            |                                                                                            |                                                                                            |
| B5     | Autre : Numéro de service : 23 |                                                                                            |                                                                                            |                                                                                            |                                                                                            |                                                                                            |                                                                                            |                                                                                            |                                                                                            |
| B5     | Dernière actualisation : — |                                                                                            |                                                                                            |                                                                                            |                                                                                            |                                                                                            |                                                                                            |                                                                                            |                                                                                            |
| B6     | Bannalec — Gare Routière / Collège Jean Jaurès ⥋ Bannalec — Kergoz / Kerliver | Bannalec — Gare Routière / Collège Jean Jaurès ⥋ Bannalec — Kergoz / Kerliver              | Bannalec — Gare Routière / Collège Jean Jaurès ⥋ Bannalec — Kergoz / Kerliver              | Bannalec — Gare Routière / Collège Jean Jaurès ⥋ Bannalec — Kergoz / Kerliver              | Bannalec — Gare Routière / Collège Jean Jaurès ⥋ Bannalec — Kergoz / Kerliver              | Bannalec — Gare Routière / Collège Jean Jaurès ⥋ Bannalec — Kergoz / Kerliver              | Bannalec — Gare Routière / Collège Jean Jaurès ⥋ Bannalec — Kergoz / Kerliver              | Bannalec — Gare Routière / Collège Jean Jaurès ⥋ Bannalec — Kergoz / Kerliver              | Bannalec — Gare Routière / Collège Jean Jaurès ⥋ Bannalec — Kergoz / Kerliver              |
| B6     | Ouverture / Fermeture — / — | Longueur —                                                                                 | Durée 40 min                                                                               | Nb. d’arrêts 15                                                                            | Matériel —                                                                                 | Jours de fonctionnement L, Ma, Me, J, V                                                    | Jour / Soir / Nuit / Fêtes O / N / N / N                                                   | Voy. / an 4 401 (2 021)                                                                    | Exploitant —                                                                               |
| B6     | Desserte : Bannalec - Principaux arrêts desservis : Gare Routière • Collège Jean Jaurès • Kerliver • Croix Courte • Kergoz |                                                                                            |                                                                                            |                                                                                            |                                                                                            |                                                                                            |                                                                                            |                                                                                            |                                                                                            |
| B6     | Autre : Numéro de service : 24 ou 26 |                                                                                            |                                                                                            |                                                                                            |                                                                                            |                                                                                            |                                                                                            |                                                                                            |                                                                                            |
| B6     | Dernière actualisation : — |                                                                                            |                                                                                            |                                                                                            |                                                                                            |                                                                                            |                                                                                            |                                                                                            |                                                                                            |
| B7     | Quimperlé — Ros-Glaz / Mellac — Ty Bodel ⥋ Bannalec — Place Louis Lavat / Gare Routière | Quimperlé — Ros-Glaz / Mellac — Ty Bodel ⥋ Bannalec — Place Louis Lavat / Gare Routière    | Quimperlé — Ros-Glaz / Mellac — Ty Bodel ⥋ Bannalec — Place Louis Lavat / Gare Routière    | Quimperlé — Ros-Glaz / Mellac — Ty Bodel ⥋ Bannalec — Place Louis Lavat / Gare Routière    | Quimperlé — Ros-Glaz / Mellac — Ty Bodel ⥋ Bannalec — Place Louis Lavat / Gare Routière    | Quimperlé — Ros-Glaz / Mellac — Ty Bodel ⥋ Bannalec — Place Louis Lavat / Gare Routière    | Quimperlé — Ros-Glaz / Mellac — Ty Bodel ⥋ Bannalec — Place Louis Lavat / Gare Routière    | Quimperlé — Ros-Glaz / Mellac — Ty Bodel ⥋ Bannalec — Place Louis Lavat / Gare Routière    | Quimperlé — Ros-Glaz / Mellac — Ty Bodel ⥋ Bannalec — Place Louis Lavat / Gare Routière    |
| B7     | Ouverture / Fermeture — / — | Longueur —                                                                                 | Durée 45 min                                                                               | Nb. d’arrêts 18                                                                            | Matériel —                                                                                 | Jours de fonctionnement L, Ma, Me, J, V                                                    | Jour / Soir / Nuit / Fêtes O / N / N / N                                                   | Voy. / an 3 606 (2 021)                                                                    | Exploitant —                                                                               |
| B7     | Desserte : Bannalec, Mellac, et Quimperlé - Principaux arrêts desservis : Gare Routière • Collège Jean Jaurès • Place Louis Lavat • Gare SNCF Bannalec • Ty Bodel • Ros-Glaz                                                                               |                                                                                            |                                                                                            |                                                                                            |                                                                                            |                                                                                            |                                                                                            |                                                                                            |                                                                                            |
| B7     | Autre : Numéro de service : 25 ou 27 |                                                                                            |                                                                                            |                                                                                            |                                                                                            |                                                                                            |                                                                                            |                                                                                            |                                                                                            |
| B7     | Dernière actualisation : — |                                                                                            |                                                                                            |                                                                                            |                                                                                            |                                                                                            |                                                                                            |                                                                                            |                                                                                            |
| B8     | Le Trévoux — Kercorentin ⥋ Bannalec — Collège Jean Jaurès / Gare Routière | Le Trévoux — Kercorentin ⥋ Bannalec — Collège Jean Jaurès / Gare Routière                  | Le Trévoux — Kercorentin ⥋ Bannalec — Collège Jean Jaurès / Gare Routière                  | Le Trévoux — Kercorentin ⥋ Bannalec — Collège Jean Jaurès / Gare Routière                  | Le Trévoux — Kercorentin ⥋ Bannalec — Collège Jean Jaurès / Gare Routière                  | Le Trévoux — Kercorentin ⥋ Bannalec — Collège Jean Jaurès / Gare Routière                  | Le Trévoux — Kercorentin ⥋ Bannalec — Collège Jean Jaurès / Gare Routière                  | Le Trévoux — Kercorentin ⥋ Bannalec — Collège Jean Jaurès / Gare Routière                  | Le Trévoux — Kercorentin ⥋ Bannalec — Collège Jean Jaurès / Gare Routière                  |
| B8     | Ouverture / Fermeture — / — | Longueur —                                                                                 | Durée 35 min                                                                               | Nb. d’arrêts 16                                                                            | Matériel —                                                                                 | Jours de fonctionnement L, Ma, Me, J, V                                                    | Jour / Soir / Nuit / Fêtes O / N / N / N                                                   | Voy. / an 5 942 (2 021)                                                                    | Exploitant —                                                                               |
| B8     | Desserte : Le Trévoux, et Bannalec - Principaux arrêts desservis : Kercorentin • Le Trévoux Centre • Pont Glaeres • Gare SNCF Bannalec • Collège Jean Jaurès • Gare Routière                                                                               |                                                                                            |                                                                                            |                                                                                            |                                                                                            |                                                                                            |                                                                                            |                                                                                            |                                                                                            |
| B8     | Autre : Numéro de service : 25 ou 27 |                                                                                            |                                                                                            |                                                                                            |                                                                                            |                                                                                            |                                                                                            |                                                                                            |                                                                                            |
| B8     | Dernière actualisation : — |                                                                                            |                                                                                            |                                                                                            |                                                                                            |                                                                                            |                                                                                            |                                                                                            |                                                                                            |
| B9     | Quimperlé — Aquapaq / Le Trévoux — Croix Verte ⥋ Bannalec — Collège Jean Jaurès | Quimperlé — Aquapaq / Le Trévoux — Croix Verte ⥋ Bannalec — Collège Jean Jaurès            | Quimperlé — Aquapaq / Le Trévoux — Croix Verte ⥋ Bannalec — Collège Jean Jaurès            | Quimperlé — Aquapaq / Le Trévoux — Croix Verte ⥋ Bannalec — Collège Jean Jaurès            | Quimperlé — Aquapaq / Le Trévoux — Croix Verte ⥋ Bannalec — Collège Jean Jaurès            | Quimperlé — Aquapaq / Le Trévoux — Croix Verte ⥋ Bannalec — Collège Jean Jaurès            | Quimperlé — Aquapaq / Le Trévoux — Croix Verte ⥋ Bannalec — Collège Jean Jaurès            | Quimperlé — Aquapaq / Le Trévoux — Croix Verte ⥋ Bannalec — Collège Jean Jaurès            | Quimperlé — Aquapaq / Le Trévoux — Croix Verte ⥋ Bannalec — Collège Jean Jaurès            |
| B9     | Ouverture / Fermeture — / — | Longueur —                                                                                 | Durée 30 min                                                                               | Nb. d’arrêts 10                                                                            | Matériel —                                                                                 | Jours de fonctionnement L, Ma, Me, J, V                                                    | Jour / Soir / Nuit / Fêtes O / N / N / N                                                   | Voy. / an 7 153 (2 021)                                                                    | Exploitant —                                                                               |
| B9     | Desserte : Bannalec, Le Trévoux, et Quimperlé - Principaux arrêts desservis : Collège Jean Jaurès • La Garenne • Le Trévoux Centre • Croix Verte • Aquapaq Quimperlé                                                                                       |                                                                                            |                                                                                            |                                                                                            |                                                                                            |                                                                                            |                                                                                            |                                                                                            |                                                                                            |
| B9     | Autre : Numéro de service : 23 ou 24 |                                                                                            |                                                                                            |                                                                                            |                                                                                            |                                                                                            |                                                                                            |                                                                                            |                                                                                            |
| B9     | Dernière actualisation : — |                                                                                            |                                                                                            |                                                                                            |                                                                                            |                                                                                            |                                                                                            |                                                                                            |                                                                                            |
| C1     | Clohars-Carnoët — Kergroes / École Notre-Dame ⥋ Clohars-Carnoët — Saint-Maudet | Clohars-Carnoët — Kergroes / École Notre-Dame ⥋ Clohars-Carnoët — Saint-Maudet             | Clohars-Carnoët — Kergroes / École Notre-Dame ⥋ Clohars-Carnoët — Saint-Maudet             | Clohars-Carnoët — Kergroes / École Notre-Dame ⥋ Clohars-Carnoët — Saint-Maudet             | Clohars-Carnoët — Kergroes / École Notre-Dame ⥋ Clohars-Carnoët — Saint-Maudet             | Clohars-Carnoët — Kergroes / École Notre-Dame ⥋ Clohars-Carnoët — Saint-Maudet             | Clohars-Carnoët — Kergroes / École Notre-Dame ⥋ Clohars-Carnoët — Saint-Maudet             | Clohars-Carnoët — Kergroes / École Notre-Dame ⥋ Clohars-Carnoët — Saint-Maudet             | Clohars-Carnoët — Kergroes / École Notre-Dame ⥋ Clohars-Carnoët — Saint-Maudet             |
| C1     | Ouverture / Fermeture — / — | Longueur —                                                                                 | Durée 50 min                                                                               | Nb. d’arrêts 24                                                                            | Matériel —                                                                                 | Jours de fonctionnement L, Ma, Me, J, V                                                    | Jour / Soir / Nuit / Fêtes O / N / N / N                                                   | Voy. / an 917 (2 021)                                                                      | Exploitant —                                                                               |
| C1     | Desserte : Clohars-Carnoët - Principaux arrêts desservis : Kergroes • Groupe Scolaire Publique • École Notre-Dame • Kerou • Saint Maudet |                                                                                            |                                                                                            |                                                                                            |                                                                                            |                                                                                            |                                                                                            |                                                                                            |                                                                                            |
| C1     | Autre : Numéro de service : 53 ou 72 |                                                                                            |                                                                                            |                                                                                            |                                                                                            |                                                                                            |                                                                                            |                                                                                            |                                                                                            |
| C1     | Dernière actualisation : — |                                                                                            |                                                                                            |                                                                                            |                                                                                            |                                                                                            |                                                                                            |                                                                                            |                                                                                            |
| C3     | Clohars-Carnoët — École Notre-Dame ⥋ Moëlan-sur-Mer — Collège Parc ar c'hoat | Clohars-Carnoët — École Notre-Dame ⥋ Moëlan-sur-Mer — Collège Parc ar c'hoat               | Clohars-Carnoët — École Notre-Dame ⥋ Moëlan-sur-Mer — Collège Parc ar c'hoat               | Clohars-Carnoët — École Notre-Dame ⥋ Moëlan-sur-Mer — Collège Parc ar c'hoat               | Clohars-Carnoët — École Notre-Dame ⥋ Moëlan-sur-Mer — Collège Parc ar c'hoat               | Clohars-Carnoët — École Notre-Dame ⥋ Moëlan-sur-Mer — Collège Parc ar c'hoat               | Clohars-Carnoët — École Notre-Dame ⥋ Moëlan-sur-Mer — Collège Parc ar c'hoat               | Clohars-Carnoët — École Notre-Dame ⥋ Moëlan-sur-Mer — Collège Parc ar c'hoat               | Clohars-Carnoët — École Notre-Dame ⥋ Moëlan-sur-Mer — Collège Parc ar c'hoat               |
| C3     | Ouverture / Fermeture — / — | Longueur —                                                                                 | Durée 40 min                                                                               | Nb. d’arrêts 19                                                                            | Matériel —                                                                                 | Jours de fonctionnement L, Ma, J, V                                                        | Jour / Soir / Nuit / Fêtes O / N / N / N                                                   | Voy. / an 638 (2 021)                                                                      | Exploitant —                                                                               |
| C3     | Desserte : Clohars-Carnoët et Moëlan-sur-Mer - Principaux arrêts desservis : École Notre-Dame • Saint Maudet • Doëlan Rive Droite • Place Nava Centre • Collège Parc ar c'hoat                                                                             |                                                                                            |                                                                                            |                                                                                            |                                                                                            |                                                                                            |                                                                                            |                                                                                            |                                                                                            |
| C3     | Autre : Numéro de service : 52 |                                                                                            |                                                                                            |                                                                                            |                                                                                            |                                                                                            |                                                                                            |                                                                                            |                                                                                            |
| C3     | Dernière actualisation : — |                                                                                            |                                                                                            |                                                                                            |                                                                                            |                                                                                            |                                                                                            |                                                                                            |                                                                                            |
| D2     | Rosporden — Keranna ⥋ Bannalec — École Diwan | Rosporden — Keranna ⥋ Bannalec — École Diwan                                               | Rosporden — Keranna ⥋ Bannalec — École Diwan                                               | Rosporden — Keranna ⥋ Bannalec — École Diwan                                               | Rosporden — Keranna ⥋ Bannalec — École Diwan                                               | Rosporden — Keranna ⥋ Bannalec — École Diwan                                               | Rosporden — Keranna ⥋ Bannalec — École Diwan                                               | Rosporden — Keranna ⥋ Bannalec — École Diwan                                               | Rosporden — Keranna ⥋ Bannalec — École Diwan                                               |
| D2     | Ouverture / Fermeture — / — | Longueur —                                                                                 | Durée 30 min                                                                               | Nb. d’arrêts 6                                                                             | Matériel —                                                                                 | Jours de fonctionnement L, Ma, J, V                                                        | Jour / Soir / Nuit / Fêtes O / N / N / N                                                   | Voy. / an 1 262 (2 021)                                                                    | Exploitant —                                                                               |
| D2     | Desserte : Rosporden, et Bannalec - Principaux arrêts desservis : Rosporden Keranna • Rue de la Résistance • Kervenel Bourg • École Diwan Bannalec |                                                                                            |                                                                                            |                                                                                            |                                                                                            |                                                                                            |                                                                                            |                                                                                            |                                                                                            |
| D2     | Autre : Numéro de service : 28 |                                                                                            |                                                                                            |                                                                                            |                                                                                            |                                                                                            |                                                                                            |                                                                                            |                                                                                            |
| D2     | Dernière actualisation : — |                                                                                            |                                                                                            |                                                                                            |                                                                                            |                                                                                            |                                                                                            |                                                                                            |                                                                                            |
| D2 bis | Bannalec — Centre ⥋ Rosporden — Collège Saint-Michel | Bannalec — Centre ⥋ Rosporden — Collège Saint-Michel                                       | Bannalec — Centre ⥋ Rosporden — Collège Saint-Michel                                       | Bannalec — Centre ⥋ Rosporden — Collège Saint-Michel                                       | Bannalec — Centre ⥋ Rosporden — Collège Saint-Michel                                       | Bannalec — Centre ⥋ Rosporden — Collège Saint-Michel                                       | Bannalec — Centre ⥋ Rosporden — Collège Saint-Michel                                       | Bannalec — Centre ⥋ Rosporden — Collège Saint-Michel                                       | Bannalec — Centre ⥋ Rosporden — Collège Saint-Michel                                       |
| D2 bis | Ouverture / Fermeture — / — | Longueur —                                                                                 | Durée 15 min                                                                               | Nb. d’arrêts 2                                                                             | Matériel —                                                                                 | Jours de fonctionnement L, Ma, J, V                                                        | Jour / Soir / Nuit / Fêtes O / N / N / N                                                   | Voy. / an 109 (2 021)                                                                      | Exploitant —                                                                               |
| D2 bis | Desserte : Bannalec, et Rosporden - Principaux arrêts desservis : Bannalec Centre • Rosporden Collège Saint-Michel |                                                                                            |                                                                                            |                                                                                            |                                                                                            |                                                                                            |                                                                                            |                                                                                            |                                                                                            |
| D2 bis | Autre : Numéro de service : 28 |                                                                                            |                                                                                            |                                                                                            |                                                                                            |                                                                                            |                                                                                            |                                                                                            |                                                                                            |
| D2 bis | Dernière actualisation : — |                                                                                            |                                                                                            |                                                                                            |                                                                                            |                                                                                            |                                                                                            |                                                                                            |                                                                                            |
| G1     | Guilligomarc'h — Centre / Bontul ⥋ Quimperlé — École Diwan | Guilligomarc'h — Centre / Bontul ⥋ Quimperlé — École Diwan                                 | Guilligomarc'h — Centre / Bontul ⥋ Quimperlé — École Diwan                                 | Guilligomarc'h — Centre / Bontul ⥋ Quimperlé — École Diwan                                 | Guilligomarc'h — Centre / Bontul ⥋ Quimperlé — École Diwan                                 | Guilligomarc'h — Centre / Bontul ⥋ Quimperlé — École Diwan                                 | Guilligomarc'h — Centre / Bontul ⥋ Quimperlé — École Diwan                                 | Guilligomarc'h — Centre / Bontul ⥋ Quimperlé — École Diwan                                 | Guilligomarc'h — Centre / Bontul ⥋ Quimperlé — École Diwan                                 |
| G1     | Ouverture / Fermeture — / — | Longueur —                                                                                 | Durée 45 min                                                                               | Nb. d’arrêts 11                                                                            | Matériel —                                                                                 | Jours de fonctionnement L, Ma, J, V                                                        | Jour / Soir / Nuit / Fêtes O / N / N / N                                                   | Voy. / an 218 (2 021)                                                                      | Exploitant —                                                                               |
| G1     | Desserte : Guilligomarc'h, Arzano, et Quimperlé - Principaux arrêts desservis : Guilligomarc'h Centre • Chapelle Saint-Julien • Bontul • Arzano Centre • Kerbertrand • École Diwan Quimperlé                                                               |                                                                                            |                                                                                            |                                                                                            |                                                                                            |                                                                                            |                                                                                            |                                                                                            |                                                                                            |
| G1     | Autre : Numéro de service : 72 |                                                                                            |                                                                                            |                                                                                            |                                                                                            |                                                                                            |                                                                                            |                                                                                            |                                                                                            |
| G1     | Dernière actualisation : — |                                                                                            |                                                                                            |                                                                                            |                                                                                            |                                                                                            |                                                                                            |                                                                                            |                                                                                            |
| G2     | Guilligomarc'h — Centre ⥋ Plouay — Collège Marcel Pagnol | Guilligomarc'h — Centre ⥋ Plouay — Collège Marcel Pagnol                                   | Guilligomarc'h — Centre ⥋ Plouay — Collège Marcel Pagnol                                   | Guilligomarc'h — Centre ⥋ Plouay — Collège Marcel Pagnol                                   | Guilligomarc'h — Centre ⥋ Plouay — Collège Marcel Pagnol                                   | Guilligomarc'h — Centre ⥋ Plouay — Collège Marcel Pagnol                                   | Guilligomarc'h — Centre ⥋ Plouay — Collège Marcel Pagnol                                   | Guilligomarc'h — Centre ⥋ Plouay — Collège Marcel Pagnol                                   | Guilligomarc'h — Centre ⥋ Plouay — Collège Marcel Pagnol                                   |
| G2     | Ouverture / Fermeture — / — | Longueur —                                                                                 | Durée 75 min                                                                               | Nb. d’arrêts 29                                                                            | Matériel —                                                                                 | Jours de fonctionnement L, Ma, Me, J, V                                                    | Jour / Soir / Nuit / Fêtes O / N / N / N                                                   | Voy. / an 8 611 (2 021)                                                                    | Exploitant —                                                                               |
| G2     | Desserte : Guilligomarc'h, Meslan, et Plouay - Principaux arrêts desservis : Guilligomarc'h Centre • Stang Ar Pont • Chapelle Saint-Julien • Kerihuel Meslan • Collège Saint-Ouen • École Arc-en-ciel • Collège Marcel Pagnol                              |                                                                                            |                                                                                            |                                                                                            |                                                                                            |                                                                                            |                                                                                            |                                                                                            |                                                                                            |
| G2     | Autre : Numéro de service : 73 |                                                                                            |                                                                                            |                                                                                            |                                                                                            |                                                                                            |                                                                                            |                                                                                            |                                                                                            |
| G2     | Dernière actualisation : — |                                                                                            |                                                                                            |                                                                                            |                                                                                            |                                                                                            |                                                                                            |                                                                                            |                                                                                            |
| L1     | Locunolé — École primaire ⥋ Locunolé — École primaire (boucle) | Locunolé — École primaire ⥋ Locunolé — École primaire (boucle)                             | Locunolé — École primaire ⥋ Locunolé — École primaire (boucle)                             | Locunolé — École primaire ⥋ Locunolé — École primaire (boucle)                             | Locunolé — École primaire ⥋ Locunolé — École primaire (boucle)                             | Locunolé — École primaire ⥋ Locunolé — École primaire (boucle)                             | Locunolé — École primaire ⥋ Locunolé — École primaire (boucle)                             | Locunolé — École primaire ⥋ Locunolé — École primaire (boucle)                             | Locunolé — École primaire ⥋ Locunolé — École primaire (boucle)                             |
| L1     | Ouverture / Fermeture — / — | Longueur —                                                                                 | Durée 35 min                                                                               | Nb. d’arrêts 13                                                                            | Matériel —                                                                                 | Jours de fonctionnement L, Ma, J, V                                                        | Jour / Soir / Nuit / Fêtes O / N / N / N                                                   | Voy. / an 1 418 (2 021)                                                                    | Exploitant —                                                                               |
| L1     | Desserte : Locunolé - Principaux arrêts desservis : École Primaire • Kerdudou • Lann Vraz • Judicarré • Bénélou • Bodalec • École Primaire |                                                                                            |                                                                                            |                                                                                            |                                                                                            |                                                                                            |                                                                                            |                                                                                            |                                                                                            |
| L1     | Autre : Numéro de service : 63 ou 82 |                                                                                            |                                                                                            |                                                                                            |                                                                                            |                                                                                            |                                                                                            |                                                                                            |                                                                                            |
| L1     | Dernière actualisation : — |                                                                                            |                                                                                            |                                                                                            |                                                                                            |                                                                                            |                                                                                            |                                                                                            |                                                                                            |
| M3     | Clohars-Carnoët — Lann Kerguen / Lan Kerguen ⥋ Moëlan-sur-Mer — Collège Parc ar C'Hoat | Clohars-Carnoët — Lann Kerguen / Lan Kerguen ⥋ Moëlan-sur-Mer — Collège Parc ar C'Hoat     | Clohars-Carnoët — Lann Kerguen / Lan Kerguen ⥋ Moëlan-sur-Mer — Collège Parc ar C'Hoat     | Clohars-Carnoët — Lann Kerguen / Lan Kerguen ⥋ Moëlan-sur-Mer — Collège Parc ar C'Hoat     | Clohars-Carnoët — Lann Kerguen / Lan Kerguen ⥋ Moëlan-sur-Mer — Collège Parc ar C'Hoat     | Clohars-Carnoët — Lann Kerguen / Lan Kerguen ⥋ Moëlan-sur-Mer — Collège Parc ar C'Hoat     | Clohars-Carnoët — Lann Kerguen / Lan Kerguen ⥋ Moëlan-sur-Mer — Collège Parc ar C'Hoat     | Clohars-Carnoët — Lann Kerguen / Lan Kerguen ⥋ Moëlan-sur-Mer — Collège Parc ar C'Hoat     | Clohars-Carnoët — Lann Kerguen / Lan Kerguen ⥋ Moëlan-sur-Mer — Collège Parc ar C'Hoat     |
| M3     | Ouverture / Fermeture — / — | Longueur —                                                                                 | Durée 30 min                                                                               | Nb. d’arrêts 10                                                                            | Matériel —                                                                                 | Jours de fonctionnement L, Ma, Me, J, V                                                    | Jour / Soir / Nuit / Fêtes O / N / N / N                                                   | Voy. / an 1 727 (2 021)                                                                    | Exploitant —                                                                               |
| M3     | Desserte : Clohars-Carnoët, et Moëlan-sur-Mer - Principaux arrêts desservis : Lann Justis • Lan Kerguen • Lanmeur • Keranna • Kerabus • Kergroes • Collège Parc ar C'Hoat                                                                                  |                                                                                            |                                                                                            |                                                                                            |                                                                                            |                                                                                            |                                                                                            |                                                                                            |                                                                                            |
| M3     | Autre : Numéro de service : 44 |                                                                                            |                                                                                            |                                                                                            |                                                                                            |                                                                                            |                                                                                            |                                                                                            |                                                                                            |
| M3     | Dernière actualisation : — |                                                                                            |                                                                                            |                                                                                            |                                                                                            |                                                                                            |                                                                                            |                                                                                            |                                                                                            |
| M4     | Moëlan-sur-Mer — Kergoulouet ⥋ Moëlan-sur-Mer — Collège Parc ar C'Hoat | Moëlan-sur-Mer — Kergoulouet ⥋ Moëlan-sur-Mer — Collège Parc ar C'Hoat                     | Moëlan-sur-Mer — Kergoulouet ⥋ Moëlan-sur-Mer — Collège Parc ar C'Hoat                     | Moëlan-sur-Mer — Kergoulouet ⥋ Moëlan-sur-Mer — Collège Parc ar C'Hoat                     | Moëlan-sur-Mer — Kergoulouet ⥋ Moëlan-sur-Mer — Collège Parc ar C'Hoat                     | Moëlan-sur-Mer — Kergoulouet ⥋ Moëlan-sur-Mer — Collège Parc ar C'Hoat                     | Moëlan-sur-Mer — Kergoulouet ⥋ Moëlan-sur-Mer — Collège Parc ar C'Hoat                     | Moëlan-sur-Mer — Kergoulouet ⥋ Moëlan-sur-Mer — Collège Parc ar C'Hoat                     | Moëlan-sur-Mer — Kergoulouet ⥋ Moëlan-sur-Mer — Collège Parc ar C'Hoat                     |
| M4     | Ouverture / Fermeture — / — | Longueur —                                                                                 | Durée 40 min                                                                               | Nb. d’arrêts 13                                                                            | Matériel —                                                                                 | Jours de fonctionnement L, Ma, Me, J, V                                                    | Jour / Soir / Nuit / Fêtes O / N / N / N                                                   | Voy. / an 2 538 (2 021)                                                                    | Exploitant —                                                                               |
| M4     | Desserte : Moëlan-sur-Mer - Principaux arrêts desservis : Kergoulouet • Kervigodes • Brigneau • Le Temple • Nombrat • Moëlan Centre • Collège Parc ar C'Hoat                                                                                               |                                                                                            |                                                                                            |                                                                                            |                                                                                            |                                                                                            |                                                                                            |                                                                                            |                                                                                            |
| M4     | Autre : Numéro de service : 45 |                                                                                            |                                                                                            |                                                                                            |                                                                                            |                                                                                            |                                                                                            |                                                                                            |                                                                                            |
| M4     | Dernière actualisation : — |                                                                                            |                                                                                            |                                                                                            |                                                                                            |                                                                                            |                                                                                            |                                                                                            |                                                                                            |
| M5     | Moëlan-sur-Mer — Kerveligen ⥋ Moëlan-sur-Mer — Collège Parc ar C'Hoat | Moëlan-sur-Mer — Kerveligen ⥋ Moëlan-sur-Mer — Collège Parc ar C'Hoat                      | Moëlan-sur-Mer — Kerveligen ⥋ Moëlan-sur-Mer — Collège Parc ar C'Hoat                      | Moëlan-sur-Mer — Kerveligen ⥋ Moëlan-sur-Mer — Collège Parc ar C'Hoat                      | Moëlan-sur-Mer — Kerveligen ⥋ Moëlan-sur-Mer — Collège Parc ar C'Hoat                      | Moëlan-sur-Mer — Kerveligen ⥋ Moëlan-sur-Mer — Collège Parc ar C'Hoat                      | Moëlan-sur-Mer — Kerveligen ⥋ Moëlan-sur-Mer — Collège Parc ar C'Hoat                      | Moëlan-sur-Mer — Kerveligen ⥋ Moëlan-sur-Mer — Collège Parc ar C'Hoat                      | Moëlan-sur-Mer — Kerveligen ⥋ Moëlan-sur-Mer — Collège Parc ar C'Hoat                      |
| M5     | Ouverture / Fermeture — / — | Longueur —                                                                                 | Durée 30 min                                                                               | Nb. d’arrêts 11                                                                            | Matériel —                                                                                 | Jours de fonctionnement L, Ma, Me, J, V                                                    | Jour / Soir / Nuit / Fêtes O / N / N / N                                                   | Voy. / an 1 922 (2 021)                                                                    | Exploitant —                                                                               |
| M5     | Desserte : Moëlan-sur-Mer - Principaux arrêts desservis : Kerveligen • Chef du bois • Kersecol • Saint-Thamec • Langroes • Cité Kerdoussal • Collège Parc ar C'Hoat                                                                                        |                                                                                            |                                                                                            |                                                                                            |                                                                                            |                                                                                            |                                                                                            |                                                                                            |                                                                                            |
| M5     | Autre : Numéro de service : 46 |                                                                                            |                                                                                            |                                                                                            |                                                                                            |                                                                                            |                                                                                            |                                                                                            |                                                                                            |
| M5     | Dernière actualisation : — |                                                                                            |                                                                                            |                                                                                            |                                                                                            |                                                                                            |                                                                                            |                                                                                            |                                                                                            |
| M6     | Moëlan-sur-Mer — Belon ⥋ Moëlan-sur-Mer — Collège Parc ar C'Hoat | Moëlan-sur-Mer — Belon ⥋ Moëlan-sur-Mer — Collège Parc ar C'Hoat                           | Moëlan-sur-Mer — Belon ⥋ Moëlan-sur-Mer — Collège Parc ar C'Hoat                           | Moëlan-sur-Mer — Belon ⥋ Moëlan-sur-Mer — Collège Parc ar C'Hoat                           | Moëlan-sur-Mer — Belon ⥋ Moëlan-sur-Mer — Collège Parc ar C'Hoat                           | Moëlan-sur-Mer — Belon ⥋ Moëlan-sur-Mer — Collège Parc ar C'Hoat                           | Moëlan-sur-Mer — Belon ⥋ Moëlan-sur-Mer — Collège Parc ar C'Hoat                           | Moëlan-sur-Mer — Belon ⥋ Moëlan-sur-Mer — Collège Parc ar C'Hoat                           | Moëlan-sur-Mer — Belon ⥋ Moëlan-sur-Mer — Collège Parc ar C'Hoat                           |
| M6     | Ouverture / Fermeture — / — | Longueur —                                                                                 | Durée 35 min                                                                               | Nb. d’arrêts 15                                                                            | Matériel —                                                                                 | Jours de fonctionnement L, Ma, Me, J, V                                                    | Jour / Soir / Nuit / Fêtes O / N / N / N                                                   | Voy. / an 2 388 (2 021)                                                                    | Exploitant —                                                                               |
| M6     | Desserte : Moëlan-sur-Mer - Principaux arrêts desservis : Belon • Beg Porz • Kergroes • Lann Kerguip • Petite Lande • Kerglien • Collège Parc ar C'Hoat |                                                                                            |                                                                                            |                                                                                            |                                                                                            |                                                                                            |                                                                                            |                                                                                            |                                                                                            |
| M6     | Autre : Numéro de service : 47 |                                                                                            |                                                                                            |                                                                                            |                                                                                            |                                                                                            |                                                                                            |                                                                                            |                                                                                            |
| M6     | Dernière actualisation : — |                                                                                            |                                                                                            |                                                                                            |                                                                                            |                                                                                            |                                                                                            |                                                                                            |                                                                                            |
| M7     | Moëlan-sur-Mer — École Publique ⥋ Moëlan-sur-Mer — Nombrat | Moëlan-sur-Mer — École Publique ⥋ Moëlan-sur-Mer — Nombrat                                 | Moëlan-sur-Mer — École Publique ⥋ Moëlan-sur-Mer — Nombrat                                 | Moëlan-sur-Mer — École Publique ⥋ Moëlan-sur-Mer — Nombrat                                 | Moëlan-sur-Mer — École Publique ⥋ Moëlan-sur-Mer — Nombrat                                 | Moëlan-sur-Mer — École Publique ⥋ Moëlan-sur-Mer — Nombrat                                 | Moëlan-sur-Mer — École Publique ⥋ Moëlan-sur-Mer — Nombrat                                 | Moëlan-sur-Mer — École Publique ⥋ Moëlan-sur-Mer — Nombrat                                 | Moëlan-sur-Mer — École Publique ⥋ Moëlan-sur-Mer — Nombrat                                 |
| M7     | Ouverture / Fermeture — / — | Longueur —                                                                                 | Durée 30 min                                                                               | Nb. d’arrêts 9                                                                             | Matériel —                                                                                 | Jours de fonctionnement L, Ma, J, V                                                        | Jour / Soir / Nuit / Fêtes O / N / N / N                                                   | Voy. / an 350 (2 021)                                                                      | Exploitant —                                                                               |
| M7     | Desserte : Moëlan-sur-Mer - Principaux arrêts desservis : École Publique • Moëlan Centre • École Immaculé Conception • Kervigodes • Brigneau • Kervegant • Nombrat                                                                                         |                                                                                            |                                                                                            |                                                                                            |                                                                                            |                                                                                            |                                                                                            |                                                                                            |                                                                                            |
| M7     | Autre : Numéro de service : 45 |                                                                                            |                                                                                            |                                                                                            |                                                                                            |                                                                                            |                                                                                            |                                                                                            |                                                                                            |
| M7     | Dernière actualisation : — |                                                                                            |                                                                                            |                                                                                            |                                                                                            |                                                                                            |                                                                                            |                                                                                            |                                                                                            |
| M8     | Clohars-Carnoët — Park Pen Duick ⥋ Moëlan-sur-Mer — Collège Parc ar C'Hoat | Clohars-Carnoët — Park Pen Duick ⥋ Moëlan-sur-Mer — Collège Parc ar C'Hoat                 | Clohars-Carnoët — Park Pen Duick ⥋ Moëlan-sur-Mer — Collège Parc ar C'Hoat                 | Clohars-Carnoët — Park Pen Duick ⥋ Moëlan-sur-Mer — Collège Parc ar C'Hoat                 | Clohars-Carnoët — Park Pen Duick ⥋ Moëlan-sur-Mer — Collège Parc ar C'Hoat                 | Clohars-Carnoët — Park Pen Duick ⥋ Moëlan-sur-Mer — Collège Parc ar C'Hoat                 | Clohars-Carnoët — Park Pen Duick ⥋ Moëlan-sur-Mer — Collège Parc ar C'Hoat                 | Clohars-Carnoët — Park Pen Duick ⥋ Moëlan-sur-Mer — Collège Parc ar C'Hoat                 | Clohars-Carnoët — Park Pen Duick ⥋ Moëlan-sur-Mer — Collège Parc ar C'Hoat                 |
| M8     | Ouverture / Fermeture — / — | Longueur —                                                                                 | Durée 35 min                                                                               | Nb. d’arrêts 21                                                                            | Matériel —                                                                                 | Jours de fonctionnement L, Ma, Me, J, V                                                    | Jour / Soir / Nuit / Fêtes O / N / N / N                                                   | Voy. / an 8 073 (2 021)                                                                    | Exploitant —                                                                               |
| M8     | Desserte : Clohars-Carnoët, et Moëlan-sur-Mer - Principaux arrêts desservis : Park Pen Duick • Kergripp • Pont Du • La Grange • Doëlan Rive Droite • Place Nava • Collège Parc ar C'Hoat                                                                   |                                                                                            |                                                                                            |                                                                                            |                                                                                            |                                                                                            |                                                                                            |                                                                                            |                                                                                            |
| M8     | Autre : Numéro de service : 53 |                                                                                            |                                                                                            |                                                                                            |                                                                                            |                                                                                            |                                                                                            |                                                                                            |                                                                                            |
| M8     | Dernière actualisation : — |                                                                                            |                                                                                            |                                                                                            |                                                                                            |                                                                                            |                                                                                            |                                                                                            |                                                                                            |
| M9     | Clohars-Carnoët — Beg Ar Lann ⥋ Moëlan-sur-Mer — Collège Parc ar C'Hoat | Clohars-Carnoët — Beg Ar Lann ⥋ Moëlan-sur-Mer — Collège Parc ar C'Hoat                    | Clohars-Carnoët — Beg Ar Lann ⥋ Moëlan-sur-Mer — Collège Parc ar C'Hoat                    | Clohars-Carnoët — Beg Ar Lann ⥋ Moëlan-sur-Mer — Collège Parc ar C'Hoat                    | Clohars-Carnoët — Beg Ar Lann ⥋ Moëlan-sur-Mer — Collège Parc ar C'Hoat                    | Clohars-Carnoët — Beg Ar Lann ⥋ Moëlan-sur-Mer — Collège Parc ar C'Hoat                    | Clohars-Carnoët — Beg Ar Lann ⥋ Moëlan-sur-Mer — Collège Parc ar C'Hoat                    | Clohars-Carnoët — Beg Ar Lann ⥋ Moëlan-sur-Mer — Collège Parc ar C'Hoat                    | Clohars-Carnoët — Beg Ar Lann ⥋ Moëlan-sur-Mer — Collège Parc ar C'Hoat                    |
| M9     | Ouverture / Fermeture — / — | Longueur —                                                                                 | Durée 45 min                                                                               | Nb. d’arrêts 26                                                                            | Matériel —                                                                                 | Jours de fonctionnement L, Ma, Me, J, V                                                    | Jour / Soir / Nuit / Fêtes O / N / N / N                                                   | Voy. / an 4 145 (2 021)                                                                    | Exploitant —                                                                               |
| M9     | Desserte : Clohars-Carnoët, et Moëlan-sur-Mer - Principaux arrêts desservis : Beg Ar Lann • Quatre Chemins • Le Pouldu Bellangenet • Le Pouldu Kerou • Saint-Maudet • La Cité • Collège Parc ar C'Hoat                                                     |                                                                                            |                                                                                            |                                                                                            |                                                                                            |                                                                                            |                                                                                            |                                                                                            |                                                                                            |
| M9     | Autre : Numéro de service : 52 |                                                                                            |                                                                                            |                                                                                            |                                                                                            |                                                                                            |                                                                                            |                                                                                            |                                                                                            |
| M9     | Dernière actualisation : — |                                                                                            |                                                                                            |                                                                                            |                                                                                            |                                                                                            |                                                                                            |                                                                                            |                                                                                            |
| M10    | Clohars-Carnoët — Le Pouldu Kerou / Le Pouldu Bellangenet ⥋ Quimperlé — École Diwan | Clohars-Carnoët — Le Pouldu Kerou / Le Pouldu Bellangenet ⥋ Quimperlé — École Diwan        | Clohars-Carnoët — Le Pouldu Kerou / Le Pouldu Bellangenet ⥋ Quimperlé — École Diwan        | Clohars-Carnoët — Le Pouldu Kerou / Le Pouldu Bellangenet ⥋ Quimperlé — École Diwan        | Clohars-Carnoët — Le Pouldu Kerou / Le Pouldu Bellangenet ⥋ Quimperlé — École Diwan        | Clohars-Carnoët — Le Pouldu Kerou / Le Pouldu Bellangenet ⥋ Quimperlé — École Diwan        | Clohars-Carnoët — Le Pouldu Kerou / Le Pouldu Bellangenet ⥋ Quimperlé — École Diwan        | Clohars-Carnoët — Le Pouldu Kerou / Le Pouldu Bellangenet ⥋ Quimperlé — École Diwan        | Clohars-Carnoët — Le Pouldu Kerou / Le Pouldu Bellangenet ⥋ Quimperlé — École Diwan        |
| M10    | Ouverture / Fermeture — / — | Longueur —                                                                                 | Durée 40 min                                                                               | Nb. d’arrêts 17                                                                            | Matériel —                                                                                 | Jours de fonctionnement L, Ma, J, V                                                        | Jour / Soir / Nuit / Fêtes O / N / N / N                                                   | Voy. / an 2 085 (2 021)                                                                    | Exploitant —                                                                               |
| M10    | Desserte : Clohars-Carnoët, Moëlan-sur-Mer, Riec-sur-Belon, Baye, et Quimperlé - Principaux arrêts desservis : Le Pouldu Bellangenet • Le Pouldu Centre • Place Nava • Moëlan-sur-Mer Centre • Rue des cerisiers • Locquillec • École Diwan                |                                                                                            |                                                                                            |                                                                                            |                                                                                            |                                                                                            |                                                                                            |                                                                                            |                                                                                            |
| M10    | Autre : Numéro de service : 55 |                                                                                            |                                                                                            |                                                                                            |                                                                                            |                                                                                            |                                                                                            |                                                                                            |                                                                                            |
| M10    | Dernière actualisation : — |                                                                                            |                                                                                            |                                                                                            |                                                                                            |                                                                                            |                                                                                            |                                                                                            |                                                                                            |
| M12    | Moëlan-sur-Mer — Centre ⥋ Moëlan-sur-Mer — École Publique (boucle) | Moëlan-sur-Mer — Centre ⥋ Moëlan-sur-Mer — École Publique (boucle)                         | Moëlan-sur-Mer — Centre ⥋ Moëlan-sur-Mer — École Publique (boucle)                         | Moëlan-sur-Mer — Centre ⥋ Moëlan-sur-Mer — École Publique (boucle)                         | Moëlan-sur-Mer — Centre ⥋ Moëlan-sur-Mer — École Publique (boucle)                         | Moëlan-sur-Mer — Centre ⥋ Moëlan-sur-Mer — École Publique (boucle)                         | Moëlan-sur-Mer — Centre ⥋ Moëlan-sur-Mer — École Publique (boucle)                         | Moëlan-sur-Mer — Centre ⥋ Moëlan-sur-Mer — École Publique (boucle)                         | Moëlan-sur-Mer — Centre ⥋ Moëlan-sur-Mer — École Publique (boucle)                         |
| M12    | Ouverture / Fermeture — / — | Longueur —                                                                                 | Durée 30 min                                                                               | Nb. d’arrêts 12                                                                            | Matériel —                                                                                 | Jours de fonctionnement L, Ma, J, V                                                        | Jour / Soir / Nuit / Fêtes O / N / N / N                                                   | Voy. / an 601 (2 021)                                                                      | Exploitant —                                                                               |
| M12    | Desserte : Moëlan-sur-Mer - Principaux arrêts desservis : Collège Parc ar C'Hoat • Ecole Immaculé Conception • Ecole Publique • Cité Kerdoussal • Kerhuiten • Kersecol • Mescleo • Moëlan-sur-Mer Centre                                                   |                                                                                            |                                                                                            |                                                                                            |                                                                                            |                                                                                            |                                                                                            |                                                                                            |                                                                                            |
| M12    | Autre : Numéro de service : 46 |                                                                                            |                                                                                            |                                                                                            |                                                                                            |                                                                                            |                                                                                            |                                                                                            |                                                                                            |
| M12    | Dernière actualisation : — |                                                                                            |                                                                                            |                                                                                            |                                                                                            |                                                                                            |                                                                                            |                                                                                            |                                                                                            |
| M13    | Moëlan-sur-Mer — Centre Moëlan ⥋ Moëlan-sur-Mer — Collège Parc ar C'Hoat (boucle) | Moëlan-sur-Mer — Centre Moëlan ⥋ Moëlan-sur-Mer — Collège Parc ar C'Hoat (boucle)          | Moëlan-sur-Mer — Centre Moëlan ⥋ Moëlan-sur-Mer — Collège Parc ar C'Hoat (boucle)          | Moëlan-sur-Mer — Centre Moëlan ⥋ Moëlan-sur-Mer — Collège Parc ar C'Hoat (boucle)          | Moëlan-sur-Mer — Centre Moëlan ⥋ Moëlan-sur-Mer — Collège Parc ar C'Hoat (boucle)          | Moëlan-sur-Mer — Centre Moëlan ⥋ Moëlan-sur-Mer — Collège Parc ar C'Hoat (boucle)          | Moëlan-sur-Mer — Centre Moëlan ⥋ Moëlan-sur-Mer — Collège Parc ar C'Hoat (boucle)          | Moëlan-sur-Mer — Centre Moëlan ⥋ Moëlan-sur-Mer — Collège Parc ar C'Hoat (boucle)          | Moëlan-sur-Mer — Centre Moëlan ⥋ Moëlan-sur-Mer — Collège Parc ar C'Hoat (boucle)          |
| M13    | Ouverture / Fermeture — / — | Longueur —                                                                                 | Durée 60 min                                                                               | Nb. d’arrêts 20                                                                            | Matériel —                                                                                 | Jours de fonctionnement L, Ma, J, V                                                        | Jour / Soir / Nuit / Fêtes O / N / N / N                                                   | Voy. / an 2 618 (2 021)                                                                    | Exploitant —                                                                               |
| M13    | Desserte : Moëlan-sur-Mer - Principaux arrêts desservis : Moëlan Centre • Kersell • Plages Grises • Kerherou • Brigneau • Nombrat • École Kergroes • Petite Lande • Kerglien • École Publique • Collège Parc ar C'Hoat                                     |                                                                                            |                                                                                            |                                                                                            |                                                                                            |                                                                                            |                                                                                            |                                                                                            |                                                                                            |
| M13    | Autre : Numéro de service : 47 |                                                                                            |                                                                                            |                                                                                            |                                                                                            |                                                                                            |                                                                                            |                                                                                            |                                                                                            |
| M13    | Dernière actualisation : — |                                                                                            |                                                                                            |                                                                                            |                                                                                            |                                                                                            |                                                                                            |                                                                                            |                                                                                            |
| PA1    | Riec-sur-Belon — Loche Coat Bazin ⥋ Pont-Aven — Collège Parc Moor Les Abbés Tanguy | Riec-sur-Belon — Loche Coat Bazin ⥋ Pont-Aven — Collège Parc Moor Les Abbés Tanguy         | Riec-sur-Belon — Loche Coat Bazin ⥋ Pont-Aven — Collège Parc Moor Les Abbés Tanguy         | Riec-sur-Belon — Loche Coat Bazin ⥋ Pont-Aven — Collège Parc Moor Les Abbés Tanguy         | Riec-sur-Belon — Loche Coat Bazin ⥋ Pont-Aven — Collège Parc Moor Les Abbés Tanguy         | Riec-sur-Belon — Loche Coat Bazin ⥋ Pont-Aven — Collège Parc Moor Les Abbés Tanguy         | Riec-sur-Belon — Loche Coat Bazin ⥋ Pont-Aven — Collège Parc Moor Les Abbés Tanguy         | Riec-sur-Belon — Loche Coat Bazin ⥋ Pont-Aven — Collège Parc Moor Les Abbés Tanguy         | Riec-sur-Belon — Loche Coat Bazin ⥋ Pont-Aven — Collège Parc Moor Les Abbés Tanguy         |
| PA1    | Ouverture / Fermeture 1 septembre 2020 / — | Longueur —                                                                                 | Durée 30 min                                                                               | Nb. d’arrêts 20                                                                            | Matériel —                                                                                 | Jours de fonctionnement L, Ma, Me, J, V                                                    | Jour / Soir / Nuit / Fêtes O / N / N / N                                                   | Voy. / an 2 318 (2 021)                                                                    | Exploitant —                                                                               |
| PA1    | Desserte : Riec-sur-Belon, et Pont-Aven - Principaux arrêts desservis : Loche Coat Bazin • Croaz Hent Loctudy • Trebellec • Place Dr Y. Loudoux • Pont-Aven Ville • Collège Penanroz • Collège Parc Moor Les Abbés Tanguy                                  |                                                                                            |                                                                                            |                                                                                            |                                                                                            |                                                                                            |                                                                                            |                                                                                            |                                                                                            |
| PA1    | Autre : Numéro de service : 42 ou 101 |                                                                                            |                                                                                            |                                                                                            |                                                                                            |                                                                                            |                                                                                            |                                                                                            |                                                                                            |
| PA1    | Dernière actualisation : — |                                                                                            |                                                                                            |                                                                                            |                                                                                            |                                                                                            |                                                                                            |                                                                                            |                                                                                            |
| PA2    | Baye — Route de Quimperlé / Centre ⥋ Pont-Aven — Parc Moor Les Abbés Tanguy | Baye — Route de Quimperlé / Centre ⥋ Pont-Aven — Parc Moor Les Abbés Tanguy                | Baye — Route de Quimperlé / Centre ⥋ Pont-Aven — Parc Moor Les Abbés Tanguy                | Baye — Route de Quimperlé / Centre ⥋ Pont-Aven — Parc Moor Les Abbés Tanguy                | Baye — Route de Quimperlé / Centre ⥋ Pont-Aven — Parc Moor Les Abbés Tanguy                | Baye — Route de Quimperlé / Centre ⥋ Pont-Aven — Parc Moor Les Abbés Tanguy                | Baye — Route de Quimperlé / Centre ⥋ Pont-Aven — Parc Moor Les Abbés Tanguy                | Baye — Route de Quimperlé / Centre ⥋ Pont-Aven — Parc Moor Les Abbés Tanguy                | Baye — Route de Quimperlé / Centre ⥋ Pont-Aven — Parc Moor Les Abbés Tanguy                |
| PA2    | Ouverture / Fermeture 1 septembre 2020 / — | Longueur —                                                                                 | Durée 30 min                                                                               | Nb. d’arrêts 10                                                                            | Matériel —                                                                                 | Jours de fonctionnement L, Ma, Me, J, V                                                    | Jour / Soir / Nuit / Fêtes O / N / N / N                                                   | Voy. / an —                                                                                | Exploitant —                                                                               |
| PA2    | Desserte : Baye, Riec-sur-Belon, et Pont-Aven - Principaux arrêts desservis : Route de Quimperlé • Baye Centre • Place Dr Y. Loudoux • Pont-Aven Ville • Collège Penanroz • Collège Parc Moor Les Abbés Tanguy                                             |                                                                                            |                                                                                            |                                                                                            |                                                                                            |                                                                                            |                                                                                            |                                                                                            |                                                                                            |
| PA2    | Autre : Numéro de service : 100 |                                                                                            |                                                                                            |                                                                                            |                                                                                            |                                                                                            |                                                                                            |                                                                                            |                                                                                            |
| PA2    | Dernière actualisation : — |                                                                                            |                                                                                            |                                                                                            |                                                                                            |                                                                                            |                                                                                            |                                                                                            |                                                                                            |
| PA3    | Baye — Centre ⥋ Pont-Aven — Collège Penanroz | Baye — Centre ⥋ Pont-Aven — Collège Penanroz                                               | Baye — Centre ⥋ Pont-Aven — Collège Penanroz                                               | Baye — Centre ⥋ Pont-Aven — Collège Penanroz                                               | Baye — Centre ⥋ Pont-Aven — Collège Penanroz                                               | Baye — Centre ⥋ Pont-Aven — Collège Penanroz                                               | Baye — Centre ⥋ Pont-Aven — Collège Penanroz                                               | Baye — Centre ⥋ Pont-Aven — Collège Penanroz                                               | Baye — Centre ⥋ Pont-Aven — Collège Penanroz                                               |
| PA3    | Ouverture / Fermeture 1 septembre 2020 / — | Longueur —                                                                                 | Durée 50 min                                                                               | Nb. d’arrêts 21                                                                            | Matériel —                                                                                 | Jours de fonctionnement L, Ma, Me, J, V                                                    | Jour / Soir / Nuit / Fêtes O / N / N / N                                                   | Voy. / an 13 194 (2 021)                                                                   | Exploitant —                                                                               |
| PA3    | Desserte : Baye, Riec-sur-Belon, et Pont-Aven - Principaux arrêts desservis : Baye Centre • Lande Julienne • Place Dr Y. Loudoux • Coat Pin • Goulet Riec • Carrefour Rue des Chaumières • Lanmeur • Collège Parc Moor Les Abbés Tanguy • Collège Penanroz |                                                                                            |                                                                                            |                                                                                            |                                                                                            |                                                                                            |                                                                                            |                                                                                            |                                                                                            |
| PA3    | Autre : Numéro de service : 24, 42 ou 101 |                                                                                            |                                                                                            |                                                                                            |                                                                                            |                                                                                            |                                                                                            |                                                                                            |                                                                                            |
| PA3    | Dernière actualisation : — |                                                                                            |                                                                                            |                                                                                            |                                                                                            |                                                                                            |                                                                                            |                                                                                            |                                                                                            |
| Q1     | Quimperlé — École Bisson ⥋ Quimperlé — École Bisson (boucle) | Quimperlé — École Bisson ⥋ Quimperlé — École Bisson (boucle)                               | Quimperlé — École Bisson ⥋ Quimperlé — École Bisson (boucle)                               | Quimperlé — École Bisson ⥋ Quimperlé — École Bisson (boucle)                               | Quimperlé — École Bisson ⥋ Quimperlé — École Bisson (boucle)                               | Quimperlé — École Bisson ⥋ Quimperlé — École Bisson (boucle)                               | Quimperlé — École Bisson ⥋ Quimperlé — École Bisson (boucle)                               | Quimperlé — École Bisson ⥋ Quimperlé — École Bisson (boucle)                               | Quimperlé — École Bisson ⥋ Quimperlé — École Bisson (boucle)                               |
| Q1     | Ouverture / Fermeture — / — | Longueur —                                                                                 | Durée 40 min                                                                               | Nb. d’arrêts 8                                                                             | Matériel —                                                                                 | Jours de fonctionnement L, Ma, J, V                                                        | Jour / Soir / Nuit / Fêtes O / N / N / N                                                   | Voy. / an 3 910 (2 021)                                                                    | Exploitant —                                                                               |
| Q1     | Desserte : Quimperlé - Principaux arrêts desservis : École Bisson • Terre de Vannes • École Brizeux • École Kerbertrand • École Kersquine • École Bisson                                                                                                   |                                                                                            |                                                                                            |                                                                                            |                                                                                            |                                                                                            |                                                                                            |                                                                                            |                                                                                            |
| Q1     | Autre : Numéro de service : 51 ou 84 |                                                                                            |                                                                                            |                                                                                            |                                                                                            |                                                                                            |                                                                                            |                                                                                            |                                                                                            |
| Q1     | Dernière actualisation : — |                                                                                            |                                                                                            |                                                                                            |                                                                                            |                                                                                            |                                                                                            |                                                                                            |                                                                                            |
| Q2     | Quimperlé — Coat Kaer ⥋ Quimperlé — Collège Jules Ferry (boucle) | Quimperlé — Coat Kaer ⥋ Quimperlé — Collège Jules Ferry (boucle)                           | Quimperlé — Coat Kaer ⥋ Quimperlé — Collège Jules Ferry (boucle)                           | Quimperlé — Coat Kaer ⥋ Quimperlé — Collège Jules Ferry (boucle)                           | Quimperlé — Coat Kaer ⥋ Quimperlé — Collège Jules Ferry (boucle)                           | Quimperlé — Coat Kaer ⥋ Quimperlé — Collège Jules Ferry (boucle)                           | Quimperlé — Coat Kaer ⥋ Quimperlé — Collège Jules Ferry (boucle)                           | Quimperlé — Coat Kaer ⥋ Quimperlé — Collège Jules Ferry (boucle)                           | Quimperlé — Coat Kaer ⥋ Quimperlé — Collège Jules Ferry (boucle)                           |
| Q2     | Ouverture / Fermeture 1 septembre 2020 / — | Longueur —                                                                                 | Durée 30 min                                                                               | Nb. d’arrêts 10                                                                            | Matériel —                                                                                 | Jours de fonctionnement L, Ma, Me, J, V                                                    | Jour / Soir / Nuit / Fêtes O / N / N / N                                                   | Voy. / an 4 404 (2 021)                                                                    | Exploitant —                                                                               |
| Q2     | Desserte : Quimperlé - Principaux arrêts desservis : Gare SNCF Quimperlé • Kerglanchard • Kerbertrand • Lisière Boisée • Kerjouanneau • Coat Kaer • Gare SNCF Quimperlé • Collège Jules Ferry                                                              |                                                                                            |                                                                                            |                                                                                            |                                                                                            |                                                                                            |                                                                                            |                                                                                            |                                                                                            |
| Q2     | Autre : Numéro de service : 84 ou 54 |                                                                                            |                                                                                            |                                                                                            |                                                                                            |                                                                                            |                                                                                            |                                                                                            |                                                                                            |
| Q2     | Dernière actualisation : — |                                                                                            |                                                                                            |                                                                                            |                                                                                            |                                                                                            |                                                                                            |                                                                                            |                                                                                            |
| QR1    | Querrien — Toul Coustum ⥋ Querrien — Centre / Salle polyvalente | Querrien — Toul Coustum ⥋ Querrien — Centre / Salle polyvalente                            | Querrien — Toul Coustum ⥋ Querrien — Centre / Salle polyvalente                            | Querrien — Toul Coustum ⥋ Querrien — Centre / Salle polyvalente                            | Querrien — Toul Coustum ⥋ Querrien — Centre / Salle polyvalente                            | Querrien — Toul Coustum ⥋ Querrien — Centre / Salle polyvalente                            | Querrien — Toul Coustum ⥋ Querrien — Centre / Salle polyvalente                            | Querrien — Toul Coustum ⥋ Querrien — Centre / Salle polyvalente                            | Querrien — Toul Coustum ⥋ Querrien — Centre / Salle polyvalente                            |
| QR1    | Ouverture / Fermeture — / — | Longueur —                                                                                 | Durée 35 min                                                                               | Nb. d’arrêts 12                                                                            | Matériel —                                                                                 | Jours de fonctionnement L, Ma, J, V                                                        | Jour / Soir / Nuit / Fêtes O / N / N / N                                                   | Voy. / an 155 (2 021)                                                                      | Exploitant —                                                                               |
| QR1    | Desserte : Querrien - Principaux arrêts desservis : Toul Coustum • Ty Bourvic • Le Moustoir • Salle polyvalente • Centre |                                                                                            |                                                                                            |                                                                                            |                                                                                            |                                                                                            |                                                                                            |                                                                                            |                                                                                            |
| QR1    | Autre : Numéro de service : 85 |                                                                                            |                                                                                            |                                                                                            |                                                                                            |                                                                                            |                                                                                            |                                                                                            |                                                                                            |
| QR1    | Dernière actualisation : — |                                                                                            |                                                                                            |                                                                                            |                                                                                            |                                                                                            |                                                                                            |                                                                                            |                                                                                            |
| R1     | Rédéné — Kerourien / Ty Crano ⥋ Rédéné — Écoles | Rédéné — Kerourien / Ty Crano ⥋ Rédéné — Écoles                                            | Rédéné — Kerourien / Ty Crano ⥋ Rédéné — Écoles                                            | Rédéné — Kerourien / Ty Crano ⥋ Rédéné — Écoles                                            | Rédéné — Kerourien / Ty Crano ⥋ Rédéné — Écoles                                            | Rédéné — Kerourien / Ty Crano ⥋ Rédéné — Écoles                                            | Rédéné — Kerourien / Ty Crano ⥋ Rédéné — Écoles                                            | Rédéné — Kerourien / Ty Crano ⥋ Rédéné — Écoles                                            | Rédéné — Kerourien / Ty Crano ⥋ Rédéné — Écoles                                            |
| R1     | Ouverture / Fermeture — / — | Longueur —                                                                                 | Durée 40 min                                                                               | Nb. d’arrêts 20                                                                            | Matériel —                                                                                 | Jours de fonctionnement L, Ma, J, V                                                        | Jour / Soir / Nuit / Fêtes O / N / N / N                                                   | Voy. / an 2 854 (2 021)                                                                    | Exploitant —                                                                               |
| R1     | Desserte : Rédéné - Principaux arrêts desservis : Ty Crano • Madison • Kerfleury • Sainte-Marguerite • Le Croeziou • Rédéné Écoles |                                                                                            |                                                                                            |                                                                                            |                                                                                            |                                                                                            |                                                                                            |                                                                                            |                                                                                            |
| R1     | Autre : Numéro de service : 62 ou 63 |                                                                                            |                                                                                            |                                                                                            |                                                                                            |                                                                                            |                                                                                            |                                                                                            |                                                                                            |
| R1     | Dernière actualisation : — |                                                                                            |                                                                                            |                                                                                            |                                                                                            |                                                                                            |                                                                                            |                                                                                            |                                                                                            |
| R9     | Riec-sur-Belon — Croaz Hent Loctudy / Pernescop ⥋ Riec-sur-Belon — École Privée Sacré-Cœur | Riec-sur-Belon — Croaz Hent Loctudy / Pernescop ⥋ Riec-sur-Belon — École Privée Sacré-Cœur | Riec-sur-Belon — Croaz Hent Loctudy / Pernescop ⥋ Riec-sur-Belon — École Privée Sacré-Cœur | Riec-sur-Belon — Croaz Hent Loctudy / Pernescop ⥋ Riec-sur-Belon — École Privée Sacré-Cœur | Riec-sur-Belon — Croaz Hent Loctudy / Pernescop ⥋ Riec-sur-Belon — École Privée Sacré-Cœur | Riec-sur-Belon — Croaz Hent Loctudy / Pernescop ⥋ Riec-sur-Belon — École Privée Sacré-Cœur | Riec-sur-Belon — Croaz Hent Loctudy / Pernescop ⥋ Riec-sur-Belon — École Privée Sacré-Cœur | Riec-sur-Belon — Croaz Hent Loctudy / Pernescop ⥋ Riec-sur-Belon — École Privée Sacré-Cœur | Riec-sur-Belon — Croaz Hent Loctudy / Pernescop ⥋ Riec-sur-Belon — École Privée Sacré-Cœur |
| R9     | Ouverture / Fermeture — / — | Longueur —                                                                                 | Durée 20 min                                                                               | Nb. d’arrêts 5                                                                             | Matériel —                                                                                 | Jours de fonctionnement L, Ma, J, V                                                        | Jour / Soir / Nuit / Fêtes O / N / N / N                                                   | Voy. / an 2 171 (2 021)                                                                    | Exploitant —                                                                               |
| R9     | Desserte : Riec-sur-Belon - Principaux arrêts desservis : Pernescop • Croaz Hent Loctudy • École Publique Françoise Bosser • École Privée Sacré-Cœur |                                                                                            |                                                                                            |                                                                                            |                                                                                            |                                                                                            |                                                                                            |                                                                                            |                                                                                            |
| R9     | Autre : Numéro de service : 44 ou 26 |                                                                                            |                                                                                            |                                                                                            |                                                                                            |                                                                                            |                                                                                            |                                                                                            |                                                                                            |
| R9     | Dernière actualisation : — |                                                                                            |                                                                                            |                                                                                            |                                                                                            |                                                                                            |                                                                                            |                                                                                            |                                                                                            |
| S1     | Quimperlé — Ros-Glas / Mellac — Keriouant ⥋ Scaër — Collège Léo Ferré | Quimperlé — Ros-Glas / Mellac — Keriouant ⥋ Scaër — Collège Léo Ferré                      | Quimperlé — Ros-Glas / Mellac — Keriouant ⥋ Scaër — Collège Léo Ferré                      | Quimperlé — Ros-Glas / Mellac — Keriouant ⥋ Scaër — Collège Léo Ferré                      | Quimperlé — Ros-Glas / Mellac — Keriouant ⥋ Scaër — Collège Léo Ferré                      | Quimperlé — Ros-Glas / Mellac — Keriouant ⥋ Scaër — Collège Léo Ferré                      | Quimperlé — Ros-Glas / Mellac — Keriouant ⥋ Scaër — Collège Léo Ferré                      | Quimperlé — Ros-Glas / Mellac — Keriouant ⥋ Scaër — Collège Léo Ferré                      | Quimperlé — Ros-Glas / Mellac — Keriouant ⥋ Scaër — Collège Léo Ferré                      |
| S1     | Ouverture / Fermeture — / — | Longueur —                                                                                 | Durée 35 min                                                                               | Nb. d’arrêts 13                                                                            | Matériel —                                                                                 | Jours de fonctionnement L, Ma, Me, J, V                                                    | Jour / Soir / Nuit / Fêtes O / N / N / N                                                   | Voy. / an —                                                                                | Exploitant —                                                                               |
| S1     | Desserte : Quimperlé, Mellac, Saint-Thurien, et Scaër - Principaux arrêts desservis : Roz-Glas • Ty Bodel • Keriouant • St-Thurien Centre • Stang Boudilin • Collège Léo Ferré                                                                             |                                                                                            |                                                                                            |                                                                                            |                                                                                            |                                                                                            |                                                                                            |                                                                                            |                                                                                            |
| S1     | Autre : Numéro de service : 11 ou 12 |                                                                                            |                                                                                            |                                                                                            |                                                                                            |                                                                                            |                                                                                            |                                                                                            |                                                                                            |
| S1     | Dernière actualisation : — |                                                                                            |                                                                                            |                                                                                            |                                                                                            |                                                                                            |                                                                                            |                                                                                            |                                                                                            |
| S2     | Scaër — Crémenet / Saint-Jean ⥋ Scaër — Collège Léo Ferré | Scaër — Crémenet / Saint-Jean ⥋ Scaër — Collège Léo Ferré                                  | Scaër — Crémenet / Saint-Jean ⥋ Scaër — Collège Léo Ferré                                  | Scaër — Crémenet / Saint-Jean ⥋ Scaër — Collège Léo Ferré                                  | Scaër — Crémenet / Saint-Jean ⥋ Scaër — Collège Léo Ferré                                  | Scaër — Crémenet / Saint-Jean ⥋ Scaër — Collège Léo Ferré                                  | Scaër — Crémenet / Saint-Jean ⥋ Scaër — Collège Léo Ferré                                  | Scaër — Crémenet / Saint-Jean ⥋ Scaër — Collège Léo Ferré                                  | Scaër — Crémenet / Saint-Jean ⥋ Scaër — Collège Léo Ferré                                  |
| S2     | Ouverture / Fermeture — / — | Longueur —                                                                                 | Durée 25 min                                                                               | Nb. d’arrêts 10                                                                            | Matériel —                                                                                 | Jours de fonctionnement L, Ma, Me, J, V                                                    | Jour / Soir / Nuit / Fêtes O / N / N / N                                                   | Voy. / an 1 855 (2 021)                                                                    | Exploitant —                                                                               |
| S2     | Desserte : Scaër - Principaux arrêts desservis : Crémenet • Pont Ledan • Cascadec • Stang Boudilin • Kergaouen • Collège Léo Ferré |                                                                                            |                                                                                            |                                                                                            |                                                                                            |                                                                                            |                                                                                            |                                                                                            |                                                                                            |
| S2     | Autre : Numéro de service : 12 ou 21 |                                                                                            |                                                                                            |                                                                                            |                                                                                            |                                                                                            |                                                                                            |                                                                                            |                                                                                            |
| S2     | Dernière actualisation : — |                                                                                            |                                                                                            |                                                                                            |                                                                                            |                                                                                            |                                                                                            |                                                                                            |                                                                                            |
| S3     | Scaër — Kerneant / Kergroac'h Vian ⥋ Scaër — Collège Léo Ferré | Scaër — Kerneant / Kergroac'h Vian ⥋ Scaër — Collège Léo Ferré                             | Scaër — Kerneant / Kergroac'h Vian ⥋ Scaër — Collège Léo Ferré                             | Scaër — Kerneant / Kergroac'h Vian ⥋ Scaër — Collège Léo Ferré                             | Scaër — Kerneant / Kergroac'h Vian ⥋ Scaër — Collège Léo Ferré                             | Scaër — Kerneant / Kergroac'h Vian ⥋ Scaër — Collège Léo Ferré                             | Scaër — Kerneant / Kergroac'h Vian ⥋ Scaër — Collège Léo Ferré                             | Scaër — Kerneant / Kergroac'h Vian ⥋ Scaër — Collège Léo Ferré                             | Scaër — Kerneant / Kergroac'h Vian ⥋ Scaër — Collège Léo Ferré                             |
| S3     | Ouverture / Fermeture — / — | Longueur —                                                                                 | Durée 35 min                                                                               | Nb. d’arrêts 16                                                                            | Matériel —                                                                                 | Jours de fonctionnement L, Ma, Me, J, V                                                    | Jour / Soir / Nuit / Fêtes O / N / N / N                                                   | Voy. / an 3 905 (2 021)                                                                    | Exploitant —                                                                               |
| S3     | Desserte : Scaër - Principaux arrêts desservis : Kernéant • Bel Air • Ty Gloanec • Guerroué • Kergroac'h Vian • Collège Léo Ferré |                                                                                            |                                                                                            |                                                                                            |                                                                                            |                                                                                            |                                                                                            |                                                                                            |                                                                                            |
| S3     | Autre : Numéro de service : 13 |                                                                                            |                                                                                            |                                                                                            |                                                                                            |                                                                                            |                                                                                            |                                                                                            |                                                                                            |
| S3     | Dernière actualisation : — |                                                                                            |                                                                                            |                                                                                            |                                                                                            |                                                                                            |                                                                                            |                                                                                            |                                                                                            |
| S4     | Scaër — Créac'h Courant ⥋ Scaër — Collège Léo Ferré | Scaër — Créac'h Courant ⥋ Scaër — Collège Léo Ferré                                        | Scaër — Créac'h Courant ⥋ Scaër — Collège Léo Ferré                                        | Scaër — Créac'h Courant ⥋ Scaër — Collège Léo Ferré                                        | Scaër — Créac'h Courant ⥋ Scaër — Collège Léo Ferré                                        | Scaër — Créac'h Courant ⥋ Scaër — Collège Léo Ferré                                        | Scaër — Créac'h Courant ⥋ Scaër — Collège Léo Ferré                                        | Scaër — Créac'h Courant ⥋ Scaër — Collège Léo Ferré                                        | Scaër — Créac'h Courant ⥋ Scaër — Collège Léo Ferré                                        |
| S4     | Ouverture / Fermeture — / — | Longueur —                                                                                 | Durée 25 min                                                                               | Nb. d’arrêts 10                                                                            | Matériel —                                                                                 | Jours de fonctionnement L, Ma, Me, J, V                                                    | Jour / Soir / Nuit / Fêtes O / N / N / N                                                   | Voy. / an 4 548 (2 021)                                                                    | Exploitant —                                                                               |
| S4     | Desserte : Scaër - Principaux arrêts desservis : Créac'h Courant • Coadry Route de Scaër • Mesnoter • Coadigou • Jean Lancien • Collège Léo Ferré • École privée Saint-Joseph • École publique Joliot Curie                                                |                                                                                            |                                                                                            |                                                                                            |                                                                                            |                                                                                            |                                                                                            |                                                                                            |                                                                                            |
| S4     | Autre : Numéro de service : 14 |                                                                                            |                                                                                            |                                                                                            |                                                                                            |                                                                                            |                                                                                            |                                                                                            |                                                                                            |
| S4     | Dernière actualisation : — |                                                                                            |                                                                                            |                                                                                            |                                                                                            |                                                                                            |                                                                                            |                                                                                            |                                                                                            |
| S6     | Scaër — Crénorien / Quérou ⥋ Scaër — Collège Léo Ferré | Scaër — Crénorien / Quérou ⥋ Scaër — Collège Léo Ferré                                     | Scaër — Crénorien / Quérou ⥋ Scaër — Collège Léo Ferré                                     | Scaër — Crénorien / Quérou ⥋ Scaër — Collège Léo Ferré                                     | Scaër — Crénorien / Quérou ⥋ Scaër — Collège Léo Ferré                                     | Scaër — Crénorien / Quérou ⥋ Scaër — Collège Léo Ferré                                     | Scaër — Crénorien / Quérou ⥋ Scaër — Collège Léo Ferré                                     | Scaër — Crénorien / Quérou ⥋ Scaër — Collège Léo Ferré                                     | Scaër — Crénorien / Quérou ⥋ Scaër — Collège Léo Ferré                                     |
| S6     | Ouverture / Fermeture — / — | Longueur —                                                                                 | Durée 30 min                                                                               | Nb. d’arrêts 9                                                                             | Matériel —                                                                                 | Jours de fonctionnement L, Ma, Me, J, V                                                    | Jour / Soir / Nuit / Fêtes O / N / N / N                                                   | Voy. / an 2 854 (2 021)                                                                    | Exploitant —                                                                               |
| S6     | Desserte : Scaër - Principaux arrêts desservis : Crénorien • Kerlaouën • Kervélégant • Quérou • Kerisolé • Rue Lavoisier • Collège Léo Ferré |                                                                                            |                                                                                            |                                                                                            |                                                                                            |                                                                                            |                                                                                            |                                                                                            |                                                                                            |
| S6     | Autre : Numéro de service : 16 |                                                                                            |                                                                                            |                                                                                            |                                                                                            |                                                                                            |                                                                                            |                                                                                            |                                                                                            |
| S6     | Dernière actualisation : — |                                                                                            |                                                                                            |                                                                                            |                                                                                            |                                                                                            |                                                                                            |                                                                                            |                                                                                            |
| S7     | Saint-Thurien — Luzurien ⥋ Saint-Thurien — Collège Léo Ferré | Saint-Thurien — Luzurien ⥋ Saint-Thurien — Collège Léo Ferré                               | Saint-Thurien — Luzurien ⥋ Saint-Thurien — Collège Léo Ferré                               | Saint-Thurien — Luzurien ⥋ Saint-Thurien — Collège Léo Ferré                               | Saint-Thurien — Luzurien ⥋ Saint-Thurien — Collège Léo Ferré                               | Saint-Thurien — Luzurien ⥋ Saint-Thurien — Collège Léo Ferré                               | Saint-Thurien — Luzurien ⥋ Saint-Thurien — Collège Léo Ferré                               | Saint-Thurien — Luzurien ⥋ Saint-Thurien — Collège Léo Ferré                               | Saint-Thurien — Luzurien ⥋ Saint-Thurien — Collège Léo Ferré                               |
| S7     | Ouverture / Fermeture — / — | Longueur —                                                                                 | Durée 30 min                                                                               | Nb. d’arrêts 4                                                                             | Matériel —                                                                                 | Jours de fonctionnement L, Ma, J, V                                                        | Jour / Soir / Nuit / Fêtes O / N / N / N                                                   | Voy. / an 968 (2 021)                                                                      | Exploitant —                                                                               |
| S7     | Desserte : Saint-Thurien - Principaux arrêts desservis : Luzurien • Ruzuliec • Kerserve • Troysol • École Publique |                                                                                            |                                                                                            |                                                                                            |                                                                                            |                                                                                            |                                                                                            |                                                                                            |                                                                                            |
| S7     | Autre : Numéro de service : 16 |                                                                                            |                                                                                            |                                                                                            |                                                                                            |                                                                                            |                                                                                            |                                                                                            |                                                                                            |
| S7     | Dernière actualisation : — |                                                                                            |                                                                                            |                                                                                            |                                                                                            |                                                                                            |                                                                                            |                                                                                            |                                                                                            |
| T1     | Quimperlé — Gorrequer ⥋ Tréméven — École (boucle) | Quimperlé — Gorrequer ⥋ Tréméven — École (boucle)                                          | Quimperlé — Gorrequer ⥋ Tréméven — École (boucle)                                          | Quimperlé — Gorrequer ⥋ Tréméven — École (boucle)                                          | Quimperlé — Gorrequer ⥋ Tréméven — École (boucle)                                          | Quimperlé — Gorrequer ⥋ Tréméven — École (boucle)                                          | Quimperlé — Gorrequer ⥋ Tréméven — École (boucle)                                          | Quimperlé — Gorrequer ⥋ Tréméven — École (boucle)                                          | Quimperlé — Gorrequer ⥋ Tréméven — École (boucle)                                          |
| T1     | Ouverture / Fermeture — / — | Longueur —                                                                                 | Durée 35 min                                                                               | Nb. d’arrêts 16                                                                            | Matériel —                                                                                 | Jours de fonctionnement L, Ma, J, V                                                        | Jour / Soir / Nuit / Fêtes O / N / N / N                                                   | Voy. / an 3 744 (2 021)                                                                    | Exploitant —                                                                               |
| T1     | Desserte : Quimperlé, et Tréméven - Principaux arrêts desservis : Gorrequer • Moulin d'Argent • Kerfoucher • Rue des Genêts • Mimosas • École Publique |                                                                                            |                                                                                            |                                                                                            |                                                                                            |                                                                                            |                                                                                            |                                                                                            |                                                                                            |
| T1     | Autre : Numéro de service : 54 |                                                                                            |                                                                                            |                                                                                            |                                                                                            |                                                                                            |                                                                                            |                                                                                            |                                                                                            |
| T1     | Dernière actualisation : — |                                                                                            |                                                                                            |                                                                                            |                                                                                            |                                                                                            |                                                                                            |                                                                                            |                                                                                            |
| ESAT   | ESAT - Les Papillons Blancs Quimperlé | ESAT - Les Papillons Blancs Quimperlé                                                      | ESAT - Les Papillons Blancs Quimperlé                                                      | ESAT - Les Papillons Blancs Quimperlé                                                      | ESAT - Les Papillons Blancs Quimperlé                                                      | ESAT - Les Papillons Blancs Quimperlé                                                      | ESAT - Les Papillons Blancs Quimperlé                                                      | ESAT - Les Papillons Blancs Quimperlé                                                      | ESAT - Les Papillons Blancs Quimperlé                                                      |
| ESAT   | Quimperlé — Gare SNCF ⥋ Quimperlé — Kervidanou 1 |                                                                                            |                                                                                            |                                                                                            |                                                                                            |                                                                                            |                                                                                            |                                                                                            |                                                                                            |
| ESAT   | Ouverture / Fermeture septembre 2020 / — | Longueur —                                                                                 | Durée 7 min                                                                                | Nb. d’arrêts 3                                                                             | Matériel —                                                                                 | Jours de fonctionnement L, Ma, Me, J, V                                                    | Jour / Soir / Nuit / Fêtes O / N / N / N                                                   | Voy. / an 1 836 (2 021)                                                                    | Exploitant —                                                                               |
| ESAT   | Desserte : Quimperlé - Principaux arrêts desservis : Gare SNCF • Kerbertrand • Kervidanou 1 |                                                                                            |                                                                                            |                                                                                            |                                                                                            |                                                                                            |                                                                                            |                                                                                            |                                                                                            |
| ESAT   | Autre : Numéro de service : 84, 55 ou 51 |                                                                                            |                                                                                            |                                                                                            |                                                                                            |                                                                                            |                                                                                            |                                                                                            |                                                                                            |
| ESAT   | Dernière actualisation : — |                                                                                            |                                                                                            |                                                                                            |                                                                                            |                                                                                            |                                                                                            |                                                                                            |                                                                                            |

### Transport à la demande
AlloBus, tel a été nommé le service de transport à la demande du réseau a été mis en place depuis plusieurs années, et consiste à appeler pour réserver un car indiquer dans le guide des horaires. Ce service est gratuit, mais nécessite de prévenir au moins la veille avant 17h. Pour les lignes urbaines, la réservation s'effectue au minimum 4 heures avant l'heure souhaitée.

### Intermodalité
Le réseau TBK dispose de point échange multimodale (PEM) : à la gare de Quimperlé et à Bannalec.
Les travaux du PEM de Quimperlé ont commencé en janvier 2016 pour terminer en novembre 2017. Il est découpé en 3 quais : le quai le plus proche de la gare SNCF qui accueille les lignes urbaines (lignes A, B, C), le premier quai intercommunal qui reçoit les lignes intercommunales de 1 à 5, et deuxième quai intercommunal qui reçoit lui les lignes intercommunales de 6 à 10. Des panneaux lumineux indiquent les prochains départs sur les différents quais.
Le PEM de Bannalec a été ouvert lui en mars 2017.

Il existe aussi entre-autres l'arrêt Kerbertrand et l'arrêt Roz-Glas où seulement le changement de ligne de bus est possible.

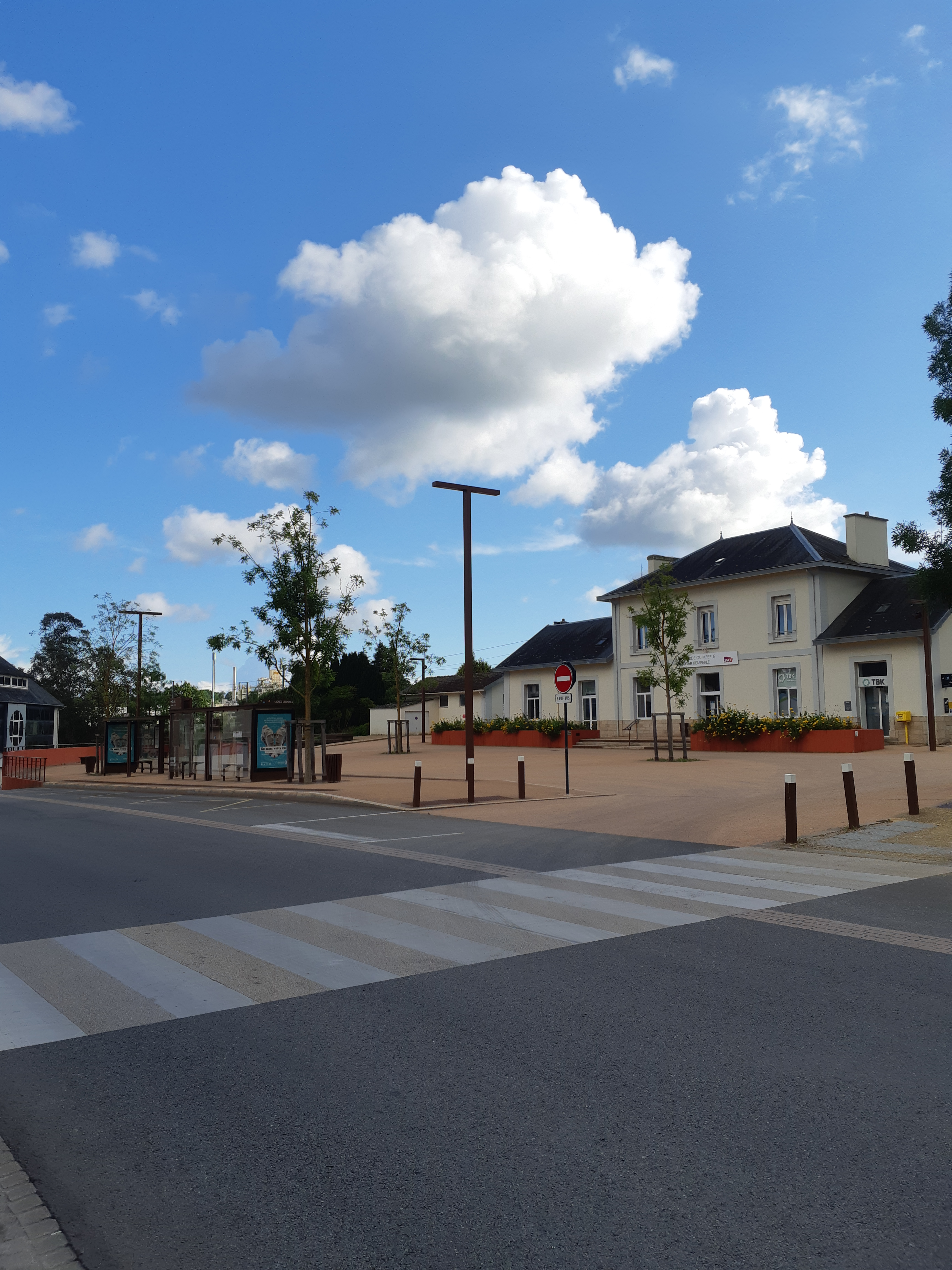
PEM de Quimperlé, vu côté gare SNCF de voyageurs
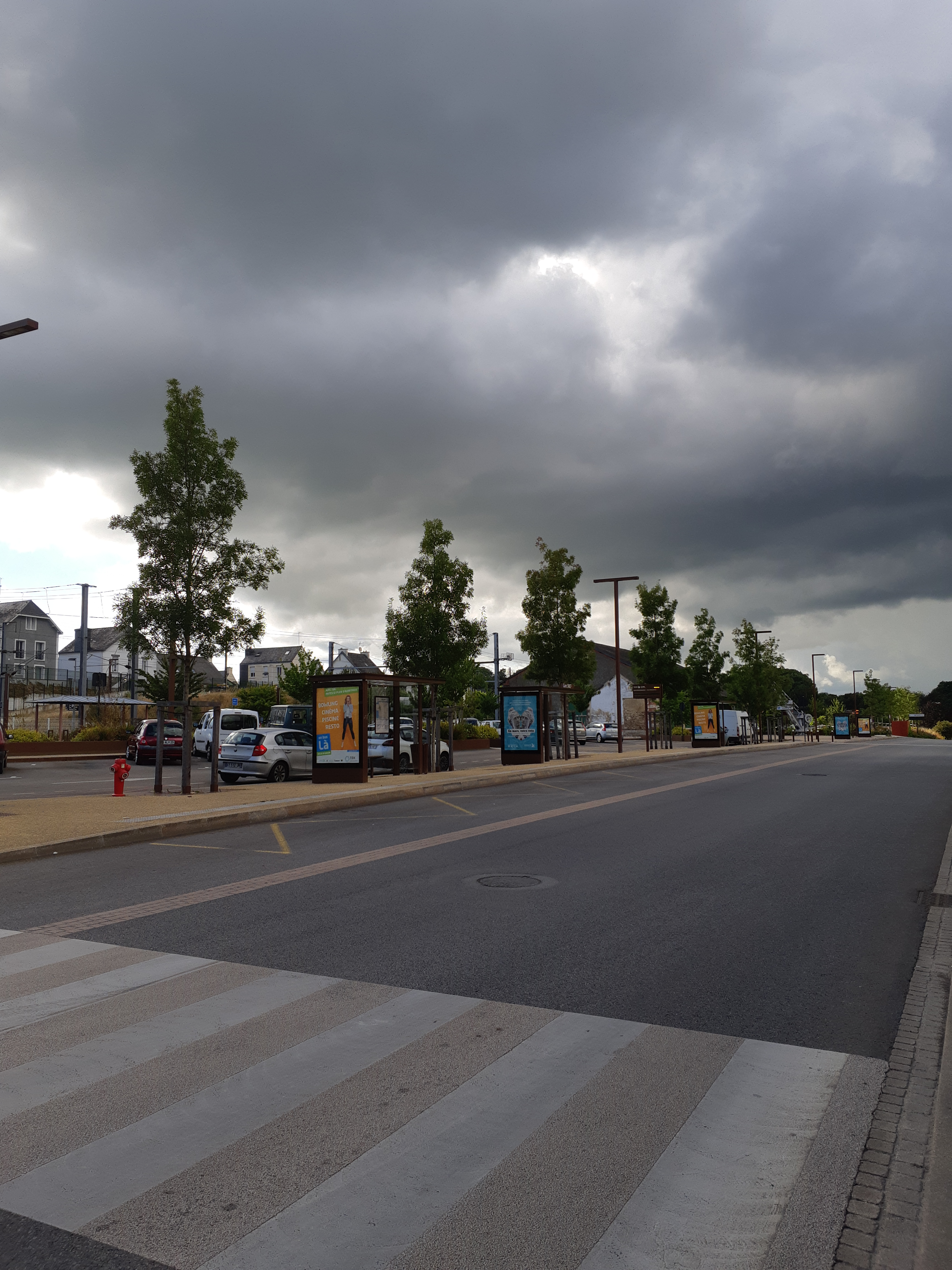
PEM de Quimperlé, vu côté gare de marchandises
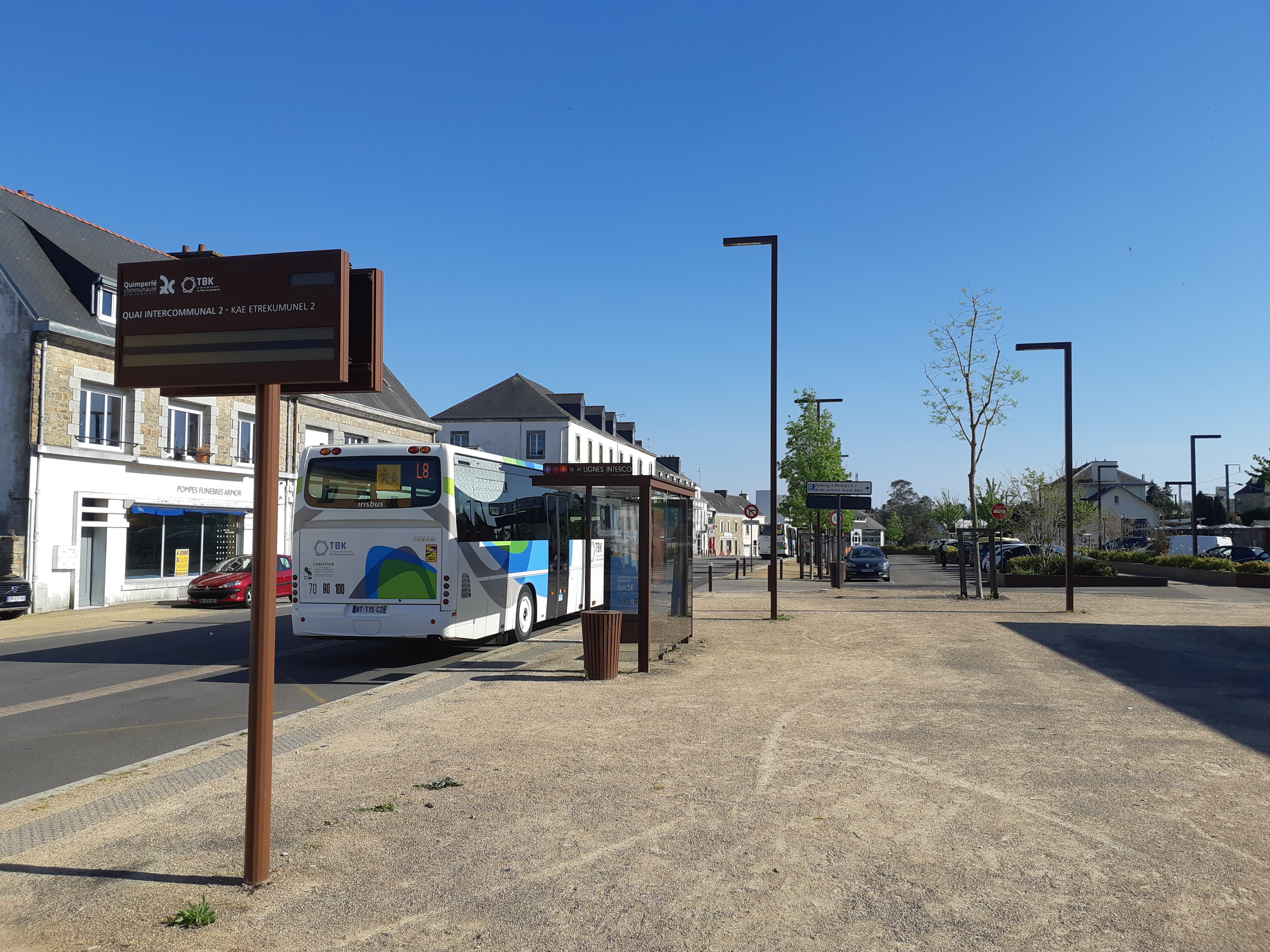
Le quai intercommunal 2 du PEM de Quimperlé

### Arrêts
Le réseau TBK se rend visible grâce à ses arrêts. En 2011, le réseau disposait de 600 arrêts dont environ 12% dans Quimperlé.
Les Abribus en métal sont rares, et sont placés le plus souvent à proximité de services ou endroit avec grand passage de voyageurs, et tout le temps en zone urbaine. Ensuite, les Abribus en bois eux sont placés pour la plupart aux dessertes scolaires hors bourg et centre-ville.

Les simples poteaux qui sont fixés au sol eux sont présents quasiment tout le temps sur les arrêts non munis d'abri-bus. Il peut arriver que poteaux et abri-bus soient présents au même arrêt (par exemple : à l'arrêt Aquapaq). Aussi, les poteaux avec base faite d'un bloc de béton ont été utilisés sur tous les arrêts pendant la première année du réseau, et sont encore utilisés comme arrêt temporaire (en cas de travaux...) ou arrêt définitif (par exemple : à l'arrêt Croix Neuve).

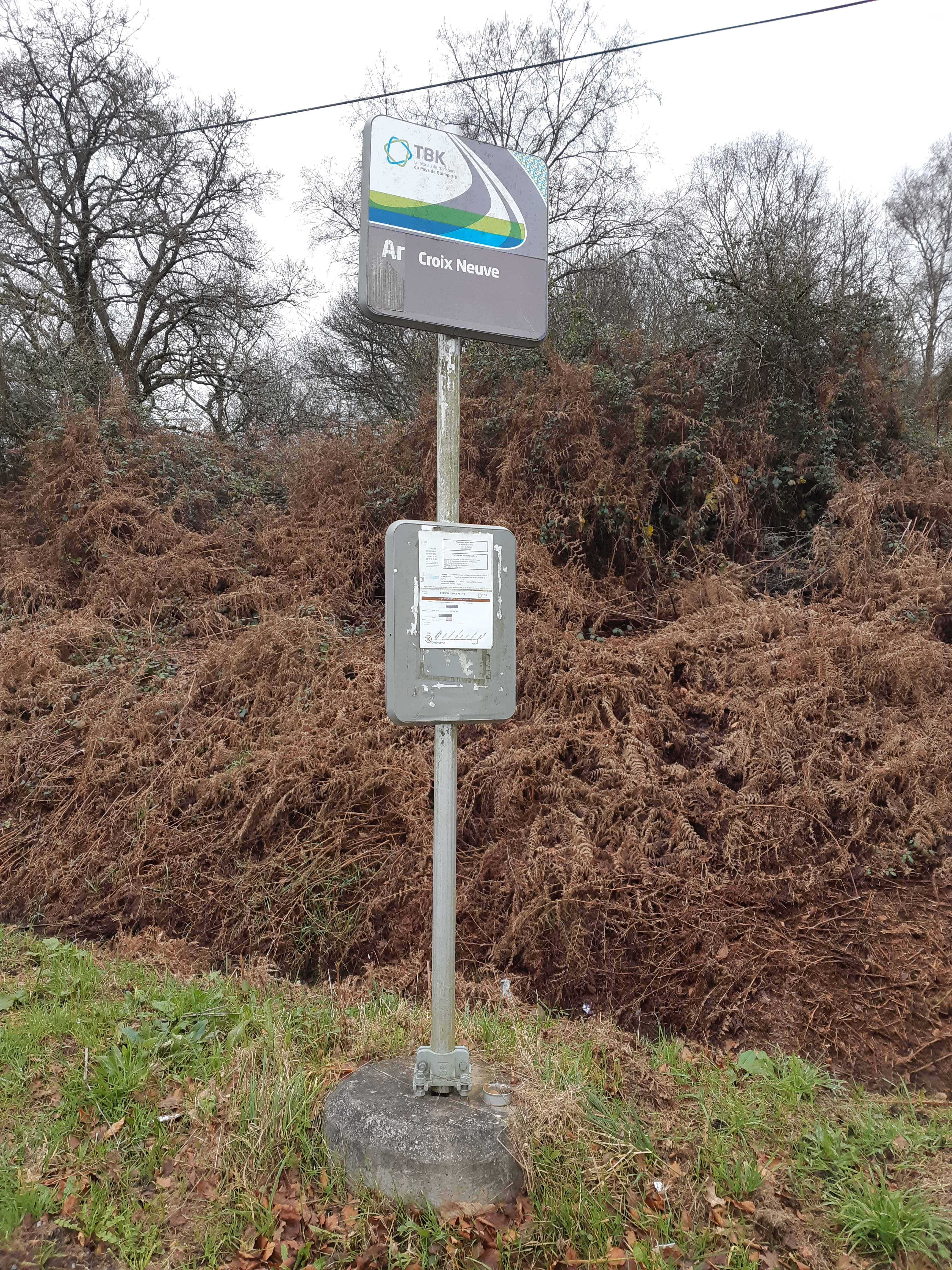
Arrêt provisoire ou définitif amovible
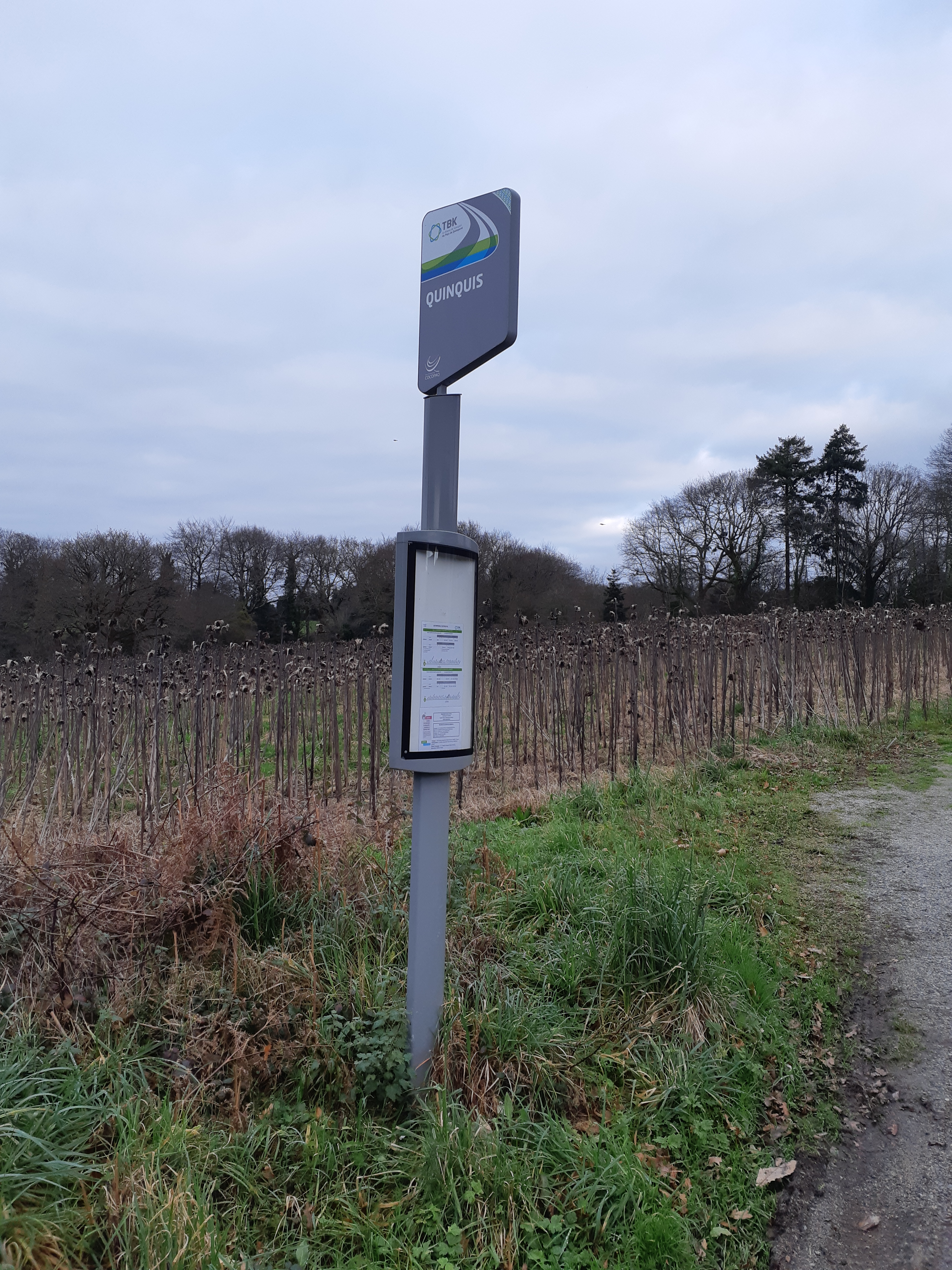
Arrêt définitif fixe
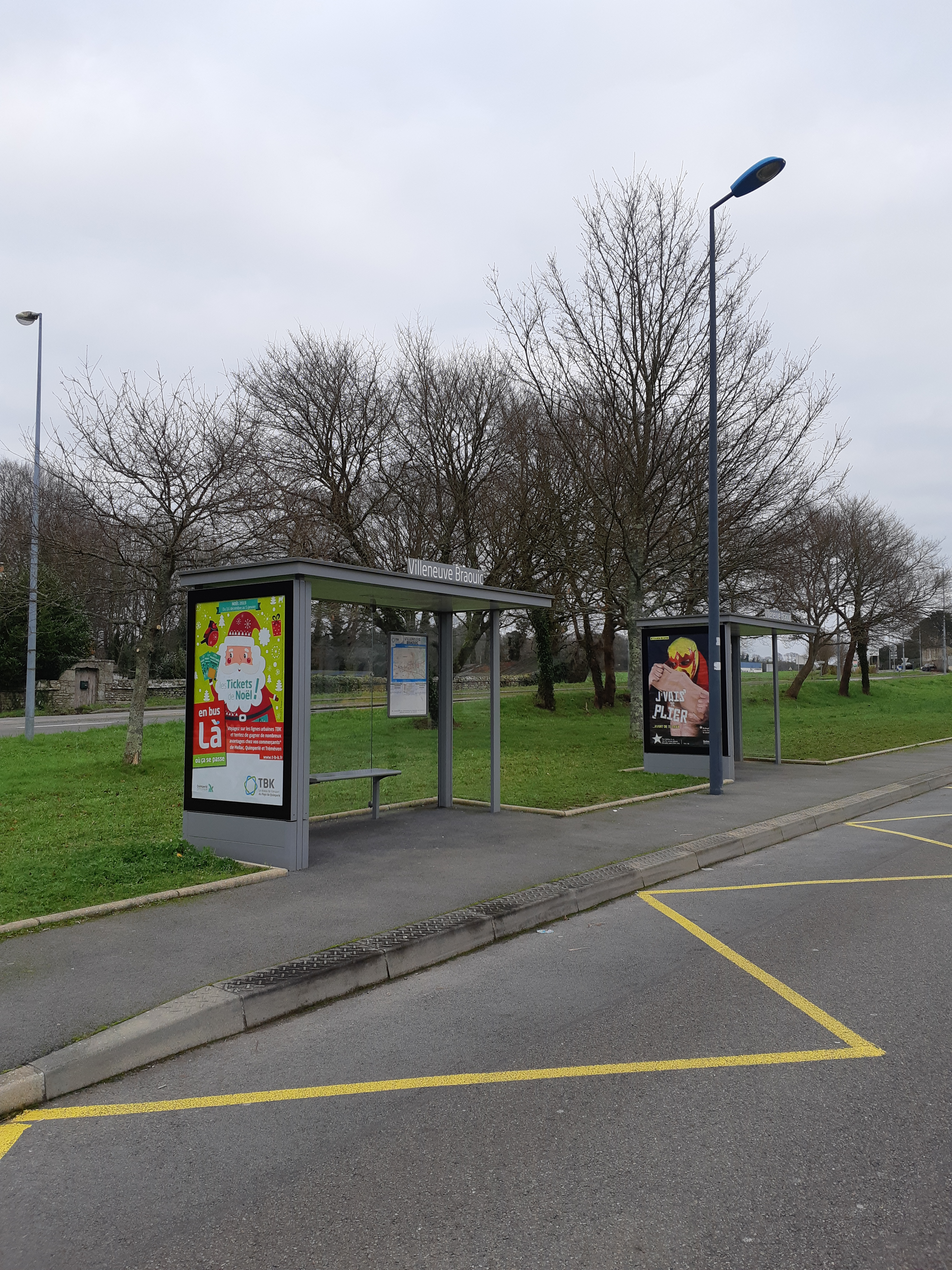
Abribus TBK
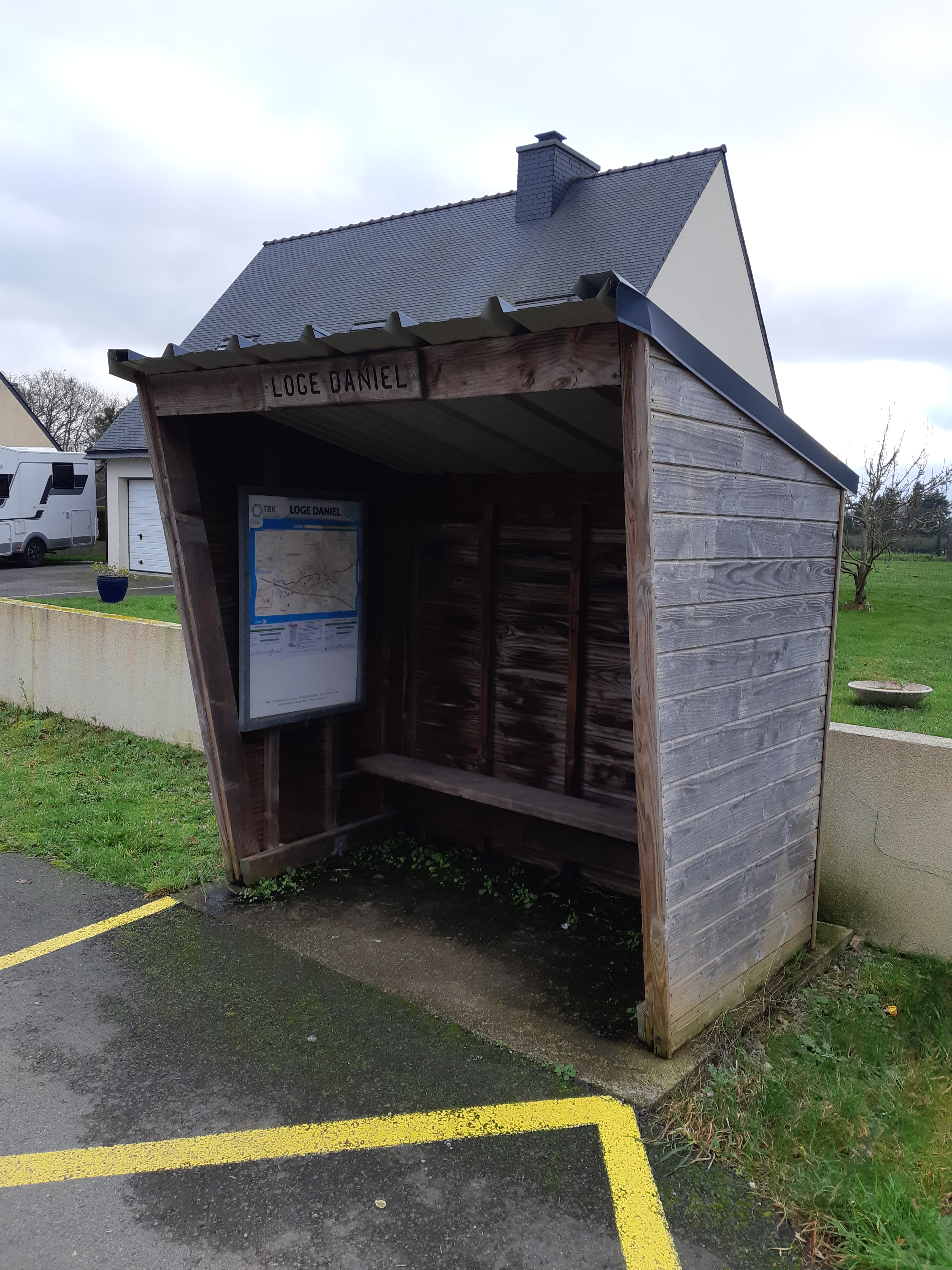
Abri-bus en bois

## Exploitation

### Matériel roulant
Au 31 décembre 2021, le parc du réseau est composé de 64 véhicules tout transporteurs confondus. La moyenne d'âge est de 8,5 ans.

#### Standards et autocars

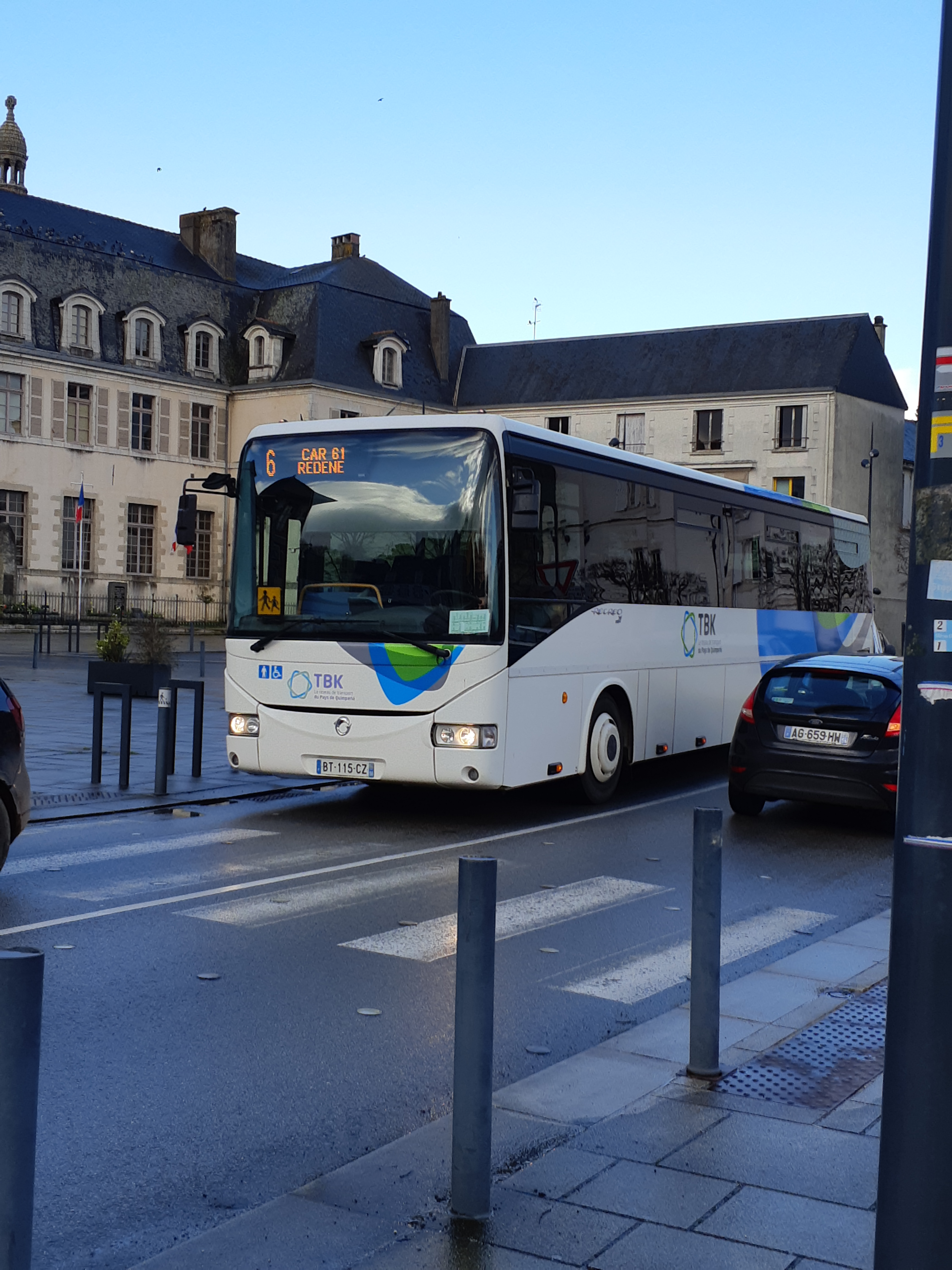
Un bus Irisbus Récréo 2, officiant sur la ligne 6 du réseau TBK, circulant à Quimperlé.

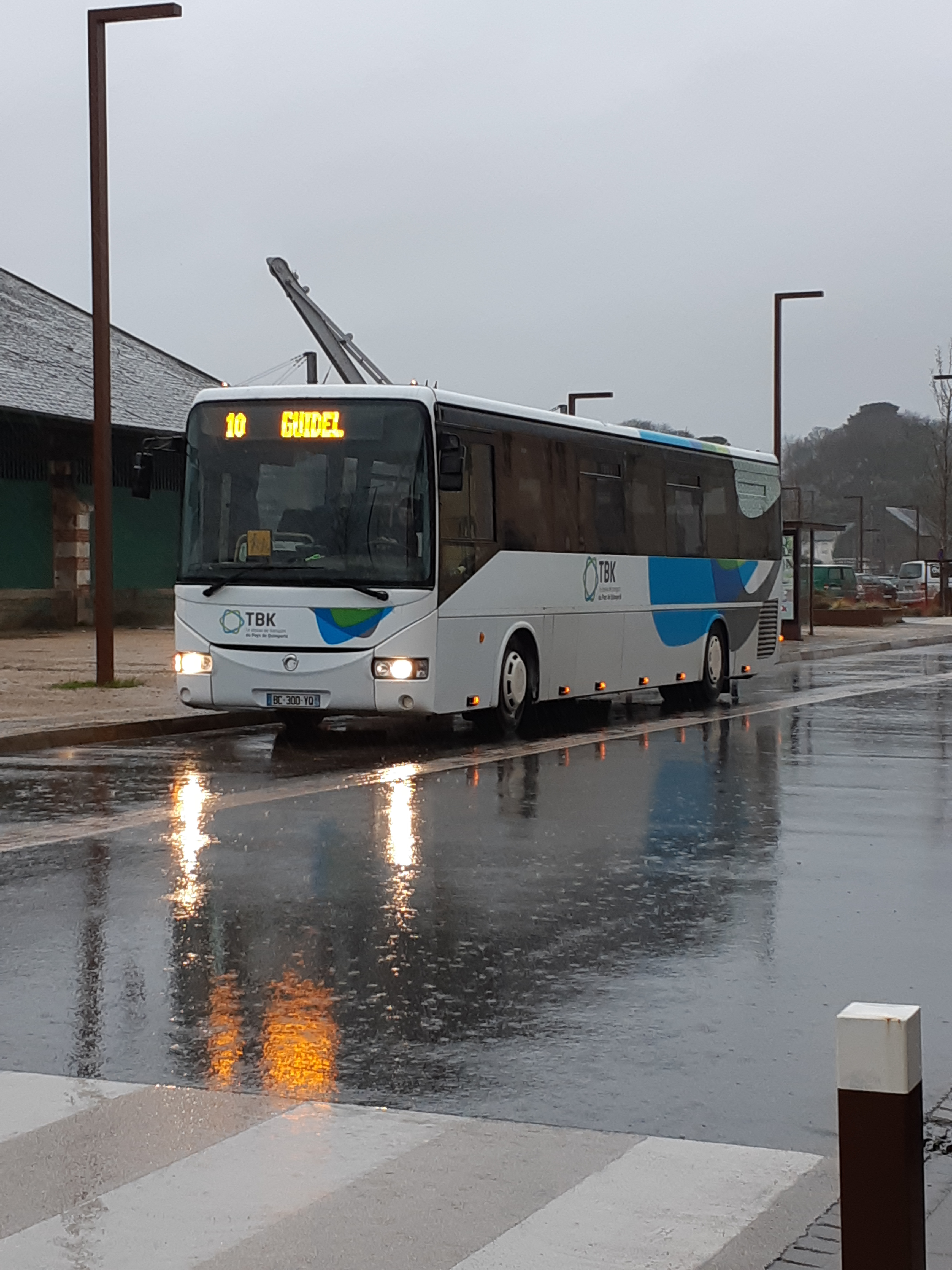
Un bus Irisbus Récréo 2, officiant sur la ligne 10 du réseau, garé au PEM de Quimperlé.

Les autocars sont utilisés sur les lignes intercommunales et scolaires. Leur exploitation est assurée par différents transporteurs : Bretagne Sud Autocars, Christien Voyages, Été Évasion ou encore Voyages Ricouard.

| Constructeur(s) | Modèle(s) | Nombre | Année(s)                       | Commentaires |
| --------------- | --------- | ------ | ------------------------------ | ------------ |
| Heuliez         | GX337     | 1      | 2020                           |              |
| Iveco           | Citelis   | 1      | 2012                           |              |
| Iveco           | Crossway  | 6      | 2009, 2014, 2015, 2016 et 2020 |              |
| Iveco           | Récréo    | 14     | 2007 à 2020                    |              |
| Man             | Intercity | 1      | 2017                           |              |
| Man             | Scoler 3L | 2      | 2007 et 2010                   |              |
| Man             | Starter S | 1      | 2013                           |              |
| Mercedes        | Intouro   | 6      | 2010, 2011, 2014, 2017 et 2020 |              |
| Otokar          | Térrito   | 2      | 2013                           |              |
| Setra           | 416H      | 1      | 2011                           |              |

#### Midibus et midicars

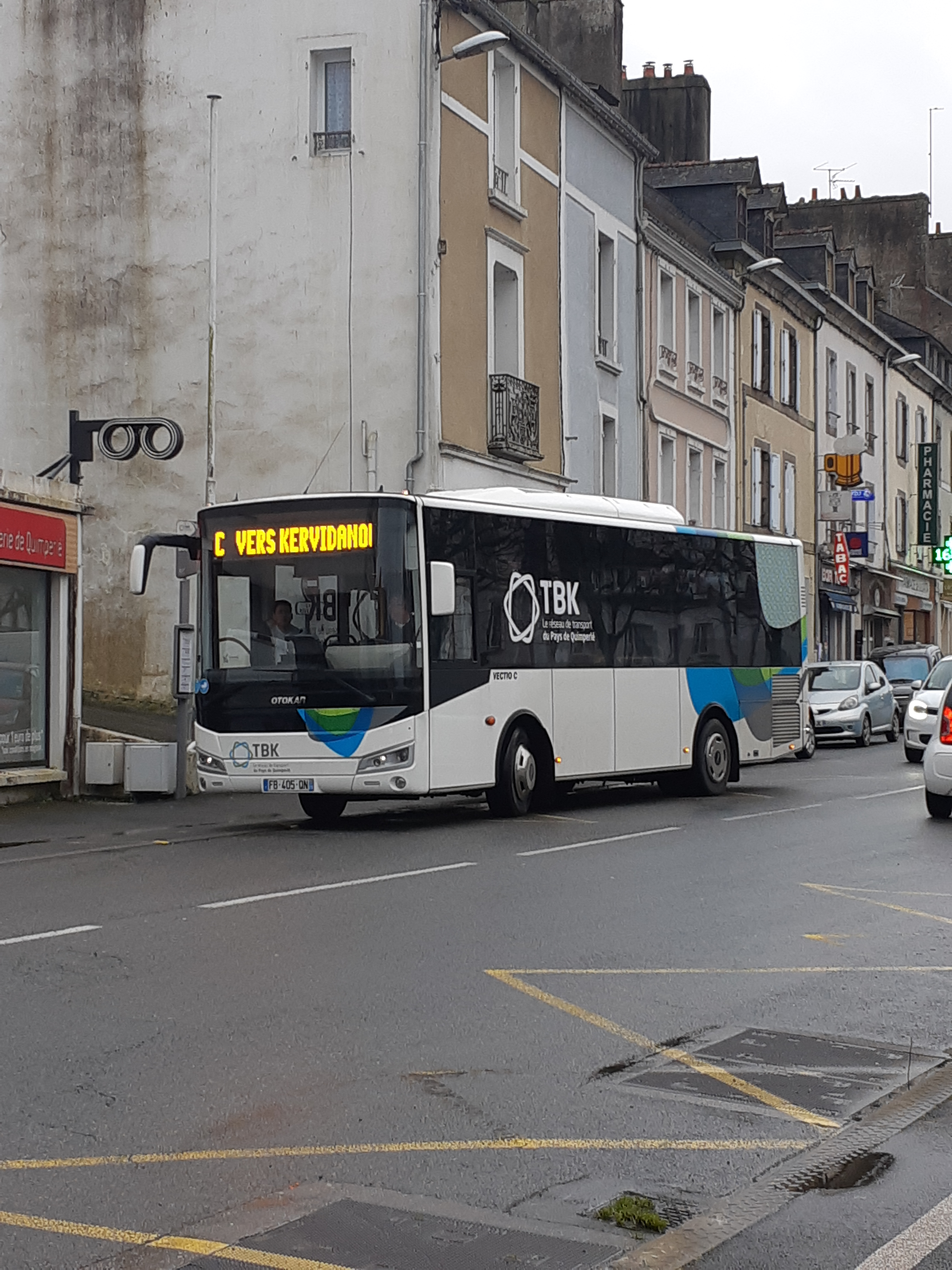
Un bus Otokar Vectio C, officiant sur la ligne C du réseau, arrêté à l'arrêt Bourgneuf.

| Constructeur(s) | Modèle(s) | Nombre | Année(s)                 | Commentaires                      |
| --------------- | --------- | ------ | ------------------------ | --------------------------------- |
| Heuliez         | GX127     | 6      | 2011, 2012, 2013 et 2020 | Utilisés sur les lignes urbaines. |
| BMC             | Probus    | 1      | 2011                     |                                   |
| Iveco           | Daily     | 1      | 2010                     |                                   |
| Otokar          | Navigo    | 2      | 2010 et 2020             |                                   |

#### Minibus
| Constructeur(s) | Modèle(s) | Nombre | Année(s)     | Commentaires |
| --------------- | --------- | ------ | ------------ | ------------ |
| Iveco           | Daily RS  | 1      | 2020         |              |
| Iveco           | Daily     | 1      | 2010         |              |
| Mercedes-Benz   | Sprinter  | 10     | 2011 à 2020  |              |
| Renault         | Master    | 3      | 2020         |              |
| Volkswagen      | Crafter   | 4      | 2015 et 2016 |              |

### Dépôt

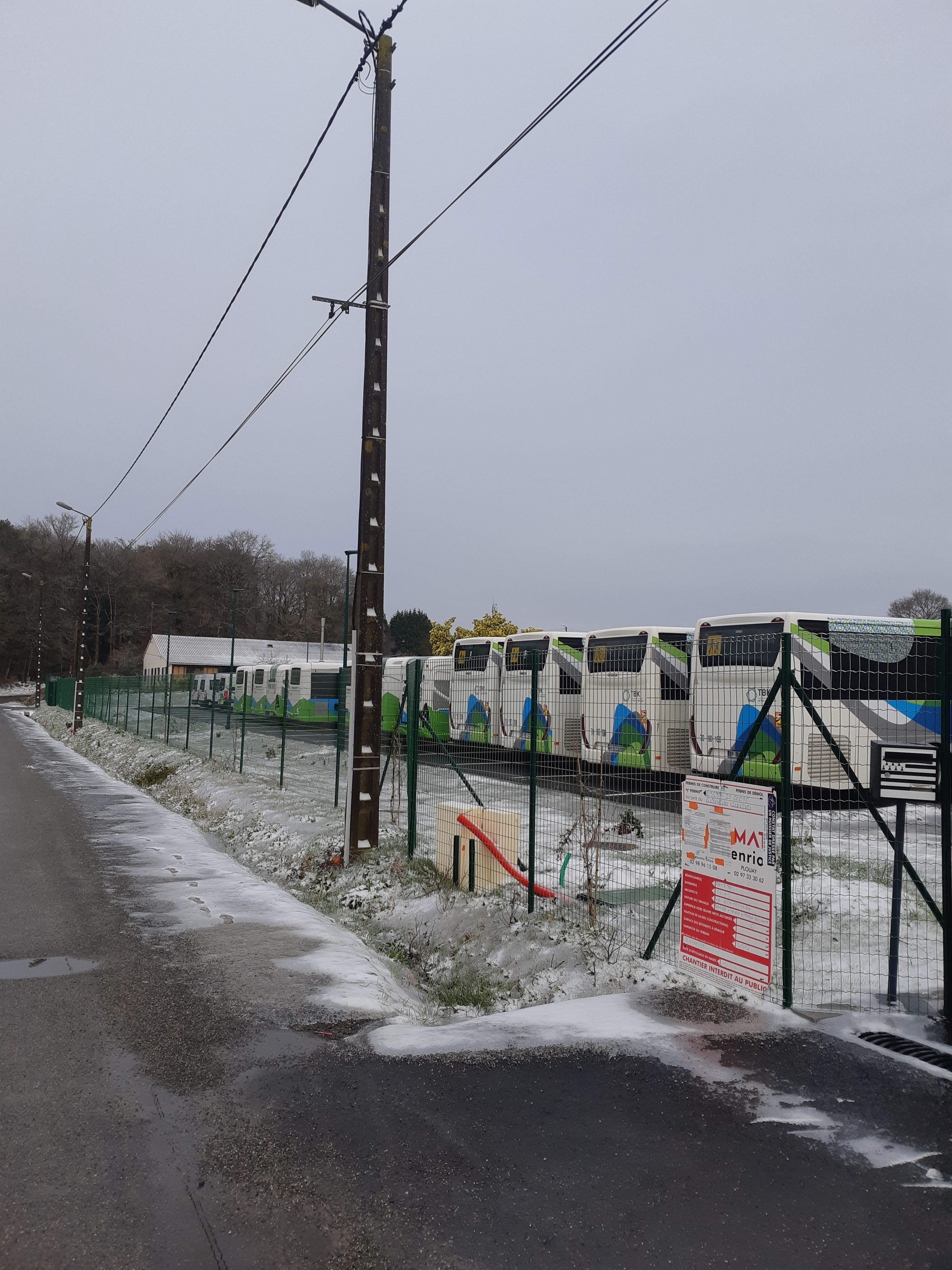
Dépôt TBK de la Villeneuve Braouic, le 12 février 2021

Les véhicules du réseau appartenant à l'ancien délégataire SARL Buspaq sont remisés dans le dépôt d'autobus situé 1 rue Louise Michel dans la Zone d'activités de Kervidanou 2 à Baye.
L'actuel délégataire, RATP Dev, ayant choisi de ne pas réutiliser le dépôt de Buspaq en un construit un nouveau pouvant accueillir environ 20 véhicules, avec une station de lavage et une station-essense d'un côté, et des bureaux et une aire de stationnement de l'autre. Cette nouvelle aire de remisage de bus se situe Rue Jules Verne, dans la zone d’activités de la Villeneuve Braouic, à l'Est de Quimperlé.
Par ailleurs, chaque sous-traitant dispose de son propre dépôt :
- Bretagne Sud Autcars (BSA) utilise son dépôt de la Zone industrielle de Kerpont à Caudan dans le Morbihan ;
- Voyages Christien utilise son dépôt situé 7 rue J. Auriol dans la Zone d'activités de Kervidanou à Baye ;
- L'Été Évasion utilise son dépôt situé 19 rue de Kroas Prenn à La Forêt-Fouesnant ;
- Voyages Ricouard utilise son dépôt de la Zone d'activités de Kervidanou 2 à Baye et assure la maintenance des véhicules de la SARL Buspaq ;
- Acadyss/Synergihp Bretagne utilise son dépôt situé 22 rue des frères Montgolfier à Saint-Avé dans le Morbihan.

### Sécurité

#### Incidents
| Incidents                | 2012 | 2013 | 2014 | 2015 | 2016 | 2017 | 2018 |
| ------------------------ | ---- | ---- | ---- | ---- | ---- | ---- | ---- |
| Pannes véhicules         | 2    | 3    | 6    | 8    | 7    | 3    | 5    |
| Lacérations sièges, tags | 0    | 0    | 3    | 2    | 1    | 0    | 0    |
| Autres                   | 0    | 0    | 3    | 4    | 3    | 6    | 7    |

2013 :
- Lors de pannes véhicules, un véhicule de secours et un dispositif de prévention des parents et établissements scolaires était déclenché.

2014 :
- Parmi les incidents relevés, pannes véhicule et vandalisme sont essentiellement à déplorer au cours de cette année.

2015 :
- Quelques pannes véhicules à déplorer cette année, signalées au plus vite pour informer les usagers concernés, lorsque ces pannes ont un impact direct sur l’exploitation d’horaires du Réseau.

2016 :
- Les pannes évoquées dans le tableau concernent des incidents constatés lors de service, et n’incluent pas les pannes lourdes d’immobilisation de véhicules.
- Le nombre de pannes reste mineur au regard de la jeunesse de la moyenne d’âge du parc de véhicules.

2017 :
- Diminution du nombre de pannes véhicules en 2017. Cependant, hausse d’incidents de service effectué avec du retard (tempête du 6 mars, incidents conducteurs).

2018 :
- Le nombre de pannes repart à la hausse en 2018.
- Une altercation entre 2 jeunes et du personnel TBK a éclaté.

#### Accidents
| Accidents                  | 2012 | 2013 | 2014 | 2015 | 2016 | 2017 | 2018 |
| -------------------------- | ---- | ---- | ---- | ---- | ---- | ---- | ---- |
| Chocs arrière car          | 0    | 1    | 2    | 1    | 2    | 1    | 2    |
| Lacération/Brûlures sièges | 0    | 0    | 0    | 2    | 1    | 7    | 3    |
| Tags                       | 0    | 0    | 0    | 1    | 1    | 2    | 0    |
| Chutes usagers             | 0    | 1    | 0    | 0    | 0    | 0    | 0    |

2012 :
- Un car du réseau se couche sur le côté dans un fossé à Riec-sur-Belon, le 18 octobre 2012 vers 8h. 2 des 35 passagers de ce car à destination du collège de Pont-Aven ont été légèrement blessés[50].

2013 :
- En voulant éviter un enfant circulant sur le bord de la chaussée, le véhicule a heurté un muret avec son porte-à-faux.
- Chute d’une lycéenne dans l’espace d’accès PMR d’un grand car.

2014 :
- Accident de la route du véhicule circuit D2 Rosporden-Diwan : uniquement des dégâts matériels
- Jet de pierres sur 2 véhicules des lignes 1 & 2 en circulation à Quimperlé : bris de vitres

2015 :
- Le vandalisme est présent sur notamment des dessertes locales. Le transporteur a signalé 1 incident de brûlure de sièges auprès des parents concernés.

2016 :
- Quelques accrochages sont à déplorer, cependant à volume faible compte-tenu du nombre de kilomètres réalisés sur l’année..

2017 :
- Le nombre d’irrespect sur le matériel augmente avec 7 brûlures/lacérations de sièges recensées en 2017.

2018 :
- Le vandalimes sur les sièges ont diminué de 57% .
- Aucun tag dans l'année.

2020 :
- Léger accrochage le 5 mars entre en un car et une barrière sur un trottoir devant l'école primaire Thiers à Quimperlé. Un changement de car pour les passagers a été nécessaire (images ci-dessous).

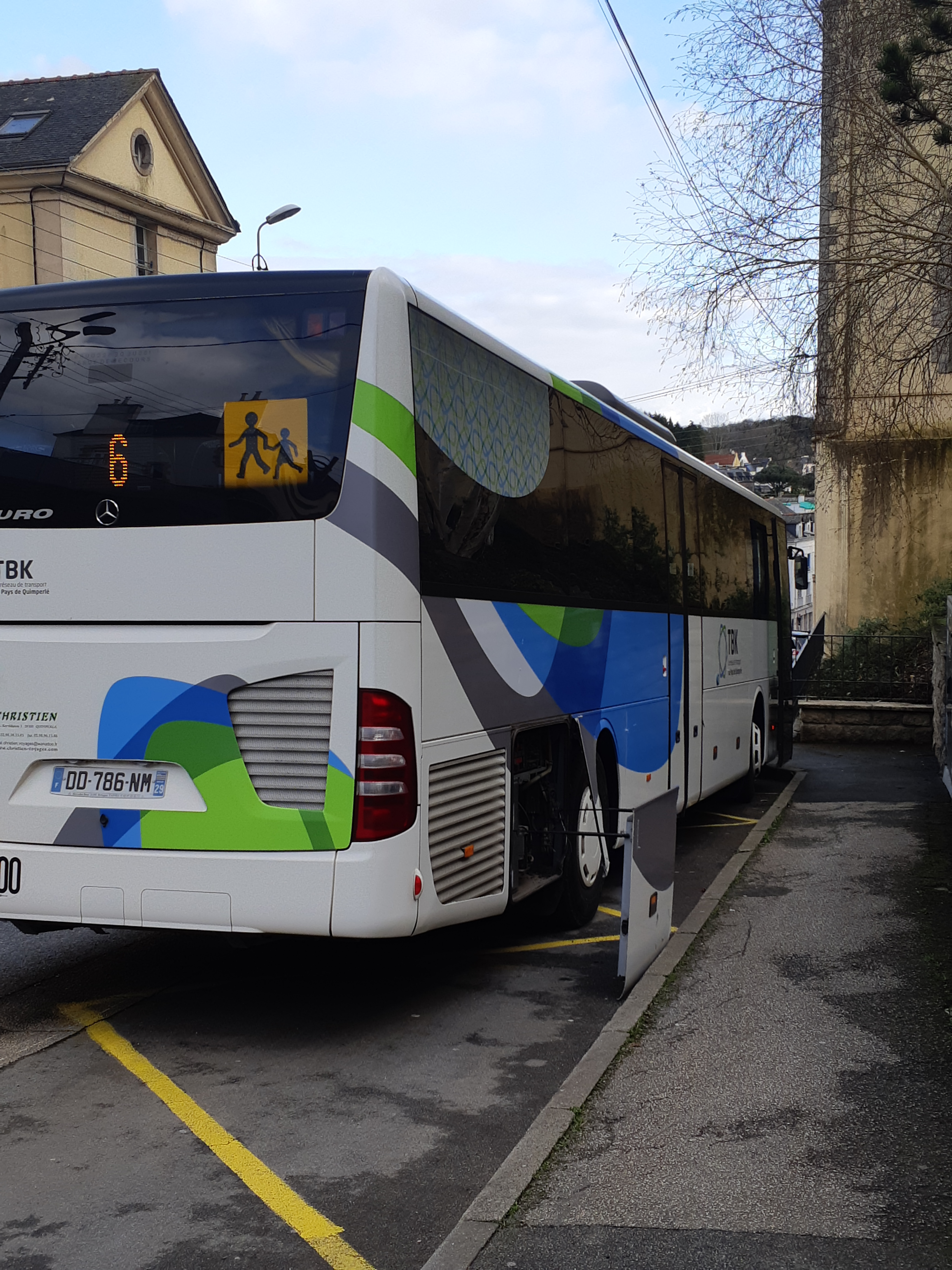
Le car impliqué dans l'accrochage
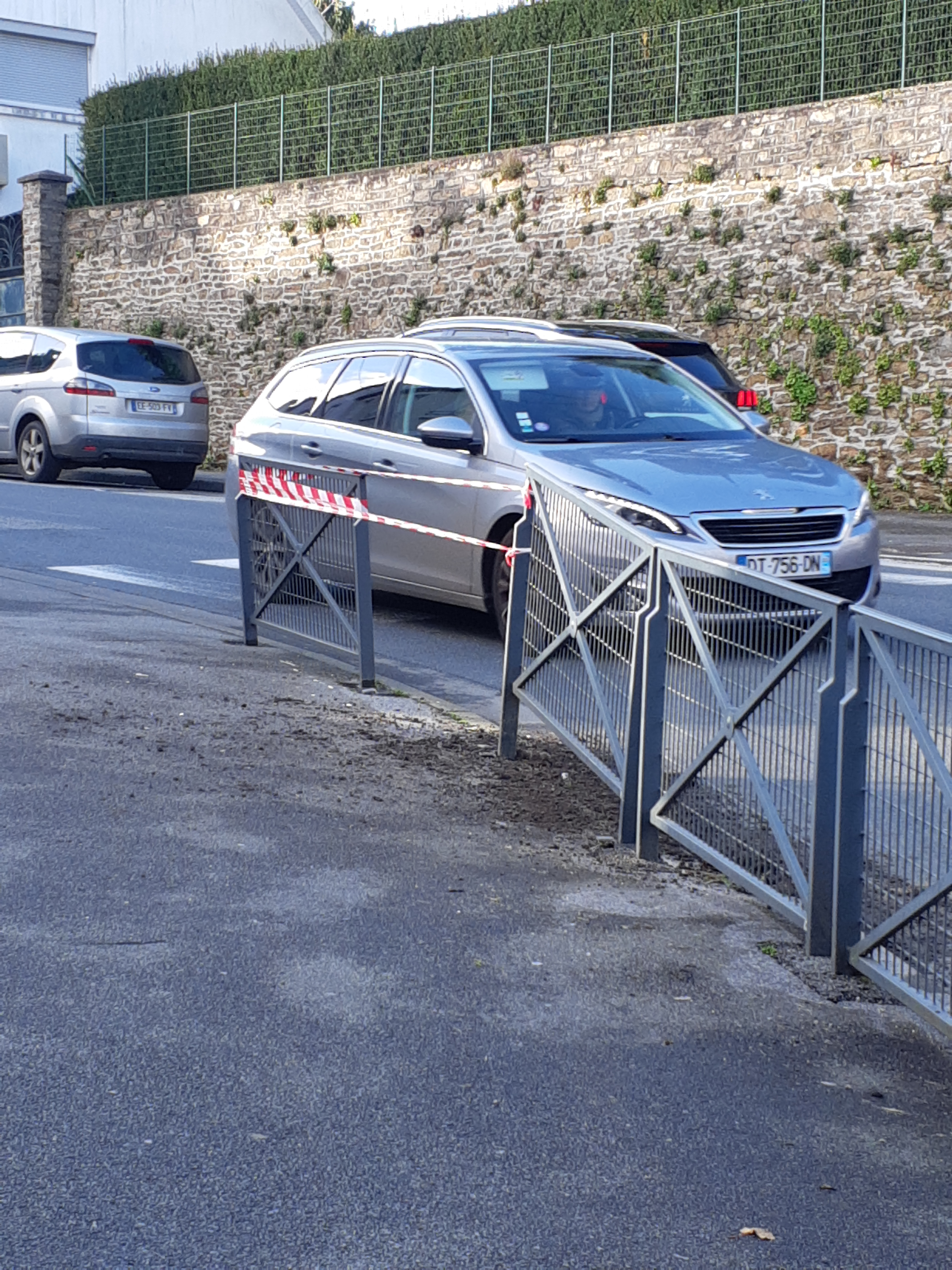
La barrière percutée par le car
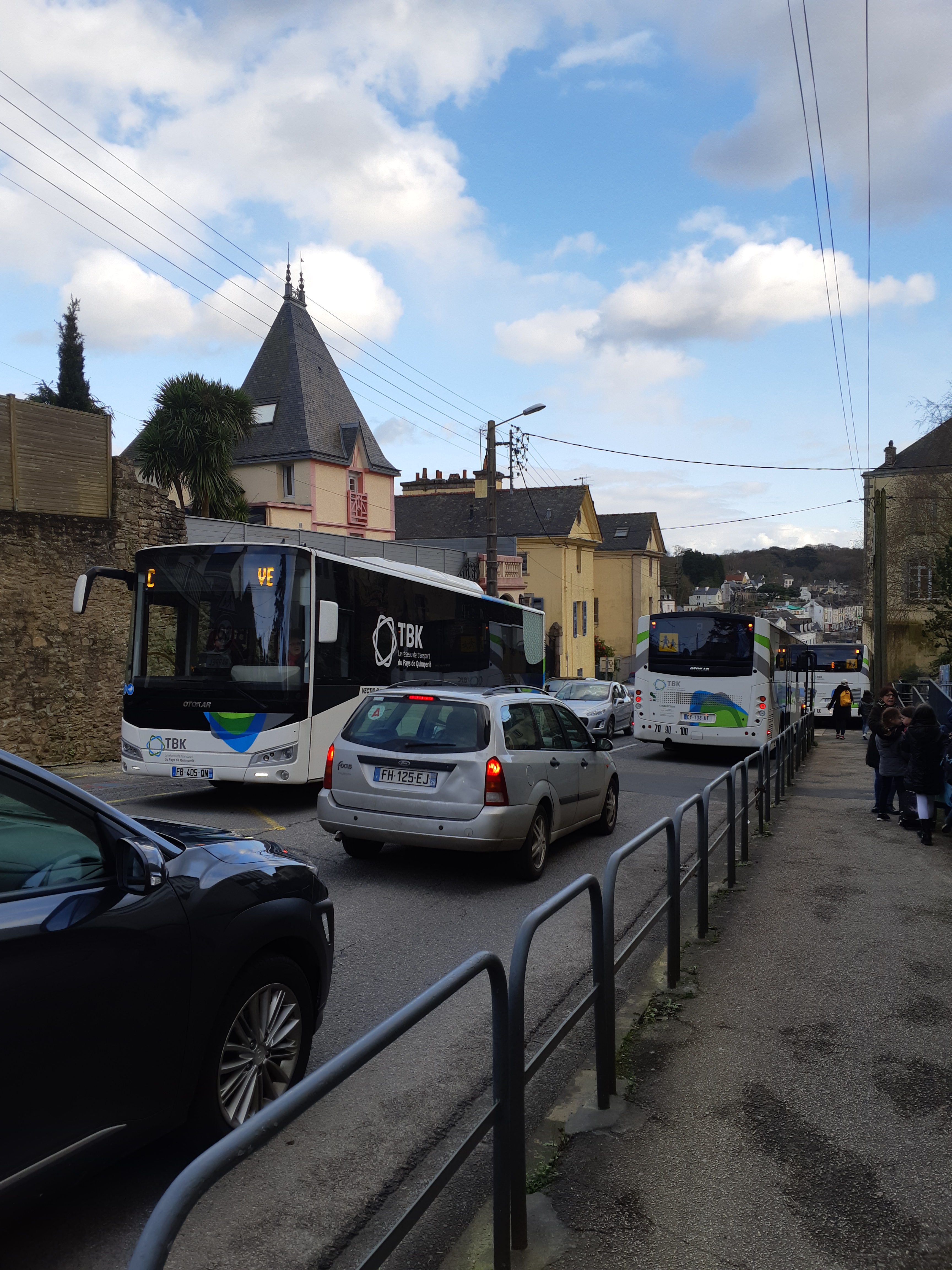
L'arrivée du bus de substitution

2021 :
- Le 14 janvier, un bus d'une ligne locale de Moëlan-sur-Mer, sur la route qui relie les lieux-dits de Kergroës et de Brigneau, est tombé dans un fossé, alors que 3 personnes se trouvait dans le véhicule. Aucun blessé n'a été à déclarer[51].

#### Prévention
Depuis 2013, TBK organise de la sensibilisation auprès des 6èmes à l’utilisation des transports en commun.
En 2016 ce sont 560 élèves rencontrés dans les différents établissements de Scaër (Collège Léo Ferré), Bannalec (Collège Jean Jaurès), Moëlan sur Mer (Collège Parc ar c’hoat) et Quimperlé (Collèges Villemarqué, Kerbertrand et l’IME F. Huon).
En 2016 aussi, TBK a réalisé une campagne basée sur la sécurité et le civisme auprès du grand public. La série de 10 dessins (dont 5 pour la sécurité et 5 pour le civisme) a été faite par un illustrateur. Ces 10 messages illustrés ont été choisis à partir d'un sondage en interne ayant comme objectif de recenser les comportements à risque rencontrés quotidiennement par les conducteurs.
Depuis le 6 novembre 2017, la communauté d'agglomération de la Quimperlé Communauté a mis en place le port obligatoire de gilets jaunes la nuit pour les mineurs sur l'ensemble du réseau (hors réseau urbain), dans le but d'améliorer à la visibilité de ceci au niveau d'arrêt non éclairé. Selon les informations de Denez Duigou (vice-président au mobilités de Quimperlé Communauté), 100 % des primaires le portent, 90 % des collégiens et 30 % des lycéens à fin juin 2018.

### Personnel d'exploitation
L'exploitant RATP Dev Quimperlé Communauté (RDQC) a réemployé les 15 salariés de Buspaq (l'ancien délégataire), et a recruté 7 autres personnes pour le fonctionnement des nouveaux bureaux de la Rue Jules Verne à Quimperlé. Il faut ajouter à cela les 67 employés dont 54 conducteurs des cinq sous-traitants (BSA, Christien Voyages, Voyages Ricouard, L'Été Évasion et Acadyss pour le TAD PMR) soit un total de 82 salariés dont 64 conducteurs pour l'ensemble du réseau.

### Information aux voyageurs

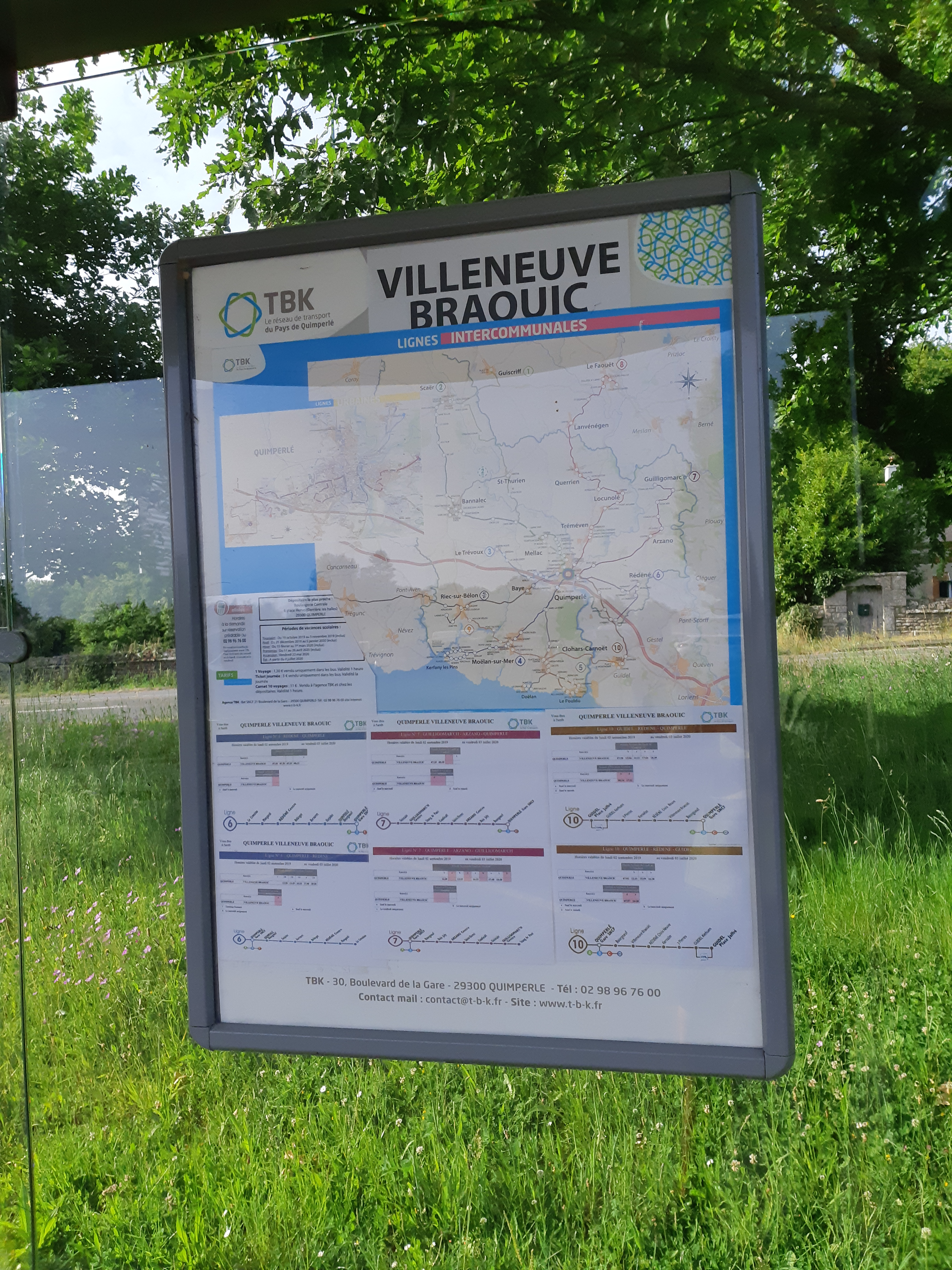
Panneau d'horaires prévisionnels dans un Abribus du réseau TBK

Le réseau utilise plusieurs moyens pour informer les voyageurs.
Les horaires de passages des bus sont communiquées majoritairement sous forme d'horaires prévisionnelles dans les arrêts et Abribus. Ces horaires sont aussi communiquées : par des panneaux lumineux au PEM de Quimperlé, dans le guide horaire fourni dans les bus et dans l'agence, et sur leur site internet.
Les informations sur le trafic des bus sont communiquées par SMS aux abonnés du réseau et sur le site internet.
Des affiches pour des événements temporaires et des campagnes de sensibilisation sont aussi disposées dans les bus et dans les Abribus.

### Tarification et financement
Le réseau est financé par Quimperlé Communauté, en 2014 le montant total du financement par la communauté de communes est de 3 861 729,63 €. Les recettes commerciales pour le délégataire en 2014 sont faibles, 354 434,34 € HT soit 389 877,77 € TTC.
Du lancement du réseau au 31 décembre 2015 les prix n'ont pas évolué, et le réseau est gratuit pour les moins de 4 ans,. Les prix augmenteront en janvier 2016, le ticket 1 voyage passera à 1,30 € et certains abonnements augmenteront de quelques euros, afin de compenser la hausse de la TVA.
Tickets :
- ticket 1 voyage : 1,30 € (0,65 € si tarification sociale appliquée à l'utilisateur) ;
- carnet de 10 tickets 1 voyage : 11 € ;
- ticket journée : 3 € (lancé en septembre 2015[1]).

Carte mensuelle :
- De 4 à 11 ans : 15 € ;
- De 12 à 25 ans : 25 € ;
- Pour les plus de 25 ans : 30 € ;
- Tarification sociale : 15 €.

Des abonnements mensuels combinés avec TER Bretagne existent aussi sous le nom « Uzuel + ».
Carte annuelle :
- De 4 à 11 ans : 93 € (Dégressif pour les 2e et 3e enfants : Le prix est alors respectivement de 62 et 30 €) ;
- De 12 à 25 ans : 144 € (Dégressif pour les 2e et 3e enfants : Le prix est alors respectivement de 96 et 47 €) ;
- Pour les plus de 25 ans : 304 € ;
- Tarification sociale : 152 €.

Des abonnements annuels combinés avec le réseau BreizhGo existent :
- De 4 à 11 ans : 120 € ;
- De 12 à 25 ans : 170 € ;
- Pour les plus de 25 ans : 330 € ;
- Tarification sociale : 165 €.

Pour le TAD PMR, un déplacement coûte 2,20 €, 4,40 € si la destination est Lorient ou Ploemeur.

## Impact socio-économique

### Trafic
La fréquentation ne cesse d'augmenter depuis la mise en place du réseau en 2011, malgré de légères baisses ces 2 dernières années.
| Année | Ligne A         | Ligne B         | Ligne C          | Ligne D         | Ligne NOZ      |
| ----- | --------------- | --------------- | ---------------- | --------------- | -------------- |
| 2012  | 18 350          | 9 179           | 32 108           | 3 433           | /              |
| 2013  | 29 466 (+60,6%) | 15 545 (+69,4%) | 41 866 (+30,4%)  | 8 731 (+154,3%) | /              |
| 2014  | 36 454 (+23,7%) | 25 501 (+64,1%) | 48 311 (+15,4%)  | 13 205 (+51,2%) | /              |
| 2015  | 42 829 (+17,5%) | 40 029 (+57%)   | 48 311 (+20,5%)  | 15 139 (+14,7%) | /              |
| 2016  | 44 672 (+4,3%)  | 43 795 (+9,4%)  | 61 275 (+5,3%)   | 15 073 (-0,4%)  | 659            |
| 2017  | 52 626 (+17,1%) | 43 795 (+12,1%) | 69 604 (+13,6 %) | 14 111 (-6,4%)  | 1 257 (+90,7%) |
| 2018  | 43 232 (-17,9%) | 66 037 (+34,5%) | 70 206 (+0,9%)   | 11 829 (-16,2%) | 1 195 (-4,9%)  |
| 2019  | 27 344 (-36,8%) | 82 344 (+24,7%) | 70 707 (+0,7%)   | 11 663 (-1,4%)  | 1 228 (+2,8%)  |
| 2020, | 16 251 (-40,6%) | 48 461 (-41,1%) | 47 324 (-33,1%)  | 4 827 (-58,6%)  | 441 (-64,1%)   |
| 2021  | 25 373 (+56,1%) | 56 969 (+17,6%) | 58 922 (+24,5%)  | /               | /              |

| Année | Ligne 1         | Ligne 2         | Ligne 2bis     | Ligne 3         | Ligne 4         | Ligne 5         | Ligne 6         | Ligne 7         | Ligne 8         | Ligne 9         | Ex-ligne 10     | Ligne 10        |
| ----- | --------------- | --------------- | -------------- | --------------- | --------------- | --------------- | --------------- | --------------- | --------------- | --------------- | --------------- | --------------- |
| 2012  | 49 166          | 46 073          | /              | 31 340          | 41 784          | 32 138          | 61 843          | 34 261          | 72 706          | 4 066           | /               | 29 632          |
| 2013  | 47 387 (-3,6%)  | 52 141 (+13,2%) | /              | 32 401 (+3,4%)  | 43 390 (+3,8%)  | 38 484 (+19,7%) | 61 024 (-1,3%)  | 34 842 (+1,7%)  | 77 150 (+6,1%)  | 4 906 (+20,7%)  | /               | 35 794 (+20,8%) |
| 2014  | 49 100 (+3,6%)  | 62 871 (+20,6%) | /              | 33 779 (+4,2%)  | 49 567 (+14,2%) | 41 998 (+9,1%)  | 66 370 (+8,7%)  | 37 342 (+7,2%)  | 76 636 (-0,7%)  | 5 047 (+2,9%)   | /               | 40 181 (+12,3%) |
| 2015  | 47 344 (+3,6%)  | 68 935 (+9,6%)  | 284            | 36 549 (+8,2%)  | 58 813 (+18,6%) | 42 448 (+1,1%)  | 69 124 (+4,1%)  | 34 531 (-7,5%)  | 73 891 (-3,6%)  | 8 255 (+63,6%)  | /               | 44 403 (+10,5%) |
| 2016  | 44 030 (-7%)    | 72 096 (-4,6%)  | 805 (+183,5%)  | 38 264 (+4,7%)  | 61 486 (+4,5%)  | 41 099 (-3,2%)  | 68 022 (-1,6%)  | 35 617 (+3,1%)  | 74 897 (+1,4%)  | 10 889 (+31,9%) | 639             | 52 359 (+17,9%) |
| 2017  | 48 586 (+10,3%) | 81 272 (+12,7%) | 1 034 (+28,5%) | 38 640 (+1%)    | 60 068 (-2,3%)  | 44 073 (+7,2%)  | 72 116 (+6%)    | 37 360 (+4,9%)  | 85 532 (+14,2%) | 9 983 (-8,3%)   | 1 832 (+186,7%) | 51 924 (-0,8%)  |
| 2018  | 45 167 (-7%)    | 82 128 (+1,1%)  | 1 551 (+50%)   | 40 352 (+4,4%)  | 56 614 (-5,8%)  | 46 780 (+6,1%)  | 70 688 (-2%)    | 36 634 (-1,9%)  | 84 559 (-1,1%)  | 10 525 (-5,4%)  | 2 222 (+21,3%)  | 55 435 (+6,8%)  |
| 2019  | 41 159 (-8,9%)  | 81 593 (-0,7%)  | 2 482 (+60%)   | 38 327 (-5%)    | 54 140 (-4,4%)  | 51 097 (+9,2%)  | 66 887 (-5,4%)  | 35 943 (-1,4%)  | 77 179 (-8,7%)  | 11 230 (+6,7%)  | 2 642 (+18,9%)  | 52 733 (-4,9%)  |
| 2020, | 27 137 (-34,1%) | 46 983 (-42,4%) | 2 759 (+11,2%) | 24 571 (-35,9%) | 35 002 (-35,3%) | 33 692 (-34,1%) | 42 228 (-36,9%) | 23 024 (-35,9%) | 48 892 (-36,7%) | 4 685 (-55,6%)  | 1 067 (-59,6%)  | 23 337 (-55,7%) |
| 2021  | 36 960 (+36,2%) | 61 711 (+31,3%) | 5 412 (+96,2%) | 30 775 (+25,2%) | 49 114 (+40,3%) | 40 025 (+18,8%) | 56 470 (+40,8%) | 31 354 (+36,2%) | 69 670 (+42,5%) | 2 873 (-38,7%)  | /               | 34 083 (+46,0%) |

| Année | Réseau urbain | Réseau intercommunal | Réseau local | Mobibus | Total   | Variation annuelle |
| ----- | ------------- | -------------------- | ------------ | ------- | ------- | ------------------ |
| 2012  | 63 070        | 403 009              | 147 426      | 11 392  | 624 897 | /                  |
| 2013  | 95 608        | 427 519              | 142 793      | 12 180  | 678 100 | 8,51 %             |
| 2014  | 123 471       | 462 891              | 142 339      | 13 026  | 741 727 | 9,38 %             |
| 2015  | 156 191       | 484 577              | 140 531      | 12 818  | 794 117 | 7,06 %             |
| 2016  | 165 474       | 500 203              | 128 756      | 12 079  | 806 512 | 1,56 %             |
| 2017  | 186 707       | 532 420              | 137 334      | 13 045  | 869 506 | 7,81 %             |
| 2018  | 192 499       | 532 655              | 127 604      | 12 733  | 865 491 | 0,46 %             |
| 2019  | 193 286       | 515 412              | 118 758      | 11 569  | 839 025 | 3,06 %             |
| 2020  | 115 616       | 313 397              | 72 480       | 3 586   | 543 360 | 35,24%             |
| 2021  | 141 264       | 418 447              | 109 862      | 8 062   | 677 635 | 27,71%             |

### Pour le commerce

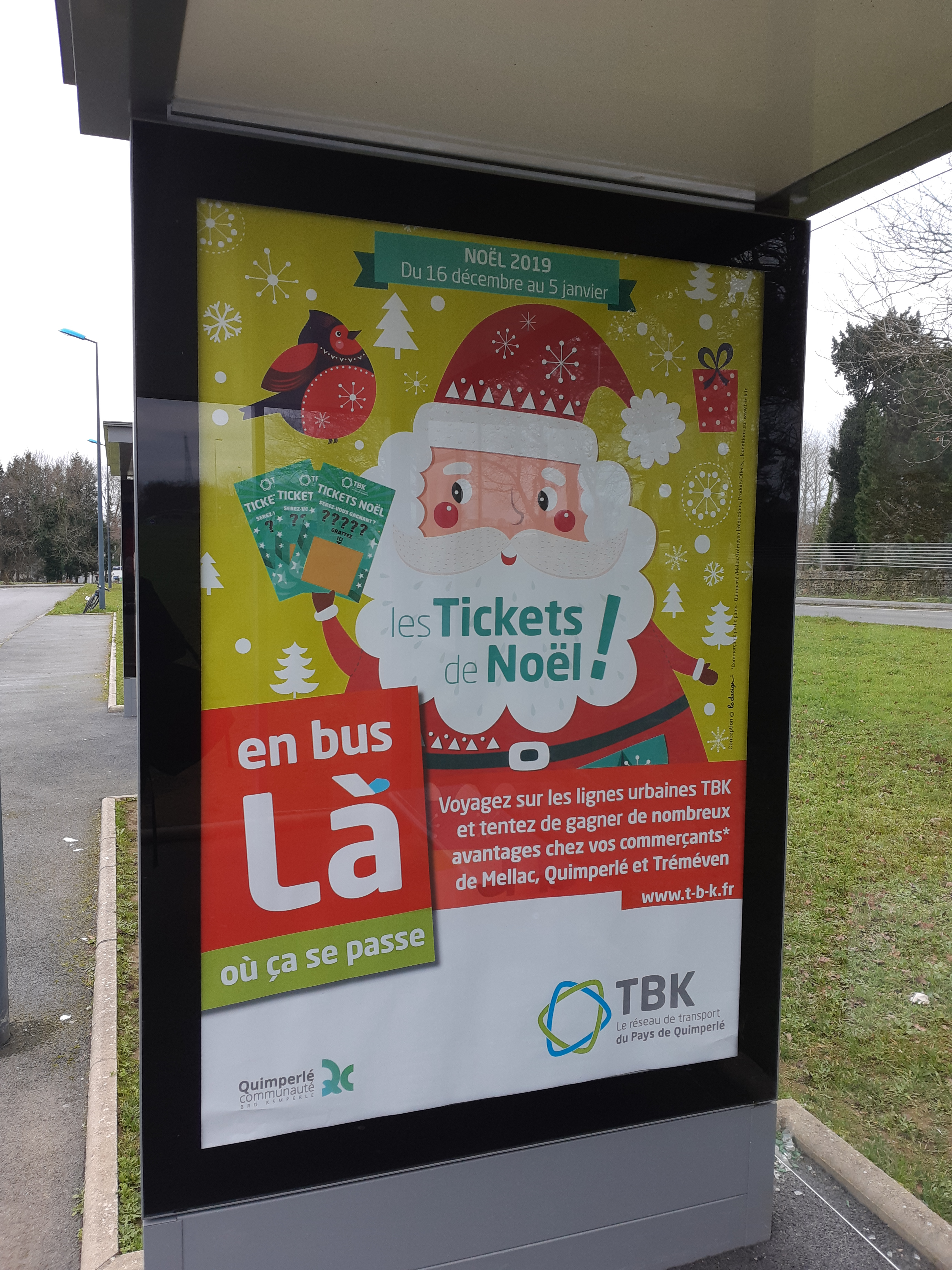
Affiche pour les tickets de Noël 2019

À l'été 2016 sont entrepris des partenariats avec des commerces se situant sur le trajet de la ligne NOZ. Ces partenariats permettaient aux usagers en empruntant le réseau de profiter de diverses promotions à la piscine Aquapaq, le cinéma La Bobine et le bowling EdenBowl (et au Mc Donald’s de Mellac à partir de juillet 2018). Sur la même ligne, en juin 2018, des "Happy Hour" furent mises en place, entre 22h et 00h30. Durant ces laps de temps, les bus de la ligne étaient gratuits.
En décembre 2017, 2018, 2019 et 2021, des tickets de Noël, dans les lignes urbaines, ainsi que des chocolats, sur l'ensemble du réseau sont offerts aux usagers à leurs entrées. La première année, du 23 décembre 2017 au 7 janvier 2018, ce sont des voyages gratuits qui étaient offerts, à travers 40 000 tickets, répartis dans 150 commerces de Quimperlé, distribuées par les 1ère STMG du lycée Notre-Dame de Kerbertrand. En décembre 2019, 9 000 tickets à gratter étaient cette fois-ci distribués, pour gagner des offres promotionnelles chez 76 commerçants de Mellac, Quimperlé et Tréméven ayant accepté de participer à l'opération, après avoir été sollicités par des BTS négociation et digitalisation de la relation client du lycée Kerneuzec. Pour Noël 2021, les BTS NDRC de Kerneuzec ont réussi à obtenir plus 7 500 lots dans 35 commerces pour les 9 000 tickets mis en circulation.

### Pour les associations caritatives
De 2014 à 2016, le réseau TBK a réalisé un partenariat avec la Croix-Rouge Française, pour collecter des jouets, des livres, des peluches, etc. qu'ils soient neufs ou pas, nommé TBKado. Ces cadeaux étaient destinés aux enfants défavorisés à l'occasion des fêtes de fin d'année. Un minibus spécial du réseau traversait les communes desservies habituellement par les différentes lignes pour ramasser les dons. En 2014, près de 240 donateurs ont participé dans 18 lieux de collectes différents, et 370 donateurs en 2015, et enfin 187 donateurs, au 10 décembre 2016 alors que l'opération n'était pas encore finie.

### Pour la culture
TBK réalise un bon nombre de partenariats avec des événements culturels depuis de plusieurs années
- Partenariat avec le Festival des rias depuis 2012. Déploiement de services adaptés avec des navettes et des bus gratuits à travers tout le réseau pour transporter les festivaliers. En 2018, les navettes ont transporté 604 festivaliers[54].
- TBK et Quimperlé Terre Océane à l'occasion des Journées du Patrimoine mettent en place des circuits pour découvrir différents lieux du Pays de Quimperlé.
- TBK et la Cavalcade de Scaër. En 2015, TBK a installé des affiches pour la communication de la manifestation. Depuis 2017, TBK a rajouté un service de "navettes parking" gratuites pour aller jusqu'à au spectacle durant toute la durée de l'événement. En 2019, les navettes de TBK pour la cavalcade ont transporté 2 730 spectateurs[22].
- TBK et le Festival Taol Kurun. En 2014, à l'occasion du 20e anniversaire du festival, TBK a mis en place, le mardi 21 janvier 2014, neuf véhicules pour emmener les jeunes des écoles vers Querrien où un spectacle se déroulait. En 2018[54] & 2019[22], des bus ont emmené des élèves bretonnants à la journée "Fest ar Vugale".

## Critiques

### Polémique autour des bus vides
En janvier 2015, un collectif nommé "TBK, stop au gaspillage" est créé, et comptait en mars de la même année une dizaine d'adhérents, avec Roger Géronimi (élu de l'opposition à l'époque à Mellac) comme porte-parole. Ils dénonçaient notamment la part des recettes dans le coût global qui serait de 7,7% en 2013, alors qu'il serait en moyenne en France entre 20 et 30 %.
Presque 2 ans plus tard, en décembre 2016, Roger Géronimi, accompagné de Christine Favennec et Christophe Lescoat (élu d'opposition de 2020 à 2026 à Mellac), critiquaient à nouveau un réseau qui roulerait à vide, qui abandonnerait le réseau local, et qui serait surdimensionné par rapport au nombre d'habitants de la Quimperlé Communauté. De plus, ils notaient l’augmentation du coût de TBK de 3,9 à 4,3 millions d'euros, et la surestimation du nombre de passagers par jour qui serait de 1800 prévus et de seuls 297 réellement, d'après ses- dires.
Leurs solutions pour résoudre ces problèmes seraient : de conserver ce qui fonctionne, comme les bus de plage, le transport à la demande (AlloBus), les transports scolaires ou encore le transport des personnes à mobilité réduite (MobiBus), et de réadapter le reste de l'offre.
Pour autant, avant tout ça, en décembre 2014, Yohann Boisrobert (directeur de 2011 à 2020 de TBK), déclarait que ce phénomène de bus vides était normal en heures creuses et qu'il existerait aussi à Concarneau, Quimper ou Lorient.

### La rentrée 2020
La première rentrée scolaire du délégataire RATP Dev s'est plutôt mal passée. Premièrement, la fin de dessertes des bourgs de Tréméven et Mellac a fait réagir, avec la création d'une pétition, qui a recueilli plus de 500 signatures au 20 septembre, pour le retour du service de l'année précédente (c'est-à-dire un bus toutes les heures), malgré la mise en place de services AlloBus (transport à la demande) dans ces 2 communes. Deuxièmement, de multiples retards pour les transports scolaires ont été constatés, dont le plus marquant est le car 62 de la ligne 6, le 7 septembre, qui a terminé sa route au lycée Roz-Glas puis à Mellac, au lieu d'aller à l'arrêt Kerjouanneau pour desservir le collège Hésart de la Villemarqué, mais aussi la ligne B qui était programmé à 17h06 à Kerneuzec alors que les cours terminent à 17h05, ce qui a eu pour conséquence que les étudiants du Lycée Kerneuzec ne pouvaient plus prendre ce bus. Troisièmement, certaines critiques évoquaient aussi le fait que les horaires et numéros de cars ont été modifiés à de multiples reprises le 31 août au soir (pour une rentrée le lendemain), et ce même après la rentrée.
4 jours après la rentrée, le 4 septembre, le bus de la ligne B dans le sens Ty Bodel (Mellac) vers Mimosas (Tréméven) de 17h06 a été décalé à 17h14 pour résoudre le problème des lycéens de Kerneuzec.
Le 8 septembre, Denez Duigou (vice-président de Quimperlé Communauté chargé des mobilités), a reconnu de plus grandes difficultés pour le réseau à cette rentrée et a défendu que le délégataire appuyé par la direction nationale qui aurait fait de son mieux pour régler ces problèmes. Pour la ligne B, il déclare que c'était une décision de la communauté d'agglomération de diminuer le service de la ligne B en heure creuse, en raison du nombre trop faible de passager à chaque voyage (environ 1 passager/voyage l'année précédente).
Le 11 septembre, une réorganisation des cars scolaires des lignes 6 et 7 (les cars 61, 62, 63, 71 et 72) a été faite pour éviter de nouveaux désagréments.
Le 20 septembre, un collectif d'usager de ligne B, constitué entre autres d'élèves du lycée de Kerneuzec, de parents d'élèves, est formé par Élisa Pichon (initiatrice de la pétition et élève de première au lycée de Kerneuzec). Ils dénonçaient les divers retards et avaries subit par au moins, d'après eux, 87 élèves des établissements scolaires de Quimperlé.
3 jours plus tard, le collectif, accompagné de Monique Caudan (maire de Tréméven), et Dominique Derrien (adjoint à la maire de Tréméven chargé des affaires scolaires), a été reçu au siège de la Quimperlé Communauté. Il leur a été dit que les cars de ramassage scolaires seraient avancés de 10 minutes.
Enfin, le 25 septembre est annoncé par Sébastien Miossec la modification totale des horaires de bus dès le lundi 28 septembre. La direction régionale de RATP Dev a avoué avoir mal communiqué sur cette rentrée, notamment sur la mise en place nouvelle du service AlloBus sur la ligne B.